# 仙台駅

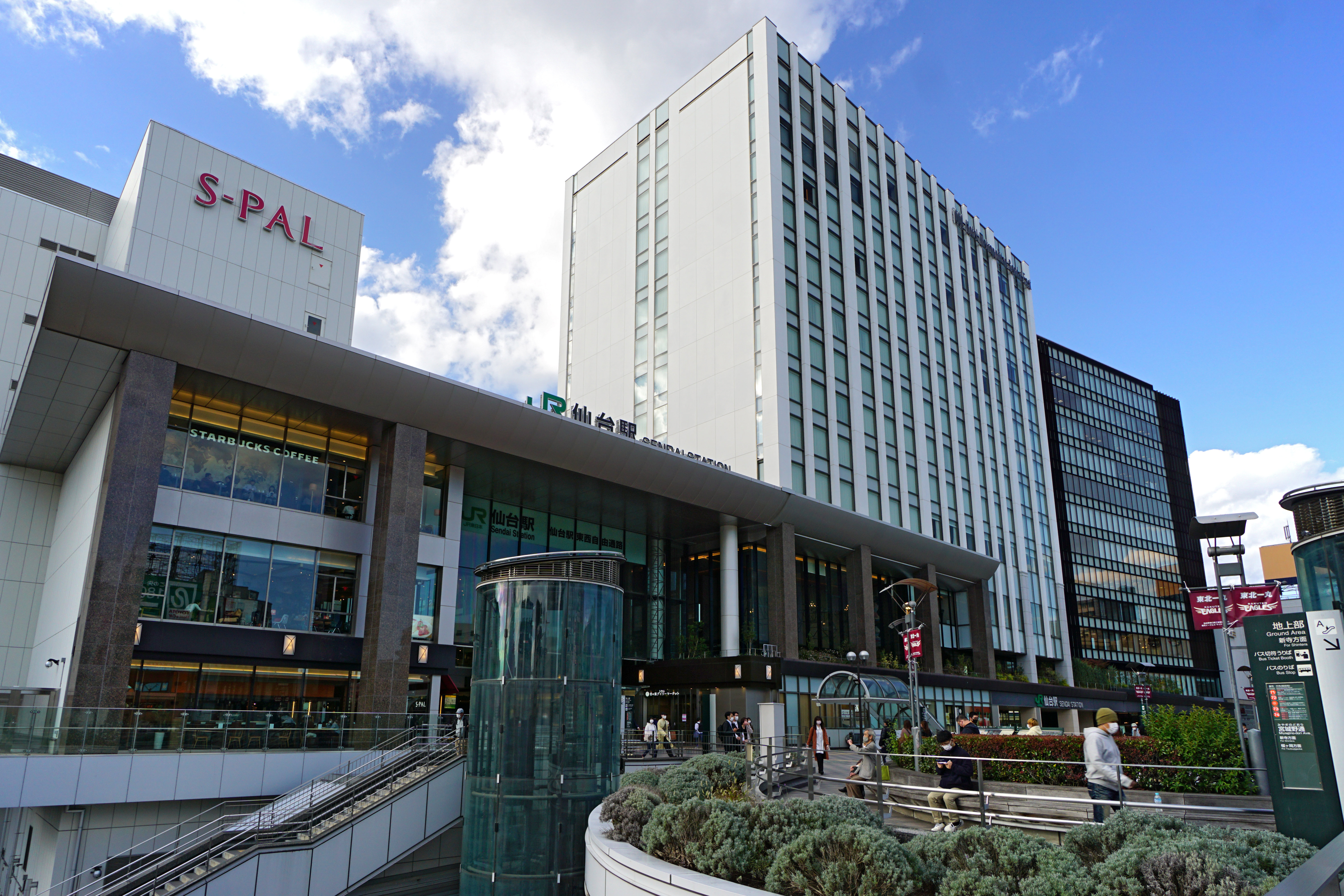
東口（2021年10月）

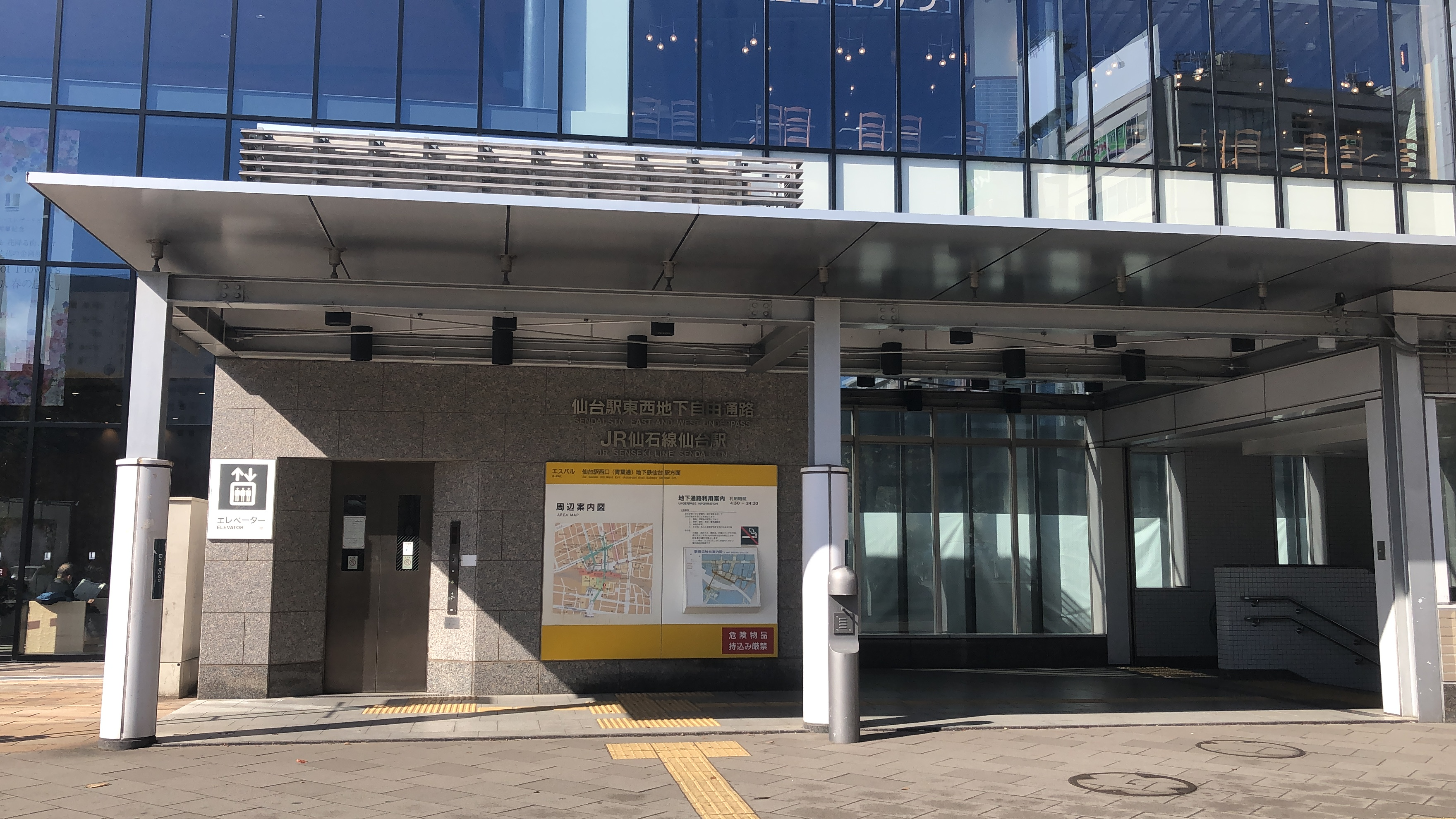
仙石線東口・歩行者広場前出口（2021年2月）

仙台駅（せんだいえき）は、宮城県仙台市青葉区中央にある、東日本旅客鉄道（JR東日本）・仙台市交通局（仙台市地下鉄）の駅。東北地方最大の政令指定都市である仙台市の代表駅。
JR東日本の駅は青葉区中央一丁目を所在地としているが、東口および一部ホームが宮城野区榴岡一丁目にまたがっている。また、仙台市地下鉄東西線のホームは青葉区中央三丁目となっている。

## 概要
東北新幹線（秋田新幹線・北海道新幹線直通を含む）は当駅を通る全営業列車が停車する。仙台都市圏と首都圏との間の高速アクセス手段は、東北新幹線が大宮駅 - 上野駅間を延伸開業した1985年（昭和60年）に、航空路線の仙台空港 - 羽田空港便が廃止されてからは、新幹線が独占的に担っており、当駅の新幹線利用客は1日平均4万人以上となっている。在来線は後述するように、仙台周辺の宮城県内の各都市や仙台空港・山形市・福島市・南相馬市・一関市・石巻市などとを結ぶJR各線が発着する。
市内各所を結ぶ仙台市地下鉄も2路線乗り入れ、東北地方最大のターミナル駅となっている。市内中心部に向かうペデストリアンデッキ（歩行者用デッキ）が張り巡らされた西口を中心に商業施設が充実しており「ショッピング、食事、ホテル等の施設も充実し、文化の発信基地としての役割も担う駅」として、東北の駅百選に選定された。
仙石線を除くJR在来線の軌道敷は、北は宮城野橋（X橋）付近から南は北目町ガード（六道の辻）付近まで及び、仙石線仙台駅は仙台トンネル内を仙台駅東口駅前広場の地下から宮城野通西端地下まで及ぶ。地下鉄仙台駅は、南北線が愛宕上杉通地下を北は中央通から南は仙台駅西口バスターミナルまで（仙石線あおば通駅と青葉通地下で直結）、東西線が南町通地下を通っている。

### 所在地
- JR仙台駅 - 仙台市青葉区中央一丁目1番1号
  - 仙石線ホームは、宮城野区域に所在
- 仙台市地下鉄
  - 南北線 - 仙台市青葉区中央一丁目10番10号地先
  - 東西線 - 仙台市青葉区中央三丁目5番6号地先

## 乗り入れ路線

### JR東日本
新幹線
新幹線は線路名称上は東北新幹線のみだが、当駅には東北新幹線の列車のほか、北海道新幹線直通列車や秋田新幹線直通列車も停車する。また、山形新幹線の運行区間である奥羽本線（山形線）内での悪天候や動物との接触事故などで運転できない場合は、山形新幹線のつばさ号が当駅に乗り入れることがある。
在来線
在来線は次の各線が乗り入れる。
- 東北本線 - 当駅開業時からの路線で、当駅の所属線となっている[1]。
- 仙山線 - 当駅を起点とし、山形駅までを結んでいる[注 1]。
- 仙石線 - 石巻駅までを結んでいる。かつては当駅が起点であったが、地下化と同時に起点は1つ隣のあおば通駅となり、当駅は途中駅となった。

正式な線路名称上は以上の3路線だが、東北本線経由で以下の路線も乗り入れる。
- 常磐線 - いわき市などの 福島県浜通りや茨城県、千葉県北西部を経由して東京都へ至る。岩沼駅から東北本線経由で乗り入れる。2020年（令和2年）3月14日より、東日本大震災および原発事故の影響で長らく運転を見合わせていた常磐線特急が乗り入れを再開したことにより、特急ひたち号（品川駅発着列車）が「上野東京ライン」運転系統の最北端の駅となる。
- 仙石東北ライン - 仙石線高城町駅以東から、仙石線・東北本線接続線、東北本線を経由して乗り入れる列車の愛称。当駅を起点としている。
- 仙台空港鉄道仙台空港線 - 仙台空港とを結ぶ空港連絡鉄道。名取駅から東北本線経由で全列車が乗り入れ、全区間に「仙台空港アクセス線」の愛称が付けられている。
- 阿武隈急行阿武隈急行線 - 槻木駅から東北本線経由で一部列車が乗り入れる。土休日は「ホリデー宮城おとぎ街道号」の列車名が付される。
- 陸羽東線 - 奥羽本線新庄駅を始点とし、小牛田駅から東北本線経由で土日祝のみ「快速湯けむり号」が乗り入れる。

### 仙台市地下鉄
- 南北線 - 当駅を中心に、仙台市内を南北に縦断する。駅番号はN10。
- 東西線 - 当駅を中心に、仙台市内を東西に横断する。駅番号はT07。

## 歴史

### 明治期から終戦時まで

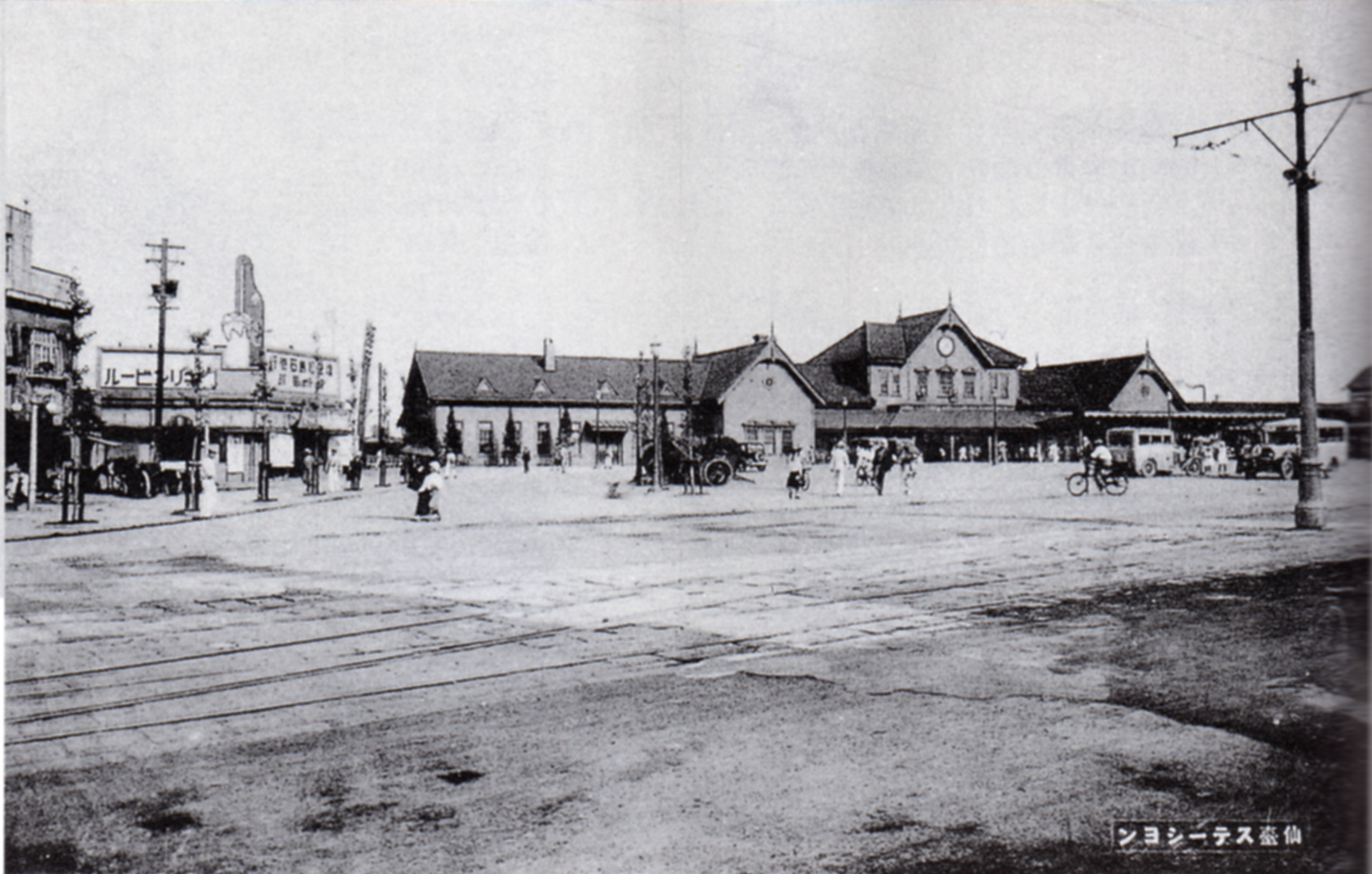
中央に2代目仙台駅舎、左側に宮城電気鉄道の駅舎、手前側の道に仙台市電の線路が見える

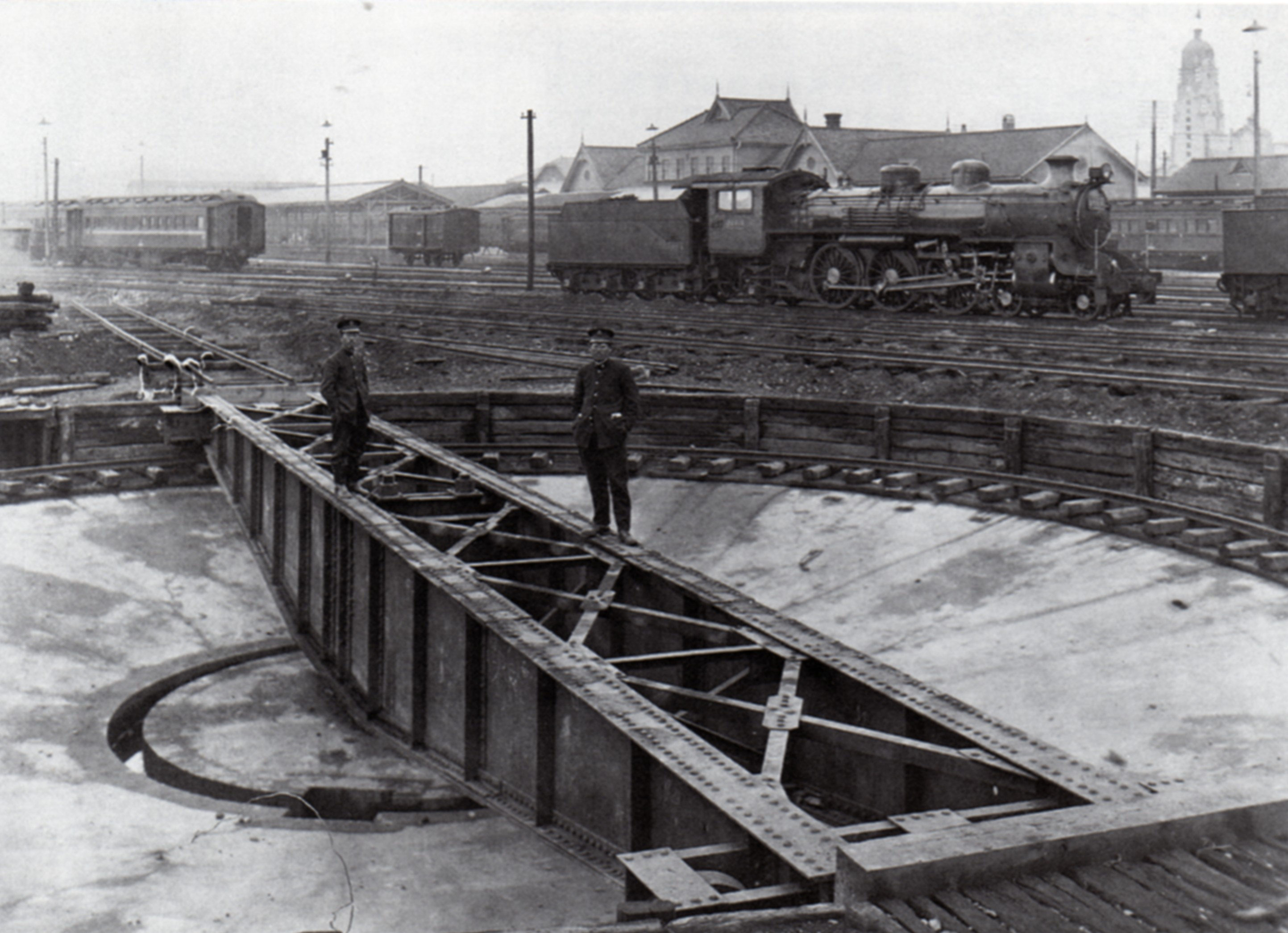
昭和初期の仙台駅構内

江戸（東京） - 仙台の所要時間は、江戸時代には上りが約半月かかった（仙台藩の参勤交代では8-9日間）。1876年（明治9年）6月2日〜7月21日の奥羽巡幸において、明治天皇が馬車で各地を回ると、1877年（明治10年）に仙台・国分町と岩沼とを結ぶ馬車会社が開業し、さらに馬車会社の万里軒が1881年（明治14年）に仙台 - 白石、1883年（明治16年）に仙台 - 福島の運行を開始した。このような都市間乗合馬車を乗り継くことで、東京 - 仙台の所要時間は3泊4日に短縮された。
明治時代の中ごろに、現在の東北本線の前身にあたる日本鉄道は東京を起点に青森へ向けて鉄道路線を順次建設していった。この中で仙台に駅が置かれることになったが、その位置を巡って問題が起きた。日本鉄道は当初、他の多くの都市と同様に仙台市街地端へ駅を設けようとした。1886年（明治19年）4月に鉄道局長官の井上勝と日本鉄道社長の奈良原繁が宮城県を訪れ、仙台における停車場を宮城郡南目村薬師堂北裏に設けることを、当時の宮城県県令松平正直に伝えた。これはおおよそ現在の東北本線宮城野貨物支線の仙台貨物ターミナル駅付近に当たる。しかし、仙台城下町以来の街の衰退を恐れた地元商人がこれに反対し、費用負担を申し出て日本鉄道に停車場位置の変更を求めた。これが仙台区のほとんどの組（現在の町内会）を巻き込んだ運動になった。一方、士族を中心にした東京在住の仙台出身者は、都市の将来発展のためには原案が望ましいと論じていた。最終的には松平も変更を支持し、地元の費用負担なく東六番丁通の現在位置に決定した。
仙台駅は1887年（明治20年）12月15日に開業した。このとき、東京府の上野駅から宮城県の塩竈駅まで路線が通じ、上野駅と仙台駅は12時間20分で結ばれた。初代の駅舎は木造平屋建ての小さな建物で線路の西側に位置し、幅35メートル、奥行き8メートル、面積236平方メートルであった。また、駅前広場には馬車を回すロータリーがあった。仙台駅の開業日には祝賀列車が運転された。この列車は井上勝や内務大臣山縣有朋、大蔵大臣松方正義らを乗せて、当日の朝に上野駅を出発した。仙台駅への到着予定時刻は19時30分だったが、福島県から宮城県南部にかけての天候が大雪だったために、結局この祝賀列車は22時25分に仙台駅へ入った。このため、駅に降り立った山縣の機嫌は良くなかったと伝わっている。また、鉄道開通の影響で、鉄道と並行する都市間乗合馬車は急速に衰退して廃業し、仙台 - 塩竈間に並行していた馬車軌道の木道社（宮城木道）も廃業に追い込まれた。
1894年（明治27年）、駅舎は改築され、木造ペンキ塗、中央部は2階建て両翼は平屋、面積8,407平方メートルという、当時としては大きく立派なものとなった。この駅舎は増築や改築が重ねて行われ、1945年（昭和20年）に仙台空襲で焼失するまで使用された。
1906年（明治39年）に日本鉄道は国有化され、国有鉄道の東北本線となった。1926年（大正15年）に上野 - 仙台間の所要時間は8時間弱となり、乗降客数は1928年（昭和3年）に1日平均9,649人を数えた。このころの仙台駅は東北地方で最多の旅客をさばいたが、貨物では青森駅や塩竈駅（旧駅）などに引き離され、6位に留まった。1909年（明治42年）の汽車貨物では、米529トン、雑穀160トン、麦粉328トン、食塩383トン、酒406トン、鮮魚458トン、鉄類369トン、陶磁器298トン、硝子器150トンなどを送り出した。
1925年（大正14年）に、後に仙石線となる宮城電気鉄道が仙台駅から西塩釜駅まで開業した。これは仙台では初となる電化された鉄道だった。また、1926年（大正15年）11月25日に仙台市電が仙台駅前停留場 - 荒町日赤病院前停留場において開業した。仙台駅前停留場は仙台駅前広場に隣接する駅前通りに設けられた。1929年（昭和4年）には、現在の仙山線の一部に当たる仙台駅から愛子駅までの区間が仙山東線として開業した。

#### 日本初の地下ホーム

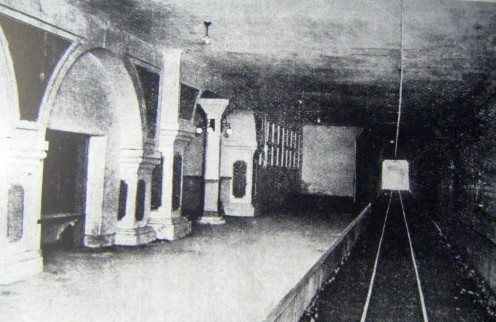
宮城電気鉄道・仙台駅の地下ホーム

宮城電気鉄道は、駅の東側から地下に入り東北本線の西端から西口広場の地下にかけてプラットホームを設置しており、そこから階段を上がると西口に出られるようになっていた。西口には宮城電気鉄道の独自の駅舎が設けられていた。

### 戦災復興期から高度経済成長期まで

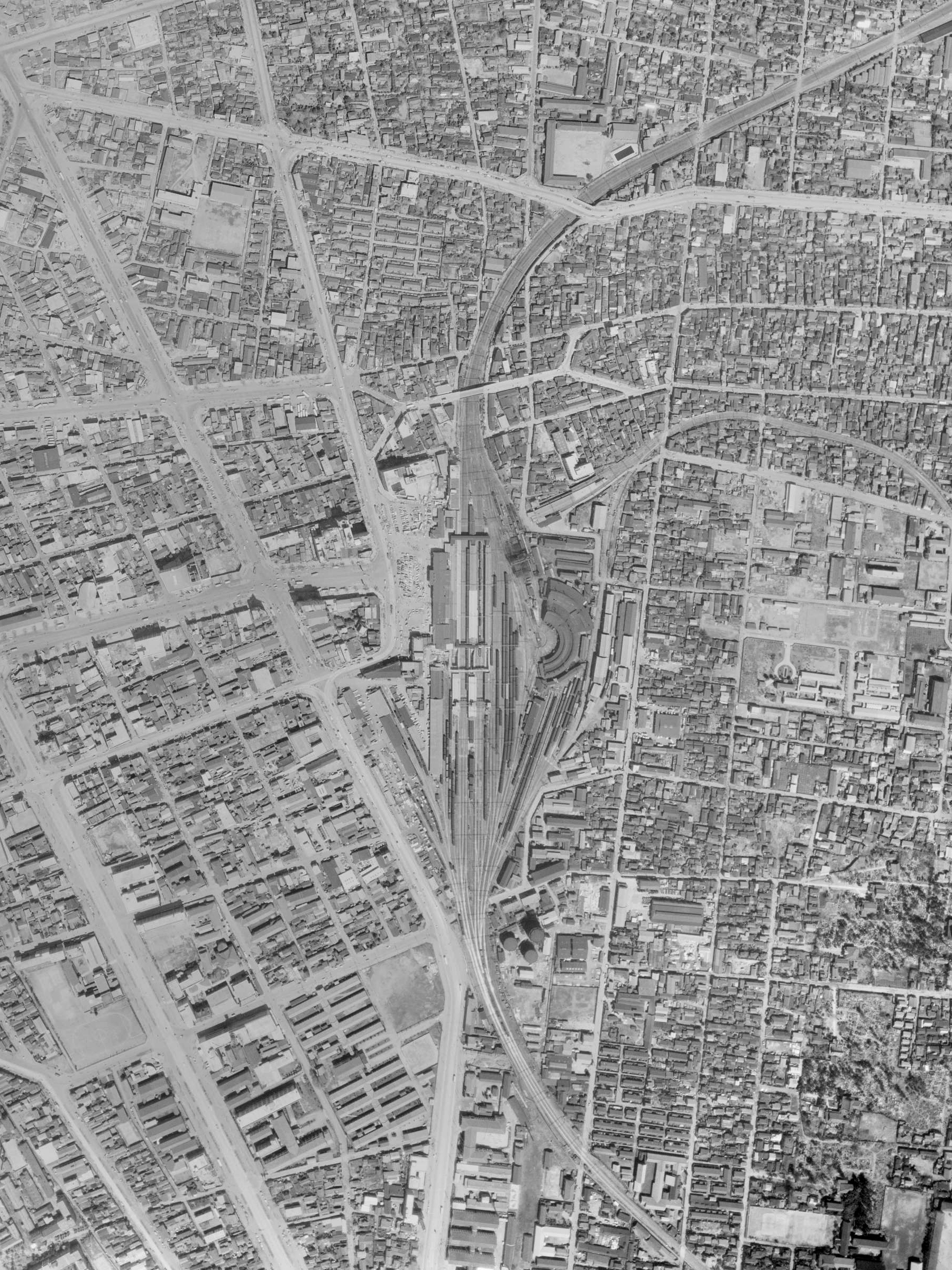
仙台駅周辺の白黒空中写真（1961年4月撮影）

1945年（昭和20年）7月10日の仙台空襲で仙台市街は大きな被害を受けた。仙台駅では死者4人が出て駅舎も破壊され、他の駅から資材を回すなどしてバラック建ての駅舎が急造された。終戦直後の仙台駅発着の車両は、石炭不足で削減されて超過密状態で、利用客の8割が食料買い出しに向かう人々であった。その一方で、進駐軍は車両やホームを専用で留め置いて効率的運用を妨げ、その将兵の中には駅員に横暴を働く者もあった。
戦後の復興計画においては、仙台駅をより東側に移した上で駅前に公園と商業施設の設置し、さらに駅の東西を地下道で結ぶ構想があったが、駅舎や鉄道運行に必要な設備の整備が重視されたために、結局それらの構想は実行されなかった。1948年（昭和23年）に新駅舎の建設が始まり、翌1949年（昭和24年）に新駅舎が竣工した。新たに駅前広場へのメインストリートとして青葉通が敷かれ、1950年（昭和25年）に駅前の舗装が完成したことで、駅および駅前広場の復興は一段落した。駅舎は木造モルタル2階建て、面積2,023.9平方メートルであった。この駅舎は仮駅舎の予定であったが、結局1972年（昭和47年）まで使用されることになった。
1951年（昭和26年）、東北子供博覧会開催時に、博覧会事務局は駅前広場の一部を11か月の期限付きで借りて建物を作った。しかし、博覧会終了後、河北新報社長菅野千代夫を社長とする河北実業株式会社が設立され、土地の賃借権を主張して返還を拒み、建物を店舗用に賃貸した。これが駅前ショウハウスである。地元有力紙の関連企業を相手にした明け渡し交渉は難航し、1972年（昭和47年）までそのままとなった。
1952年（昭和27年）には、この年に宮城県、山形県、福島県で共催された第7回国民体育大会にあわせて、仙台駅の仙石線ホームが改修された。この時までの仙台駅は線路の西側に駅舎を持ち、その反対の東側には駅舎がなかった。国体では仙台駅の東側にある宮城野原公園総合運動場が主要会場の一つとされ、ここへの交通の便を図るために、仙石線ホームの東側への移設および東口の併設が行われた。同年6月1日に仙石線の地下ホームへの列車の発着が廃止され、工事のための運休を経て、9月26日から仙台東口仮乗降場として使用していた設備を仙台駅仙石線ホームとして列車が運転されるようになった。これに伴い、宮城電気鉄道時代から用いられていた地下鉄道区間は旅客の連絡通路に転用され、また仙台駅仙石線ホームと近接することになった仙台東口駅は廃止された。1953年（昭和28年）になると、仙台駅の本格的な復興案が発表された。しかし、これと関連していた仙台市のビジネスセンター構想が頓挫し、仙台市の都市計画がもつれて定まらなかったために、仙台駅の復興計画も進まなかった。のちの1966年（昭和41年）に、宮城県や仙台市などが仙台駅を民衆駅とする計画を国鉄に申し入れたが、両者の間で折り合いがつかずこの民衆駅案も実を結ばなかった。
戦後の復興計画の中では、仙台駅の貨客分離も計画されていた。これは1946年（昭和21年）に決まったもので、仙台駅前後の曲線区間を避ける形で長町駅と東仙台駅の間を短絡する宮城野貨物線を敷き、そこに貨物駅を設置し、仙台駅を旅客専用にするというものだった。その後、貨物取り扱いの増加により1958年（昭和33年）に工事が始まり、1961年（昭和36年）に宮城野駅が開業した。これに伴い、仙台駅は貨物の取り扱いを廃止した。
また、仙台駅は車両基地設備を併せ持つ駅だったが、仙台駅の既存の設備では増大する車両を捌くのが難しくなり、1963年（昭和38年）に仙台駅と東仙台駅の中間に仙台運転所が設置された。この車両基地は1966年（昭和41年）に全面的に完成して、仙台駅を発着する電車はここに収容されるようになった。逼迫していたのは車両収容設備だけでなく、旅客を捌くプラットホームもだった。1967（昭和42年）に仙台駅のホームが増設され、旅客扱い用の線路が5番線から7番線へ拡張された。1968年（昭和43年）には仙台駅の機関車が長町機関区に移された。仙台駅から蒸気機関車が姿を消したのはこのころだった。
新幹線の登場まで、仙台駅に停車する急行・特急は少しずつ速くなっていった。上野駅 - 仙台駅間の所要時間でその一部を拾うと、戦時中の1945年（昭和20年）1月に急行202列車は8時間33分かかっていた。初の特別急行列車である特急「はつかり」は、1958年（昭和33年）の登場時に5時間25分で走った。1965年（昭和40年）には、東北本線の電化により常磐線を経由しない特急電車「ひばり」が現われ、4時間35分とした。1968年（昭和43年）10月のヨンサントオと呼ばれるダイヤ改正で「ひばり」の最速列車は上野・仙台間の所要時間を3時間53分まで短縮したが、後に停車駅の増加と首都圏における列車本数の増大に伴って所要時間は再び4時間台に戻った。

### 東北新幹線と新駅舎

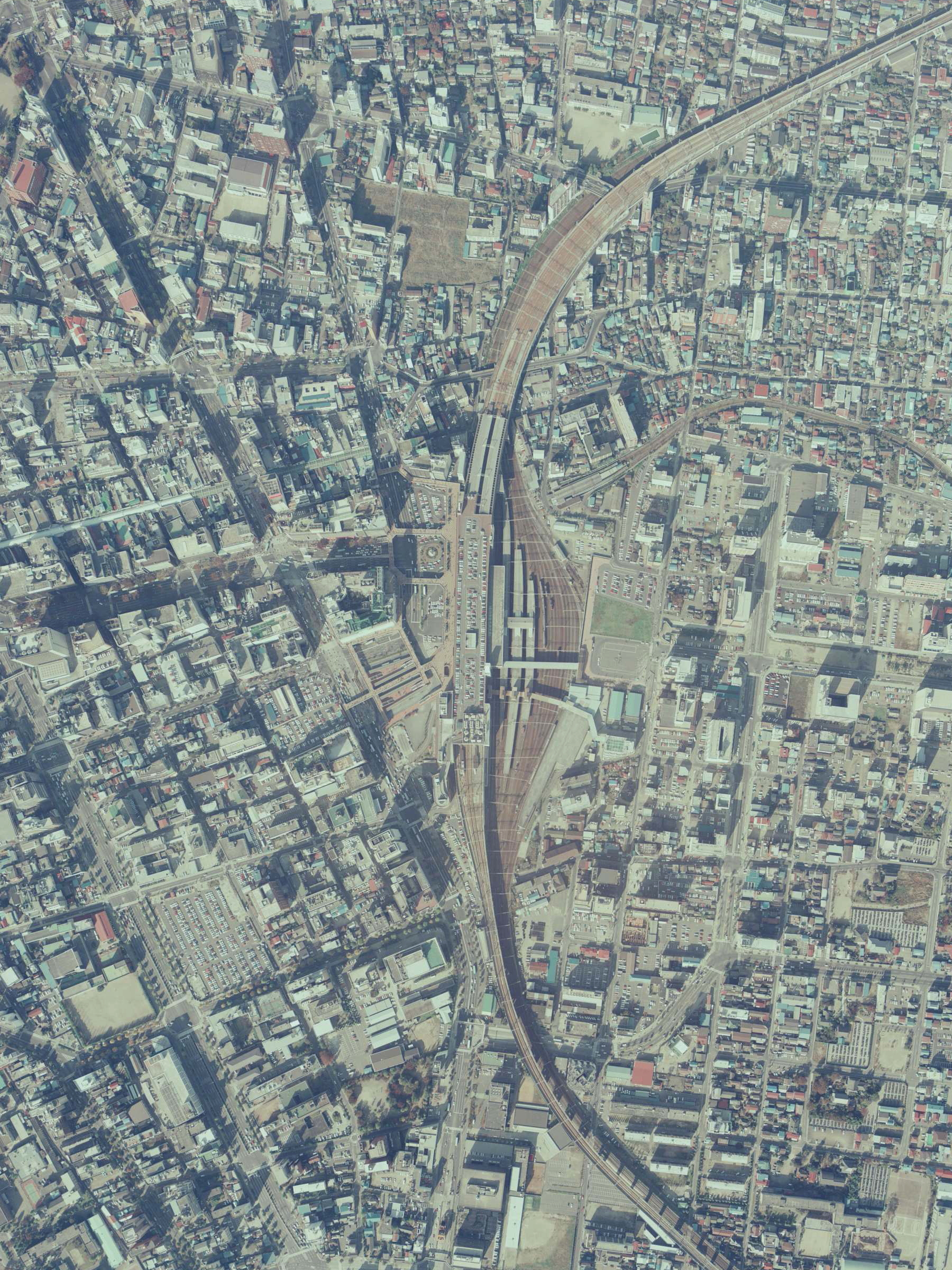
仙台駅周辺の空中写真（1984年11月撮影）

1970年（昭和45年）になって東北新幹線の建設が具体性を帯びると、新幹線の停車駅として仙台駅、長町駅、貨物駅である宮城野駅の3案が浮上し「新幹線現仙台駅建設促進期成同盟会」「新幹線東部地区設置期成同盟会」「新仙台駅誘致仙南期成会」が結成されそれぞれが誘致運動を行った。これについて日本国有鉄道は現行の仙台駅への新幹線乗り入れを希望し、また、地元の代表者などで構成されるデベロッパー委員会も仙台駅への新幹線停車が望ましいとする意見を表明した。こうして既存の仙台駅に新幹線駅が併設されることになった。
東北新幹線の起工式は1971年（昭和46年）に行われ、これに伴って仙台駅新駅舎の建設計画が進んだ。宮城県、仙台市、国鉄、仙台陸運局、東北地方建設局、仙台商工会議所の6者が基本方針を策定し、宮城県知事山本壮一郎がこれを1972年（昭和47年）に発表した。これには、仙石線の地下化および仙台駅西口への延伸、駅周辺のペデストリアンデッキの整備、東口の整備などが盛り込まれていた。この年に西口駅前広場に仮駅舎が設置され、翌年に仮駅舎の後方の旧駅舎が取り壊された。新幹線工事のために、1973年（昭和48年）2月1日始発駅発の列車から、深夜に仙台駅を通過する旅客列車は宮城野貨物線経由となり、1978年（昭和53年）10月2日から仙台駅経由に戻った。この間、長町駅に代わりに停車して長町 - 仙台間で代行バスの運転が行われ、また多客期や荷物列車については仙台駅経由が続けられていた。駅前ショウハウスの店子は仮駅舎設置時に強制執行で立ち退かされた。この間、仙台市電は1976年（昭和51年）4月1日に廃止となり、仙台駅前停留所も撤去された。
新駅舎は1977年（昭和52年）に竣工し、新幹線関連部分を除いて、まず在来線の駅として供用を開始した。1978年（昭和53年）には駅併設の商業施設エスパルが開店し、また駅の東西を横断する東西自由通路が開通した。この時の東西自由通路の規模は幅6メートル、延長90メートルだった。さらに、1981年（昭和56年）から1982年（昭和57年）にかけては東口にバスターミナルが整備された。東北新幹線は1982年（昭和57年）に大宮駅と盛岡駅の間で暫定開業し、この時に新駅舎は全面的に供用を開始した。駅の利用客は1986年（昭和61年）に新幹線と在来線を合わせ1日平均17万5000人となった。
1987年（昭和62年）7月15日、愛宕上杉通下に地下鉄南北線が開業した。1990年代に入るとJR東日本仙台駅構内の東側の留置線が整理され、家電量販店やアミューズメント関連施設の用地となった。2000年（平成12年）3月11日には、仙台トンネル完成に伴い仙石線が地下ホームに移設された。2004年（平成16年）、仙台空港鉄道（仙台空港アクセス線）の開業に先んじ、ホームの改良工事が実施された。1番線と2番線（当時）の間にあった中線を活用するため、2番線（当時）の北側部分（盛岡方面）が埋められて、切欠きホームとなった。中線に接するホームが新2番線となり、旧2番線が3番線に、以降在来線のホーム番号が1つずつ大きい数字に繰り下げられている。2007年（平成19年）3月18日、仙台空港鉄道が開業し、仙台駅への乗り入れを開始した。2008年（平成20年）に入ると、地下鉄東西線開業に向けた工事が本格化していった。

### 東日本大震災の影響

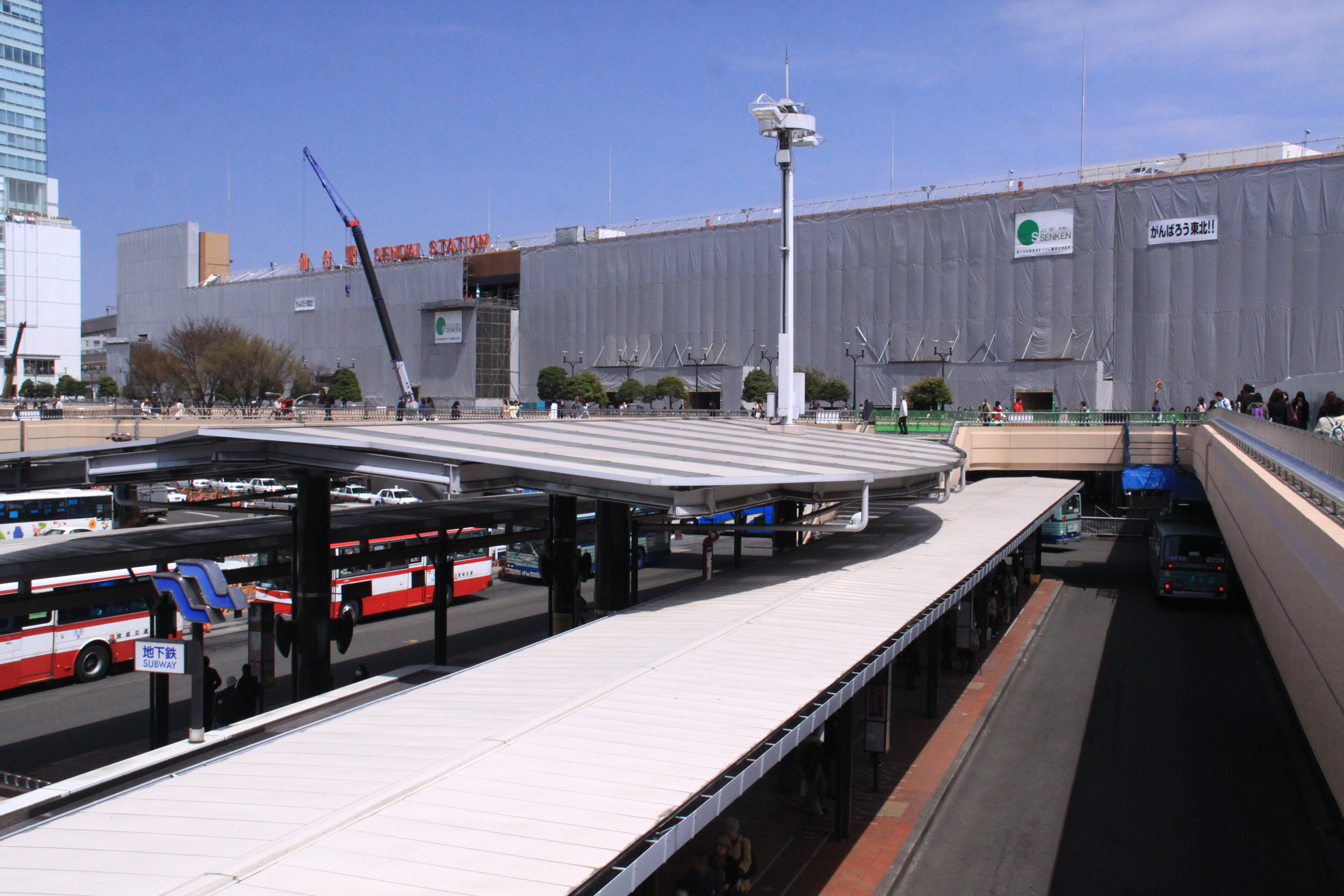
地震による損傷を修復工事中の仙台駅（2011年4月）

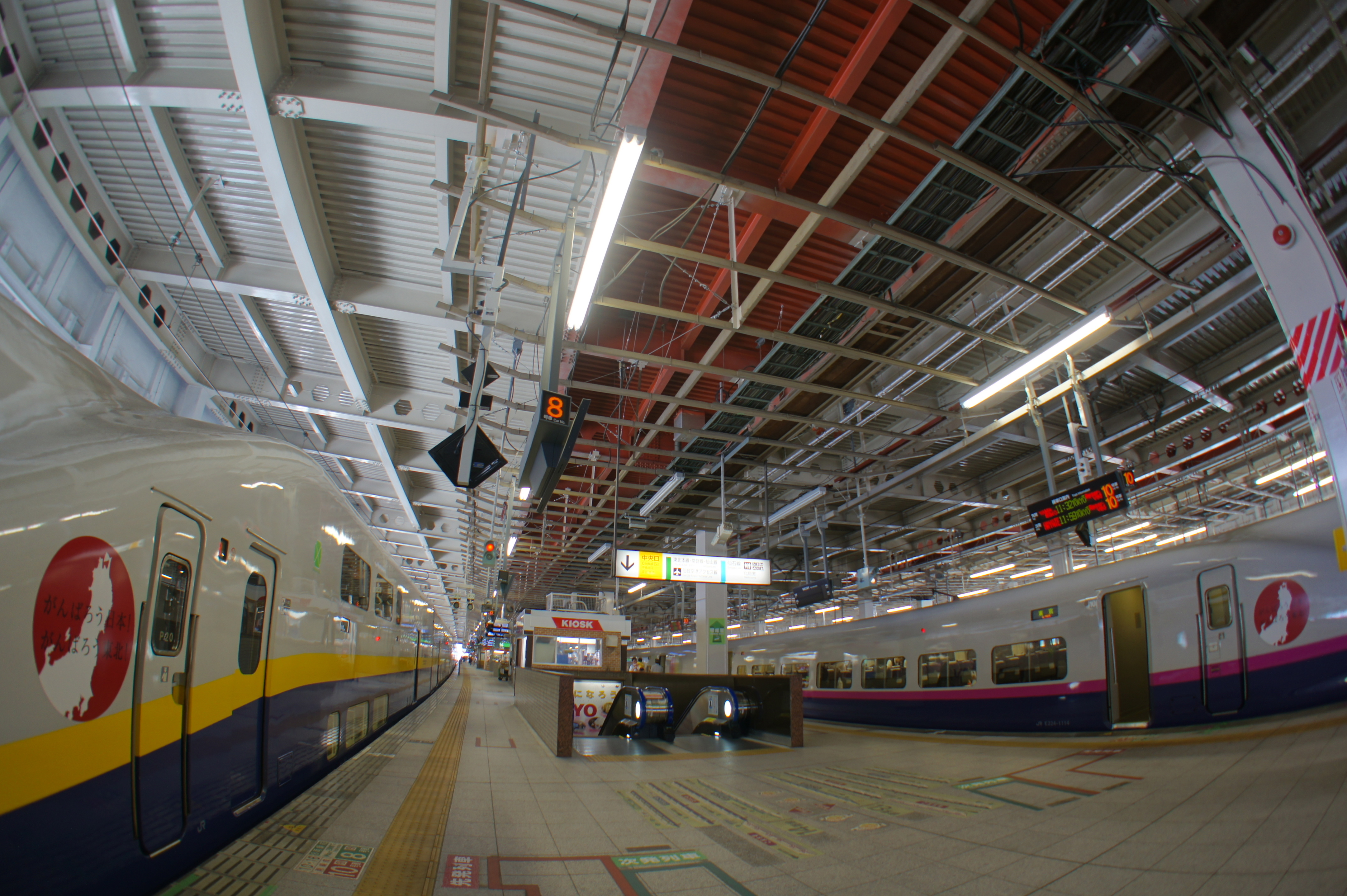
天井パネルを外して営業再開された新幹線ホーム（2011年6月）

2011年（平成23年）3月11日、東日本大震災（東北地方太平洋沖地震）が発生した。JR東日本の仙台駅では新幹線ホームの化粧天井が落下し、駅周囲の地上の歩道では一部の電話ボックスが膝の高さまで沈下するほど波打ち、ペデストリアンデッキも一部変形するなど、広範囲に大きな被害が発生し営業休止を余儀なくされ、仙台市地下鉄も設備点検のため運休となった。3月14日、地下鉄南北線が一部区間（台原駅 - 富沢駅）で運転再開したことにより、地下鉄仙台駅は営業を再開。3月25日、またエスパル地下1階「エスパルキッチン」の一部店舗が先行して営業を再開した。3月28日、仙石線が一部区間（あおば通駅 - 小鶴新田駅）で運転を再開したことに伴い、利用を大幅に制限した上でJR東日本は駅施設の営業を再開した。続いて3月31日には東北本線下りの一部区間（仙台駅 - 岩切駅）、4月2日には東北本線上りの一部区間（名取駅 - 仙台駅）、4月4日には仙山線が一部区間（仙台駅 - 愛子駅）で運転を再開した。東北新幹線についても運転再開の見通しが立ち、復旧が進んだ。
4月7日、東北地方太平洋沖地震の余震によりJR仙台駅では案内板が崩落、スプリンクラーの誤作動によって浸水するなど再び被害を受けた。これにより、JR東日本・仙台市地下鉄ともに運転を取りやめた。翌4月8日、地下鉄南北線が一部区間（台原駅 - 富沢駅）で運転再開。4月12日、東北本線上りの一部区間（郡山駅 - 仙台駅）と常磐線の一部区間（亘理駅 - 仙台駅）で運転再開により、再び営業を再開。4月14日に仙山線の一部区間（仙台駅 - 愛子駅）、4月15日に仙石線の一部区間（あおば通駅 - 小鶴新田駅）、4月21日に東北本線下り（仙台駅 - 一ノ関駅）が運転を再開したことで、仙台駅を発着するJR東日本の在来線全てが運転を再開した。
4月25日、震災以降初めて東北新幹線上り（東京駅 - 仙台駅）が運転を再開した。4月29日には下り（仙台駅 - 一ノ関駅）が運転を再開したことで、東北新幹線全線が復旧した。7月23日には仙台空港アクセス線が一部区間（仙台駅 - 美田園駅）で運転を再開したことで、仙台駅に乗り入れる全路線が復旧した。
地下鉄仙台駅・南2出入口はイービーンズが一部解体工事を行っていたために5月26日から11月18日まで封鎖された。

### 東口再開発
2009年（平成21年）夏、JR東日本は仙台市地下鉄東西線開業に呼応する形で東口一帯の所有地再開発に着手する構想を発表した。計画の変更等を経て2012年1月、再開発計画を正式発表。再開発予定地に含まれたZepp SendaiおよびE-GATE（商業施設）は2012年（平成24年）に閉鎖、解体。2013年（平成25年）3月27日、再開発工事が着工された。
これに合わせ、仙台市は西口・東口駅前広場の再整備を行い、バスターミナルの増設や移設・改編などに取り組んだ。
2021年（令和3年）2月5日開業の「JR仙台イーストゲートビル」の開業をもって、東口一帯の再開発事業が完成となった。

#### 東西自由通路の拡幅
仙台駅の東西をつなぐ自由通路の幅が6メートルから16メートルに拡幅された。通路は3階層分の吹き抜け構造で、2016年（平成28年）3月18日に完成した。自由通路拡幅の工費の3分の2は仙台市が負担した。その後、2016年（平成28年）5月13日 - 6月3日に、JR東日本は東西自由通路の愛称の募集を行い、同年7月1日に同通路の愛称が「杜の陽だまりガレリア」に決定したことを発表した。

#### 商業施設と新改札口の設置
東西自由通路の両側、在来線ホームの上に2棟の商業施設「エスパル仙台東館」が建設された。北棟は4階/地下1階建、南棟は6階/地下1階建で、自由通路を合わせた延べ床面積は約43,000平方メートルである。自由通路と同様に、2016年（平成28年）3月18日に完成した。北棟2階部には新改札口（東口）、南棟上層階には約250台分の駐車場が新設された。その後、東館の増床部分が2017年（平成29年）6月1日に開業した。

#### ホテルメトロポリタン仙台イースト
ホテル棟は、E-GATE跡地に建設された。地上14階・地下1階建、延べ床面積は約14,000平方メートルで、客室は280室。ホテルメトロポリタン仙台の別館ではあるが、コンベンション施設やウエディング施設を併設する本館とは異なり、宿泊に特化型している。宿泊料金は本館よりも高く設定されている。低層階は商業施設となり、エスパル仙台東館と一体化している。2014年春に着工した。2016年（平成28年）7月28日に、JR東日本と仙台ターミナルビルはホテルの名称を「ホテルメトロポリタン仙台イースト」に決定したことを発表し、2017年6月19日に開業した。
また、同ホテルメトロポリタン仙台、および同ホテルメトロポリタン仙台イーストは、メトロポリタンホテルズの系列ではあるが、運営は仙台ターミナルビルが行っている。
なお、低層階の商業施設は「エスパル仙台」の東館の増床として2017年（平成29年）6月1日に開業し、仙台駅東西自由通路と東口駅前広場を結ぶ動線も供用された。また「ホテルメトロポリタン仙台イースト」は、2021年（令和3年）2月17日より、駅ナカシェアオフィス「STATION WORK」の利用が可能となっている（事前予約制）。

#### JR仙台イーストゲートビル
オフィス棟は、Zepp Sendai跡地に建設された。13階および地下1階建て。2019年（平成31年）2月に「（仮称）仙台駅東口オフィス」として着手した。2020年（令和2年）7月30日に、JR東日本は、同ビルの名称を「JR仙台イーストゲートビル」にすることを発表し、翌2021年（令和3年）2月5日に開業した。商業施設「エスパル仙台東館」（1・2階）、世界各国で展開しているコミュニティワークスペース「WeWork」（2・3階）、地元住民や来街者向けのイベントを実施するエントランスホール「ダテリウム」（1階）が併設される。なお「WeWork」は先行して2021年2月1日に開業。また「エスパル仙台東館」にはJR仙台イーストゲートビル郵便局、NewDaysJR仙台イーストゲートビル店、仙台キッチンの3店舗が開業している。このうちNewDaysJR仙台イーストゲートビル店には、駅ナカシェアオフィス「STATION WORK」のブース型「STATION BOOTH」が併設されている。なお、NewDays内に「STATION BOOTH」が併設されるのはJR東日本としてはこれが初となる。

#### JRロジスティックビル ハイフン仙台
2020年（令和2年）4月24日に、JR東日本は、北部高架下や東口に分散していた荷捌き施設や倉庫、グループ会社事務所等を東口に移転・集約し、物流センターを建て替えることを発表した。同年夏ごろに既存の「構内営業事務所」の撤去工事、同年秋頃の本体工事の着手を経て、JR仙台イーストゲートビルの北側に「JRロジスティックビル ハイフン仙台」を建設。2021年（令和3年）12月より本格稼働した。西口の高架下の跡地はtekuteせんだいの増床に充てる。

#### 駅内リニューアル
新幹線連絡改札口の増設（東京方面側）および移設（新青森方面側）、構内店舗・みどりの窓口の改修、ベビー休憩室の新設などが行われた。2014年（平成26年）4月には、駅舎天井の改修工事が行われた。仙台城の大広間をイメージした格子天井が、茶色を基調とした色合いとなり、東口再開発とのデザインに連続性を持つ。
また、2015年（平成27年）8月1日には「おみやげ処 せんだい」がリニューアルオープンしたまた「駅弁屋 祭」の出店、同年12月4日には「ずんだ小径」がオープンするなど、駅構内店舗の改装・新規開店も行われた。
2021年（令和3年）4月29日には、1階で展開している「Dila仙台」が「tekuteせんだい」としてリニューアルオープンした。その後、2023年（令和5年）3月28日には「tekuteせんだい」の増床に伴い、新たに6店舗が開業した。
仙台市は、西口地下歩道・地下鉄入口（地下1階）と西口バスターミナル（地上階）、ペデストリアンデッキ（2階）、新幹線改札階（3階）とを結ぶエレベーターの新設工事を行った。

### 仙台駅および周辺駅の所在地と沿革の表
- 上：東側、下：西側
- 色は便宜的なもので、ラインカラーではない。
- 形態は地上駅以外を記載。地上駅以外はホームの階を括弧書きで付記。
- 現在運行されている路線は太字。
- 現在直通運転している路線も記載。
- 略史では、同地での駅の設置年と廃止年を記載（廃止駅の欄は背景が灰色）。
  - 国有化は、日本鉄道が1906年（明治39年）11月1日、宮城電気鉄道が1944年（昭和19年）5月1日。
  - 国鉄丸森線の阿武隈急行移管は1986年（昭和61年）7月1日。
  - 国鉄分割民営化によるJR東日本移管は1987年（昭和62年）4月1日。

|               | 色        | 駅名           | 形態         | 現住所       | 位置                                   | 略史                                                          | ホーム |
| ------------- | --------- | -------------- | ------------ | ------------ | -------------------------------------- | ------------------------------------------------------------- | ------ |
| 1             | SenSeki   | （仙石線）仙台 | 地下駅 (B2F) | 宮城野区榴岡 | 北緯38度15分36.7秒 東経140度53分2.9秒  | 2000年03月11日：JR仙石線                                      | 9・10  |
| 2             | SenSeki   | （仙石線）仙台 | 1            | 宮城野区榴岡 | 北緯38度15分41.8秒 東経140度53分0.6秒  | 1952年09月26日：国鉄仙石線 → JR仙石線 → 2000年3月11日：廃止   | 1・2   |
| 3             | streetcar | 仙台           | 1            | 宮城野区榴岡 | 北緯38度15分39.4秒 東経140度52分59秒   | 1882年03月20日：宮城木道 → 1888年3月31日：廃止                | 単式   |
| JR仙台駅 東口 |           |                |              |              |                                        |                                                               |        |
| 4             | Hbf       | 仙台（在）     | 1            | 青葉区中央   | 北緯38度15分37秒 東経140度52分56秒     | 1929年09月29日：国鉄仙山東線 → 国鉄仙山線 → JR仙山線          | 7・8   |
| 4             | Hbf       | 仙台（在）     | 1            | 青葉区中央   | 北緯38度15分37秒 東経140度52分56秒     | 1897年11月10日：（直） 日本鉄道磐城線 → 国鉄常磐線 → JR常磐線 | 1-6    |
| 4             | Hbf       | 仙台（在）     | 1            | 青葉区中央   | 北緯38度15分37秒 東経140度52分56秒     | 1968年04月01日：（直） 国鉄丸森線 → 阿武隈急行線              | 1-6    |
| 4             | Hbf       | 仙台（在）     | 1            | 青葉区中央   | 北緯38度15分37秒 東経140度52分56秒     | 2007年03月18日：（直） JR/仙台空港鉄道仙台空港アクセス線      | 1-6    |
| 4             | Hbf       | 仙台（在）     | 1            | 青葉区中央   | 北緯38度15分37秒 東経140度52分56秒     | 2015年05月30日：（直） JR仙石東北ライン                       | 1-6    |
| 4             | Hbf       | 仙台（在）     | 1            | 青葉区中央   | 北緯38度15分37秒 東経140度52分56秒     | 1887年12月15日：日本鉄道本線 → 国鉄東北本線 → JR東北本線      | 1-6    |
| 5             | Hbf       | 仙台（新）     | 高架駅 (4F)  | 青葉区中央   | 北緯38度15分37秒 東経140度52分55.2秒   | 1997年03月22日：（直） JR秋田新幹線                           | 11-14  |
| 5             | Hbf       | 仙台（新）     | 高架駅 (4F)  | 青葉区中央   | 北緯38度15分37秒 東経140度52分55.2秒   | 2016年03月26日：（直） JR北海道新幹線                         | 11-14  |
| 5             | Hbf       | 仙台（新）     | 高架駅 (4F)  | 青葉区中央   | 北緯38度15分37秒 東経140度52分55.2秒   | 1982年06月23日：JR東北新幹線                                  | 11-14  |
| JR仙台駅 西口 |           |                |              |              |                                        |                                                               |        |
| 6             | SenSeki   | （宮電）仙台   | 地下駅 (B1F) | 青葉区中央   | 北緯38度15分41.3秒 東経140度52分55.3秒 | 1925年06月05日：宮城電鉄 → 国鉄仙石線 → 1952年6月1日：廃止    | 単式   |
| 7             | streetcar | 仙台駅前       | 1            | 青葉区中央   | 北緯38度15分37.3秒 東経140度52分51.8秒 | 1926年11月25日：仙台市電 → 1976年3月31日：廃止                | 1・2   |
| 8             | subway    | （地下鉄）仙台 | 地下駅 (B4F) | 青葉区中央   | 北緯38度15分35.1秒 東経140度52分49秒   | 2015年12月06日：仙台市地下鉄東西線                            | 3・4   |
| 9             | subway    | （地下鉄）仙台 | 地下駅 (B3F) | 青葉区中央   | 北緯38度15分36.5秒 東経140度52分47.1秒 | 1987年07月15日：仙台市地下鉄南北線                            | 1・2   |
| 10            | SenSeki   | あおば通       | 地下駅 (B2F) | 青葉区中央   | 北緯38度15分38.6秒 東経140度52分42.9秒 | 2000年03月11日：JR仙石線                                      | 1・2   |

※ 5年毎の西暦以外の縦線は、明治・大正・昭和・終戦・平成および現在。

### 年表
- 1887年（明治20年）12月15日：日本鉄道の駅（一般駅）として開業[1]（写真 1887年）。
- 1890年（明治23年）：大泉屋弁当部（現在のウェルネス伯養軒）が弁当の販売を始める。
- 1894年（明治27年）6月1日：2代目の駅舎が完成（写真 1894年）。
- 1897年（明治30年）：磐城線（現在の常磐線）乗り入れ開始。
- 1904年（明治37年）
  - 2月8日：第2師団の応召兵が仙台に向けて集結開始。
  - 2月17日：第2師団の出征輸送開始。
- 1905年（明治38年）：駅構内で食堂、売店の営業が始まる。
- 1906年（明治39年）11月1日：日本鉄道が国有化[1]。
- 1909年（明治42年）10月12日：線路名称を制定し、東北本線の所属となる。
- 1925年（大正14年）6月5日：宮城電気鉄道線（現在の仙石線）が西塩釜駅まで開業[40]。
- 1926年（大正15年）11月25日：仙台市電が開通。
- 1928年（昭和3年）4月20日：名掛丁に地下道を設置。
- 1929年（昭和4年）9月29日：仙山東線（現在の仙山線）が愛子駅まで開業[41]。
- 1945年（昭和20年）7月10日：仙台空襲で駅舎が損傷[42]。
- 1948年（昭和23年）
  - 日付不明：駅舎の大時計を宮城県中央児童館に寄贈。
  - 4月：4代目の駅舎の工事開始。
- 1949年（昭和24年）
  - 5月7日：正面入口に大時計設置。
  - 5月18日：4代目の駅舎が完成[43]。
- 1952年（昭和27年）
  - 6月1日：仙石線の地下ホームが廃止となる。工事のために仙石線を運休[40]。
  - 9月26日：仙石線の仙台東口仮乗降場として使用されていた設備を利用して仙石線の運転を開始[40]。
- 1955年（昭和30年）10月1日：発車時刻表示板の電気工事現場から出火し、駅本屋の北半分が焼失[新聞 22]。
- 1961年（昭和36年）6月1日：新設の宮城野駅に貨物取扱の一部を譲渡し、一般向けの貨物営業を終了。
- 1967年（昭和42年）10月1日：第4ホームを設置して、6・7番線が増設[新聞 1]。
- 1970年（昭和45年）10月1日：盛岡旅行センター設置[新聞 23]。
- 1972年（昭和47年）12月1日：5代目の仮駅舎に移転[新聞 24]。
- 1973年（昭和48年）2月1日：新幹線工事のために深夜の旅客列車を宮城野貨物線へ迂回開始。
- 1975年（昭和50年）7月11日：連絡地下道を廃止し、連絡跨線橋の使用を開始[新聞 25]。
- 1976年（昭和51年）4月1日：仙台市電廃止。
- 1977年（昭和52年）12月15日：6代目（現在の）駅舎が営業を開始（新幹線に使用する部分を除く[44]）。
- 1978年（昭和53年）
  - 3月18日：東西自由通路が完成[新聞 26]。同時に駅ビル・S-PAL開業[新聞 2][新聞 27]。
  - 8月：ペデストリアンデッキが供用開始[新聞 27]。
  - 10月2日：深夜の旅客列車迂回運転を終了、仙台駅経由に戻す。
- 1980年（昭和55年）2月13日：西口に大時計が取り付けられる。
- 1981年（昭和56年）8月4日：駅前西口広場整備事業が完了[新聞 27]。
- 1982年（昭和57年）6月23日：東北新幹線が開業（写真 1983年 仙台ターミナルホテル（現在のホテルメトロポリタン仙台）建設前）。
- 1984年（昭和59年）1月15日：貨物の取り扱いを全廃（旅客駅となる）[1]。キリンビール仙台工場、日本専売公社仙台工場専用線が廃止。
- 1986年（昭和61年）11月1日：荷物の取り扱いを廃止。
- 1987年（昭和62年）
  - 4月1日：国鉄分割民営化に伴い、東日本旅客鉄道（JR東日本）の駅となる[1]。
  - 7月15日：地下鉄南北線が開業[35]。
- 1988年（昭和63年）7月11日：仙台ターミナルホテルが開業。
- 1989年（平成元年）10月8日：新幹線ホームに発車メロディを導入する[新聞 28]。
- 1995年（平成7年）9月24日：仙台市の国際友好都市である長春市の長春駅と姉妹駅の締結式[新聞 29]。
- 1996年（平成8年）8月24日：駅構内でコンサートを行う「みちのくエキコン」がスタート[新聞 30][新聞 31]。
- 1998年（平成10年）11月26日：新幹線改札口に自動改札機を設置し、供用を開始[45]。
- 2000年（平成12年）
  - 3月11日：仙石線の地下化に伴い、地下ホームの使用を開始。
  - 9月22日：ISO9001認証を取得。
  - 11月11日：この日の公演をもって「みちのくエキコン」が打ち切りとなる[新聞 31]。
- 2001年（平成13年）12月：JR東日本の1階に「Dila仙台」が開業[報道 23]。
- 2002年（平成14年）
  - 東北の駅百選に選定される。
  - 12月8日：JR在来線に自動改札機を導入[46]。
- 2003年（平成15年）10月26日：在来線でICカード「Suica」の利用が可能となる[報道 26]。
- 2004年（平成16年）7月30日：東口駅前広場が完成[47][新聞 32][新聞 33]。
- 2005年（平成17年）
  - 3月1日：新2番線ホームの使用を開始[48]。
  - 4月9日：同日夜から翌朝にかけて電子連動化工事が行われる。同17日に放送設備も更新。
- 2007年（平成19年）3月18日：仙台空港鉄道仙台空港線の開業に伴い、仙台空港アクセス線として仙台空港駅まで直通運転を開始。
- 2008年（平成20年）
  - 2月1日：4代目駅舎に設置されていたアナログ式大時計が2階中央口前コンコース壁面（3階部分との吹き抜け部分）に復刻。
  - 3月15日：モバイルSuica特急券のサービスを開始[報道 27]。
  - 6月18日：S-PAL IIの営業を開始。
  - 8月10日：仙台駅北部名掛丁自由通路が使用を開始。
- 2009年（平成21年）
  - 3月14日：東北新幹線郡山 - 仙台間のSuica FREX定期券・Suica FREXパル定期券と、新幹線停車駅が2駅以上含まれるSuica定期券のサービスを開始[報道 28]。
  - 12月5日：地下鉄南北線でホームドアの運用を開始。
- 2011年（平成23年）
  - 3月11日：JR仙台駅は東日本大震災（東北地方太平洋沖地震）によって駅舎の天井や壁が崩落するなどの甚大な被害を受けたため、地下鉄仙台駅は設備点検のため営業を中止。
  - 4月7日：東北地方太平洋沖地震の余震により、JR仙台駅は案内板の崩落やスプリンクラーの誤作動によって浸水するなど、再び被害を受け、JR・仙台市地下鉄ともに運転を取りやめた。
  - 7月23日：仙台空港アクセス線が運転を再開したことにより、仙台駅に乗り入れる全路線が復旧。
  - 8月22日：仙台市地下鉄東西線開業に向けた地下鉄駅改良工事を開始。
- 2013年（平成25年）
  - 3月27日：JR仙台駅東口再開発事業が着工[報道 4][報道 5]。
  - 10月：駅前広場再整備事業が着工。
- 2014年（平成26年）12月6日：地下鉄南北線でICカード「icsca」の利用が可能となる。
- 2015年（平成27年）
  - 4月1日：仙石線東口（現・地下東口）改札が業務委託化。
  - 5月30日：仙石東北ラインが開業[報道 29]。
  - 12月6日：東西線開業。新幹線南乗換口を設置[報道 30]。新幹線南口改札が業務委託化（新幹線南乗換口と一体で運営）。
- 2016年（平成28年）
  - 3月18日：仙台駅東西自由通路を6メートルから16メートルに拡幅。同時に、S-PAL仙台東館の営業を開始[報道 7][新聞 10][新聞 11]。東口改札（業務委託）を設置。
  - 3月26日：「Suica」と「icsca」の相互利用を開始[報道 31]。東北新幹線仙台 - 古川間のSuica FREX定期券・Suica FREXパル定期券のサービスを開始[報道 32]。
  - 4月28日：びゅうプラザ内に仙台駅訪日旅行カウンターを設置[報道 33]。
  - 7月1日：在来線ホームの発車メロディを「すずめ踊り」、新幹線ホームの発車メロディを「青葉城恋唄」に変更[報道 34]。
- 2017年（平成29年）3月21日：地下東口改札と地下南口改札を無人化。
- 2018年（平成30年）
  - 3月18日：在来線1番線から6番線の発車メロディを変更し、東北本線、常磐線、仙石東北ライン発車時に「ff (フォルティシモ)」、仙台空港アクセス線発車時に「Around The World」が流れるようになった[報道 35]。
  - 11月15日：S-PAL仙台の地下1階食品フロアがリニューアル[報道 36]。
- 2019年（平成31年）
  - 2月1日：3階みどりの窓口を業務委託化。同時に2階みどりの窓口（直営）を新設。
  - 4月19日：S-PAL仙台の地下1階「エキナカキッチン」がリニューアル[報道 37]。
- 2020年（令和2年）
  - 3月14日：常磐線全線運転再開に伴い、当駅始終着の特急「ひたち」が3往復設定される[報道 38]。新幹線eチケットサービスを開始[報道 39]。
  - 4月16日：新幹線中央口改札および在来線中央口改札にて、駅ナカシェアオフィス「STATION WORK」のブース型「STATION BOOTH」が開業[報道 40]。
- 2021年（令和3年）
  - 2月5日：JR仙台イーストゲートビルおよび商業施設「エスパル仙台東館」が開業[報道 16][新聞 16]。これに伴い、東口再開発事業が完成[報道 6][新聞 16]。
  - 3月13日：タッチでGo!新幹線のサービスを開始[報道 41]。
  - 4月29日：1階「Dila仙台」が「tekuteせんだい」にリニューアル[報道 24]。
  - 11月19日：「S-PAL II」が改装オープン[新聞 34]。
  - 12月28日：びゅうプラザの営業を終了[49]。
- 2022年（令和4年）3月1日：びゅうプラザ仙台跡に、駅たびコンシェルジュ仙台が開業[新聞 35]。
- 2023年（令和5年）
  - 3月28日：「tekuteせんだい」が増床開業[報道 25]。
  - 4月1日：仙台駅西口駅前広場再整備事業の完了に伴い、西口バスターミナルの再編が完了[新聞 36]。
- 2024年（令和6年）
  - 3月28日：「tekuteせんだい」の第2期増床部分、通称「tekute dining」がオープン[報道 42]。
  - 7月1日 : JR仙台駅構内に「スマートクリニック」が開業[報道 43]。
  - 10月1日：えきねっとQチケのサービスを開始[50][報道 44]。

## 駅構造

### JR東日本
駅舎は地上4階建ておよび地下1階構造で、南北方向に広がっている。駅西口に駅ビルが併設され、S-PAL仙台本館・ホテルメトロポリタン仙台が南側に、S-PALIIが北側に、東側にS-PAL仙台東館・ホテルメトロポリタン仙台イースト・JR仙台イーストゲートビルが位置する。
在来線改札口は西口側2階の「JR線中央口改札」（中央口から改称）、S-PAL地下1階の「地下南口」、東口側地下1階・仙石線地下改札口の「JR線地下東口改札」（仙台駅東口改札から改称）、S-PAL東館側2階の「JR線東口改札」の4か所ある。新幹線改札口は、駅3階コンコースに「新幹線中央口改札」「新幹線南口改札」が、同フロアに在来線と新幹線の乗り換え専用の改札口として「新幹線中央のりかえ口」「新幹線南のりかえ口」の4か所ある。すべての改札口がSuicaやえきねっとQチケに対応する。なお、地下南口と地下東口にはお客さまサポートコールシステムが導入されており、終日インターホンによる案内となる。
みどりの窓口は3階・2階・新幹線中央のりかえ口・新幹線南のりかえ口にある。また、みどりの窓口付近・中央口・東口・新幹線のりかえ口には指定席券売機が設置されている。
なお、かつて3階新幹線南口改札にあった指定席券売機とえきねっと専用受取発券機は、2015年（平成27年）12月6日から使用を開始した南口改札と2階在来線コンコースとを接続する乗換通路の工事に伴い、みどりの窓口側に移設された。
在来線5・6番線ホームには、2020年（令和2年）3月14日の特急ひたち全区間運転再開とともに指定席券売機が新設された（えきねっと対応）。
2020年（令和2年）1月21日 - 2月29日には、訪日外国人旅行者（インバウンド）向けに案内を行うインバウンドステーションが、2階コンコースの「ヨリ未知 SENDAI ポータル」内に設置された。
仙台市地下鉄への乗り換えは、西口地下歩道を経て地下鉄東改札を通るルートが最も短い。西口地下歩道へは、在来線地上ホームのやや北側に位置する階段を下りて地下南口を経由するか、エスカレーターまたはエレベーターで2階へ上がり、中央口から西口地下歩道へのエスカレーター・エレベーターで地下1階に降りることにより到達できる。
仙台市地下鉄仙台駅とは地下自由通路・西口地下歩道で接続しているため、地下自由通路を利用すればあおば通駅からJR仙台駅（仙石線を含む）への徒歩連絡も可能だが、連絡運輸は行っていない。
駅舎の屋上は、ジェイアールバス東北が管理する「仙台駅屋上駐車場」となっており、愛宕上杉通と柳町通との交差点から出入庫する。地上との高低差があるため、入庫用と出庫用の二重らせんの自走ループ線によるスロープ棟が併設されている。
6代目となる現在の駅舎には西口の屋上にオレンジ色で「仙台駅 SENDAI STATION」と標示されているが、かつては東口駅舎にも同じものが設置されていた。改装当時は在来線駅舎の2階に掲示されていたが、2001年（平成13年）に西口と同じ駅屋上の東口側に移転。その後東口の再開発による商業施設やホテルなどの建設で見づらくなったことや、老朽化などの理由で2023年（令和5年）9月1日に撤去された。その後「SENDAI」の文字（縦2メートル、横11メートル）については、同年10月14日の鉄道の日に合わせて西口ペデストリアンデッキ上に移設された。
仙台統括センター拠点駅。直営駅（駅長・副長配置）で、管理駅として仙石線のあおば通駅、東北本線の館腰駅から塩釜駅と、利府支線の新利府駅、利府駅を管理している。JRの特定都区市内制度における「仙台市内」の駅で、運賃計算の中心駅となる。
JR仙台駅の事務管コードは▲231035、仙台市内の事務管コードは▲239901を使用する。

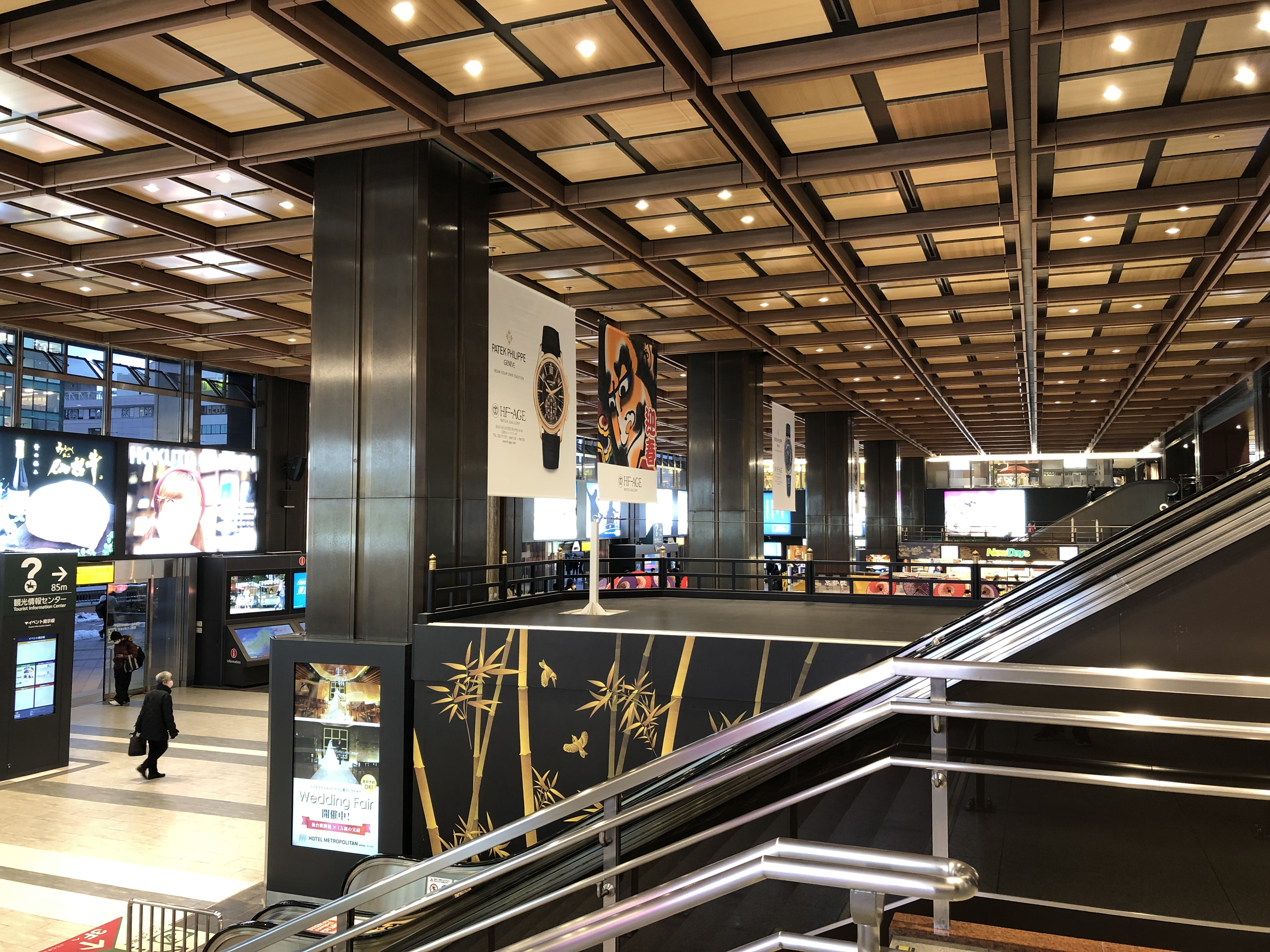
駅構内（2階および3階コンコース部分）（2021年1月）
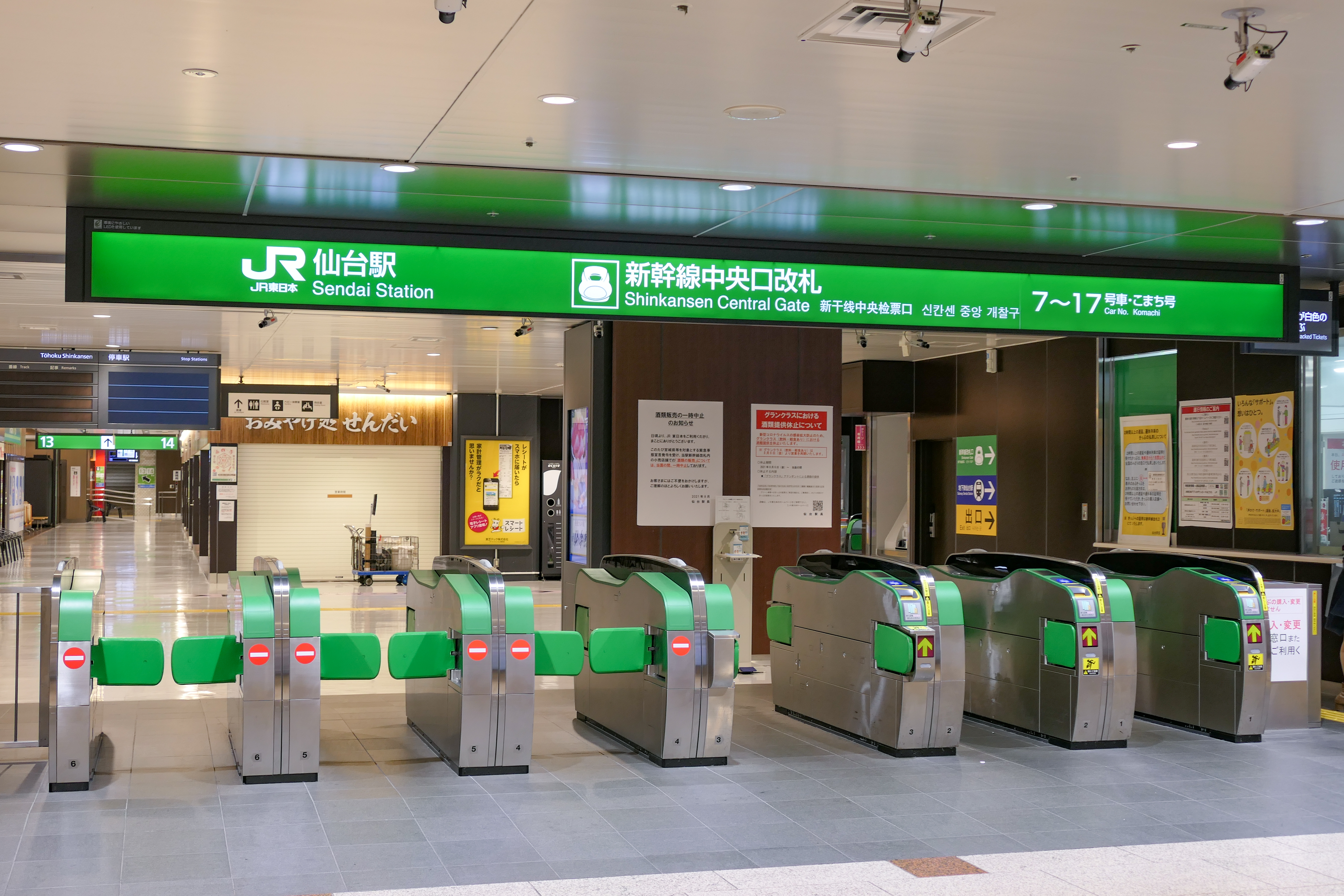
新幹線中央口改札（2021年9月）
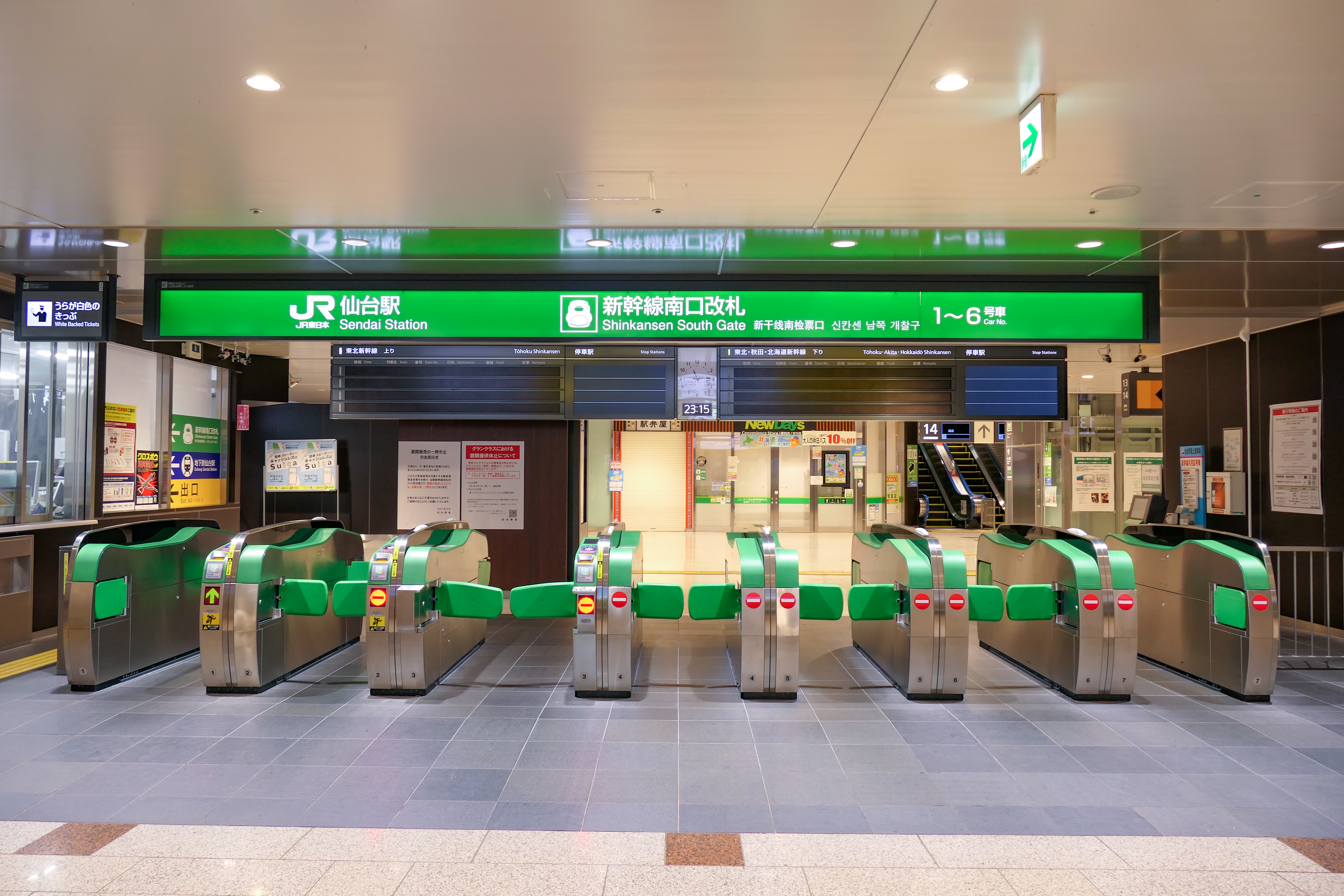
新幹線南口改札（2021年9月）
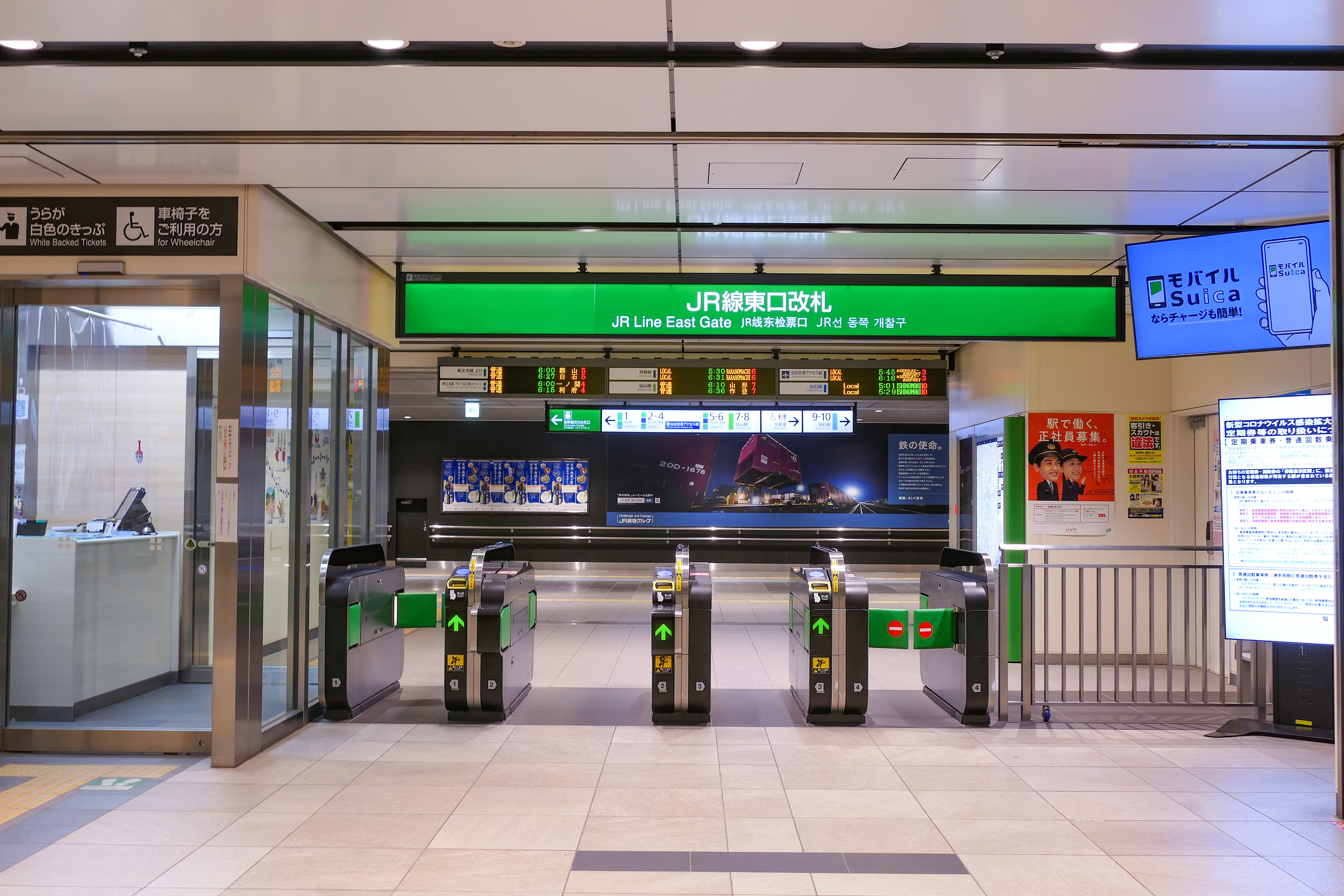
JR線東口改札（2021年9月）
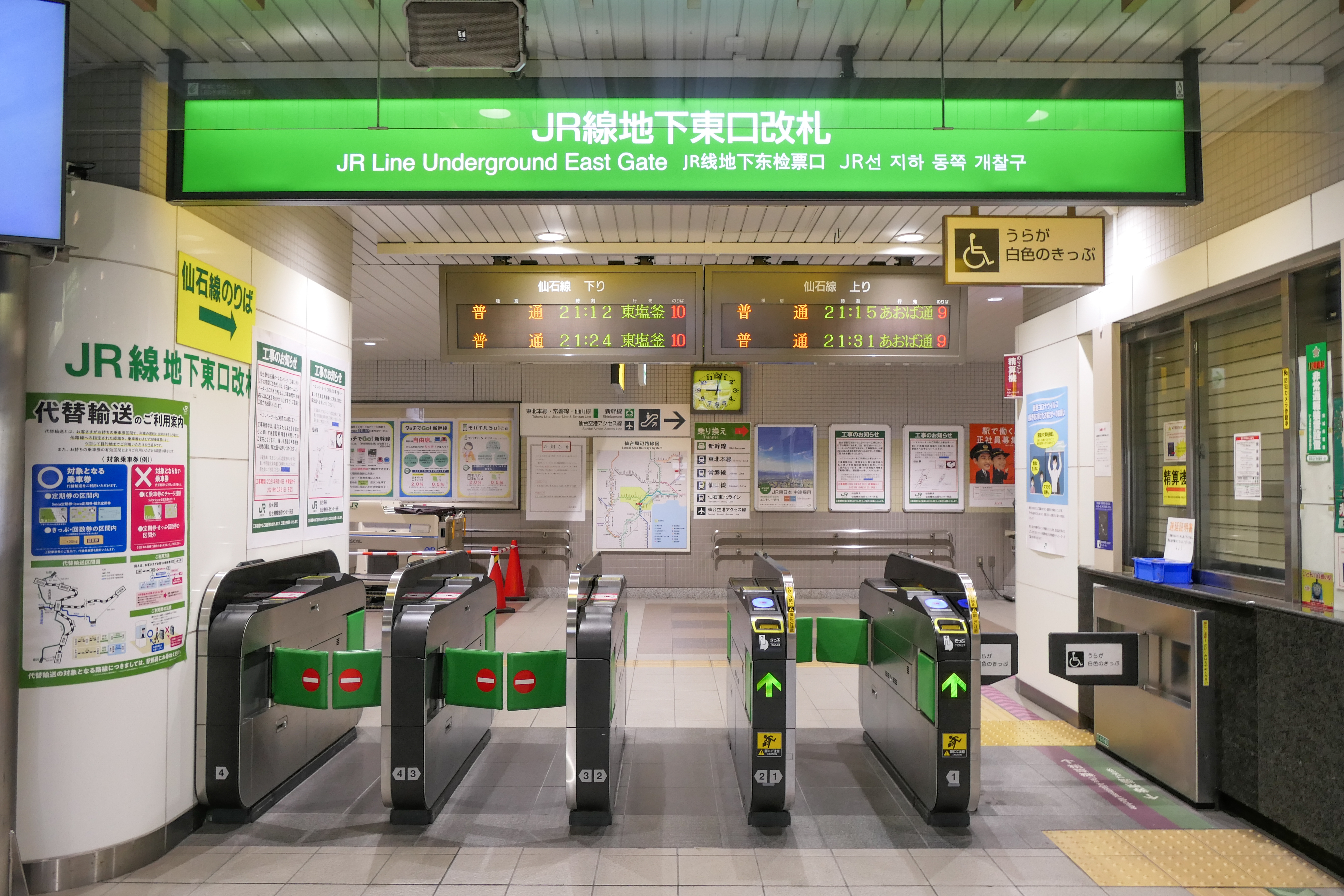
JR線地下東口改札（2021年9月）
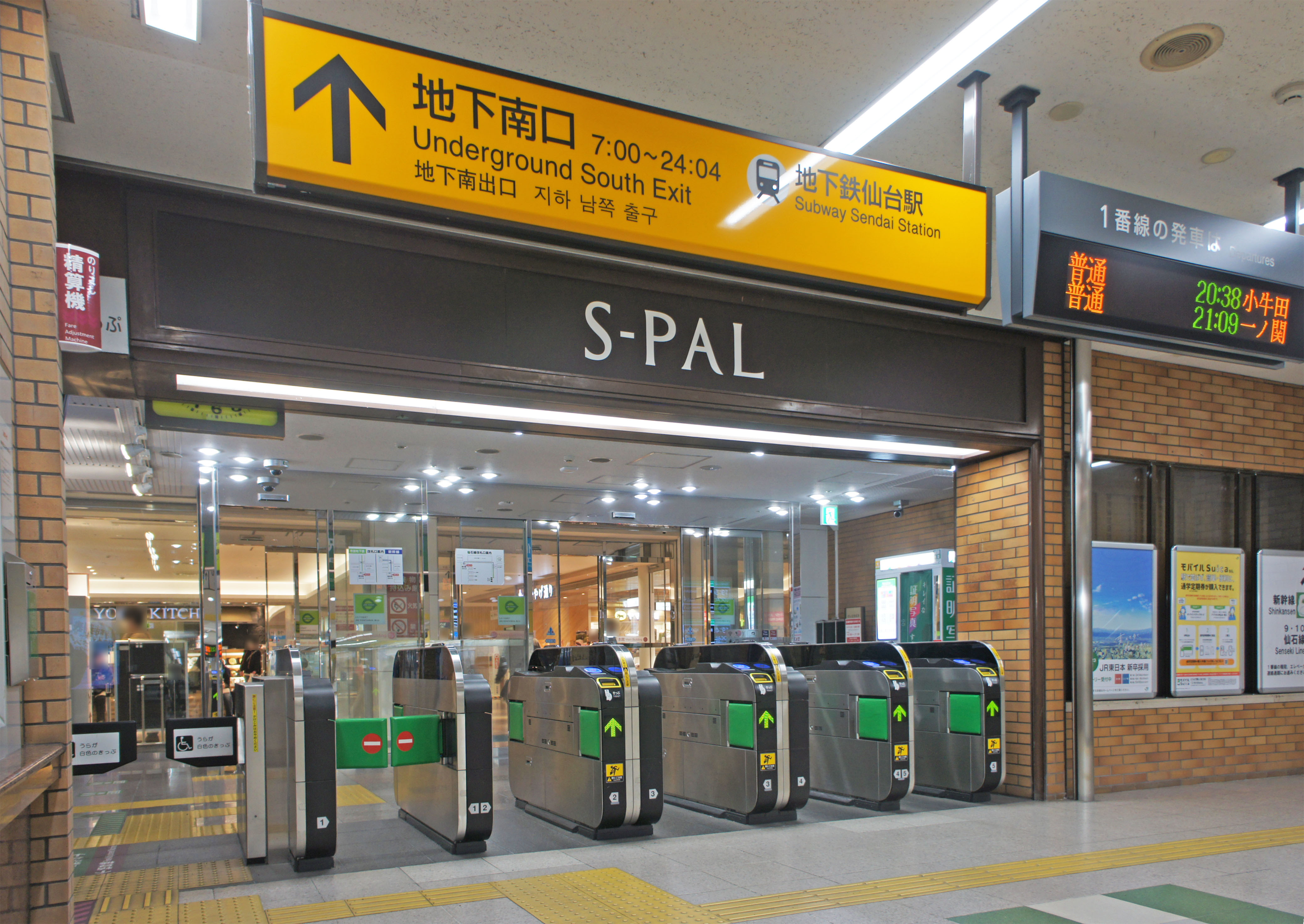
地下南口改札（2022年4月）
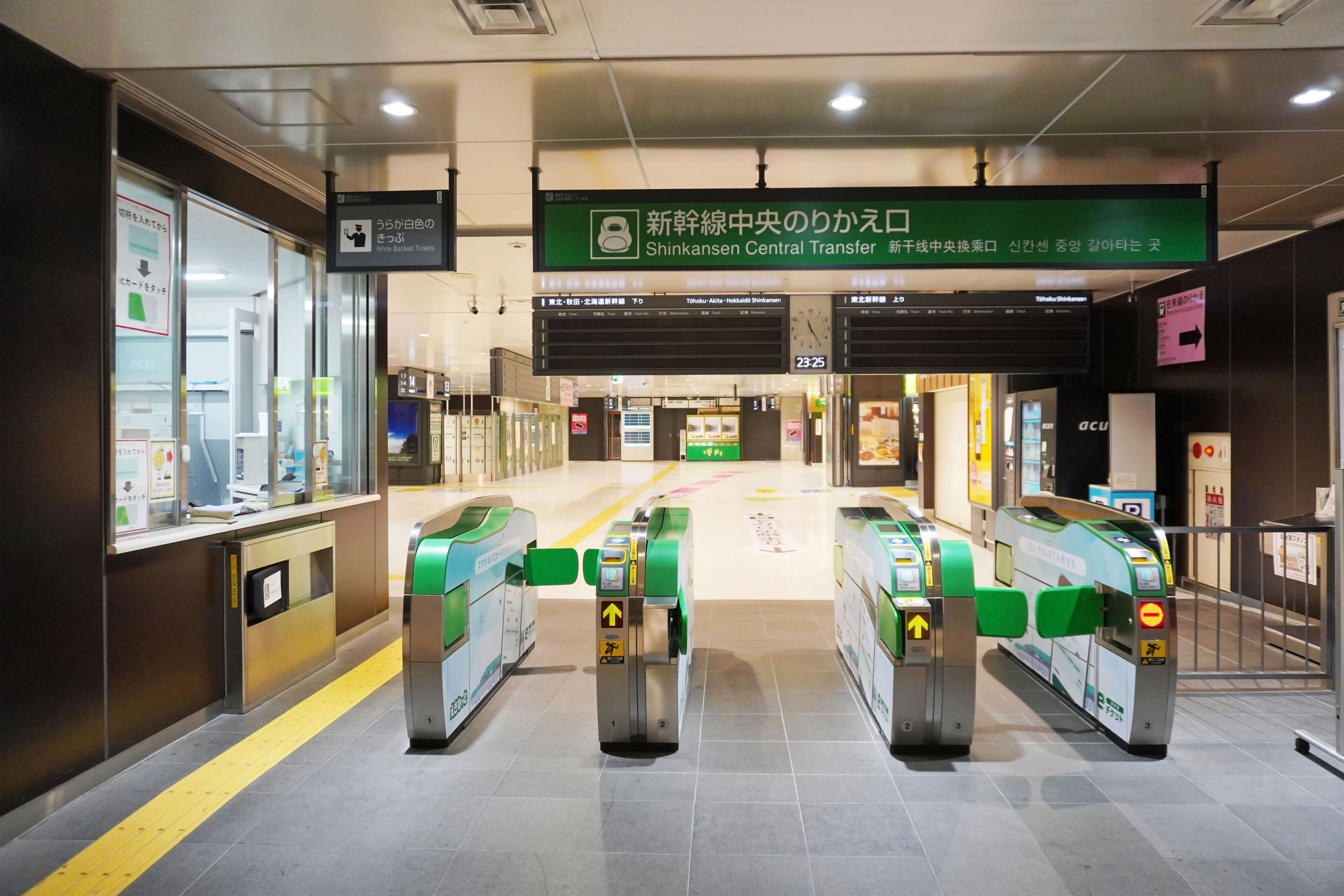
新幹線中央のりかえ口（2023年8月）
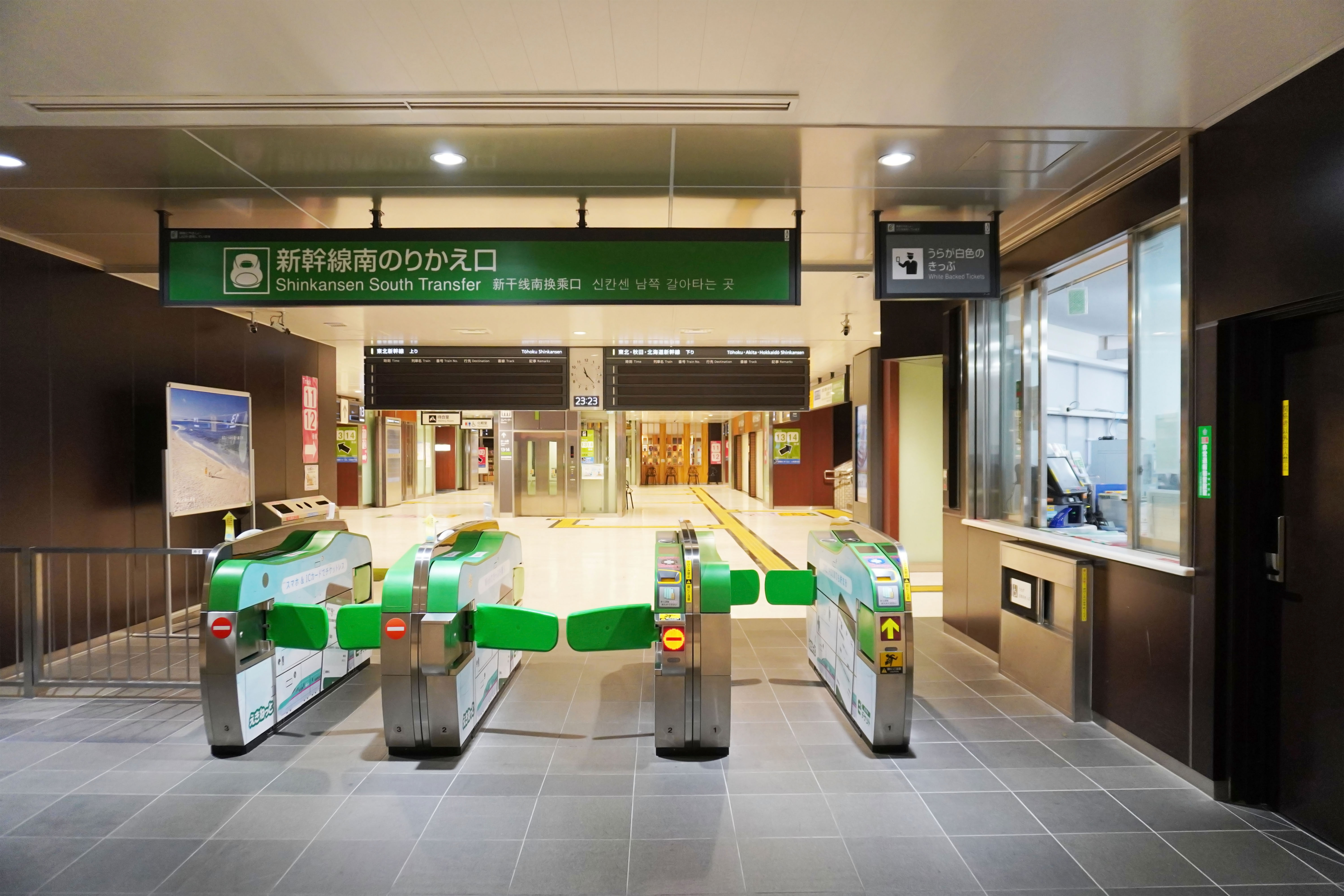
新幹線南のりかえ口（2023年8月）

#### のりば
- 1番線 - 1面1線の単式ホーム。
- 2 - 4番線 - 1面3線の島式・切欠きホーム。切欠き式となっている3番線は、福島方面のみ進行可で、盛岡方には進行不可。
- 5・6番線 - 1面2線の島式ホーム。
- 7・8番線 - 1面2線の島式ホーム。通常は仙山線用として使用されている。
- 9・10番線 - 地下2階にある仙石線専用の1面2線の島式ホーム。
- 11 - 14番線 - 4階高架にある新幹線専用の2面4線の島式ホーム。

| 番線              | 路線                 | 方向 | 行先                                 | 備考             |
| ----------------- | -------------------- | ---- | ------------------------------------ | ---------------- |
| 在来線 地上ホーム |                      |      |                                      |                  |
| 1・2              | ■ 東北本線           | 下り | 岩切・利府・塩釜・小牛田方面         |                  |
| 1・2              | ■ 仙石東北ライン     | 下り | 石巻方面                             |                  |
| 3                 | ■ 東北本線           | 上り | 岩沼・白石・福島方面                 | 当駅始発         |
| 3                 | ■ 仙台空港アクセス線 | 上り | 仙台空港方面                         | 当駅始発         |
| 4                 | ■ 仙石東北ライン     | 下り | 石巻方面                             |                  |
| 4                 | ■ 東北本線           | 下り | 岩切・利府・塩釜・小牛田方面         |                  |
| 4                 | ■ 東北本線           | 上り | 岩沼・白石・福島方面                 |                  |
| 4                 | ■ 常磐線             | 上り | 亘理・相馬・原ノ町方面               |                  |
| 4                 | ■ 仙台空港アクセス線 | 上り | 仙台空港方面                         |                  |
| 5・6              | ■ 東北本線           | 上り | 岩沼・白石・福島方面                 |                  |
| 5・6              | ■ 常磐線             | 上り | 亘理・相馬・原ノ町方面               |                  |
| 7・8              | ■ 仙山線             | 下り | 愛子・作並・山形方面                 |                  |
| 仙石線 地下ホーム |                      |      |                                      |                  |
| 9                 | ■ 仙石線             | 上り | あおば通方面                         |                  |
| 10                | ■ 仙石線             | 下り | 松島海岸・石巻方面                   |                  |
| 新幹線 高架ホーム |                      |      |                                      |                  |
| 11・12            | 東北・北海道新幹線   | 下り | 一ノ関・盛岡・新青森・新函館北斗方面 |                  |
| 11・12            | 秋田新幹線           | 下り | 角館・大曲・秋田方面                 |                  |
| 13・14            | 東北新幹線           | 上り | 福島・郡山・宇都宮・大宮・東京方面   | 一部列車は12番線 |

- 常磐線普通列車の一部は3番線
- 特急「ひたち」は6番線
- 2022年（令和4年）3月12日ダイヤ改正以降、11番線発着の上り定期列車の設定はなし。また、12番線発着の上り定期列車は夕方の当駅始発1本のみ。

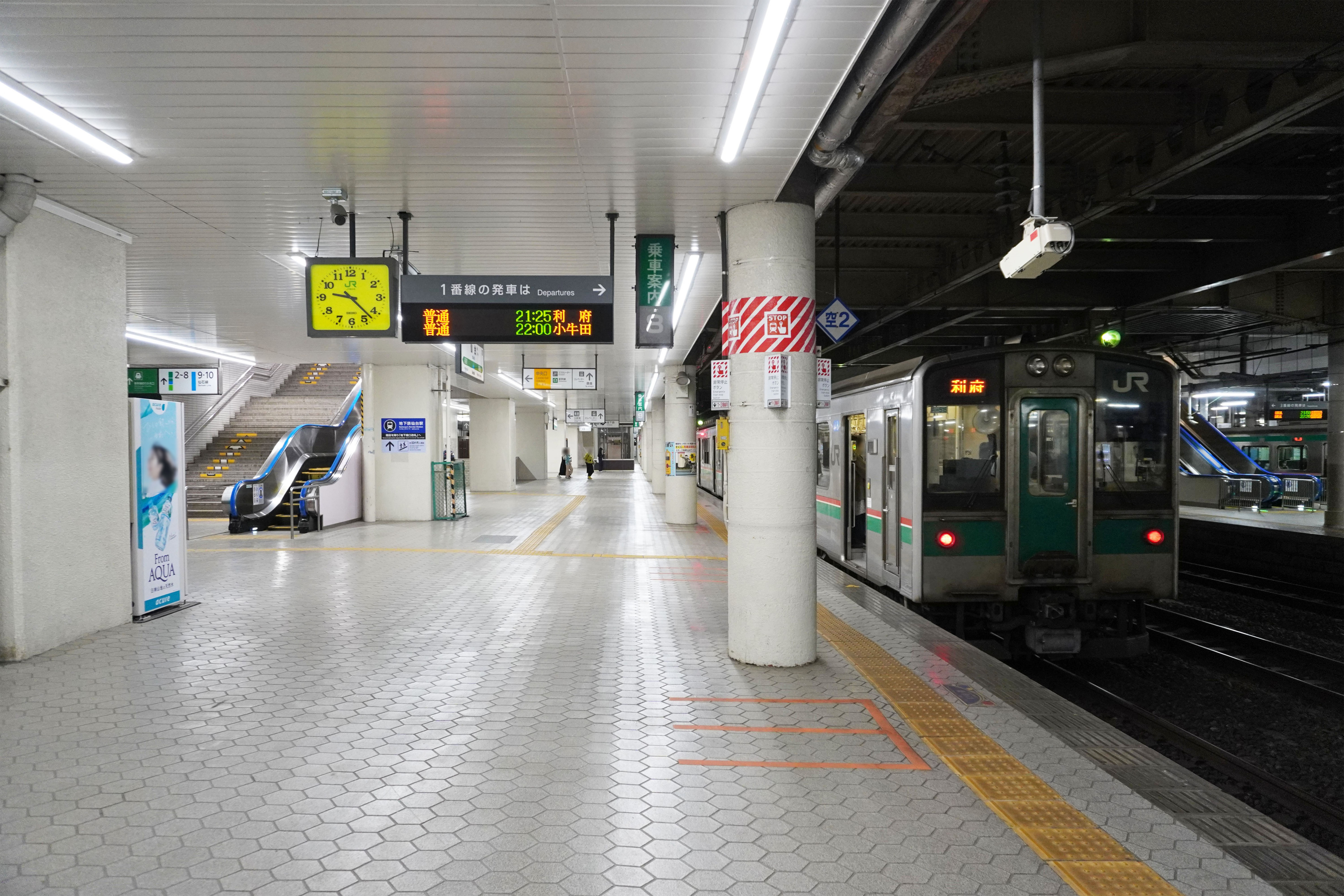
在来線1番線ホーム（2023年5月）
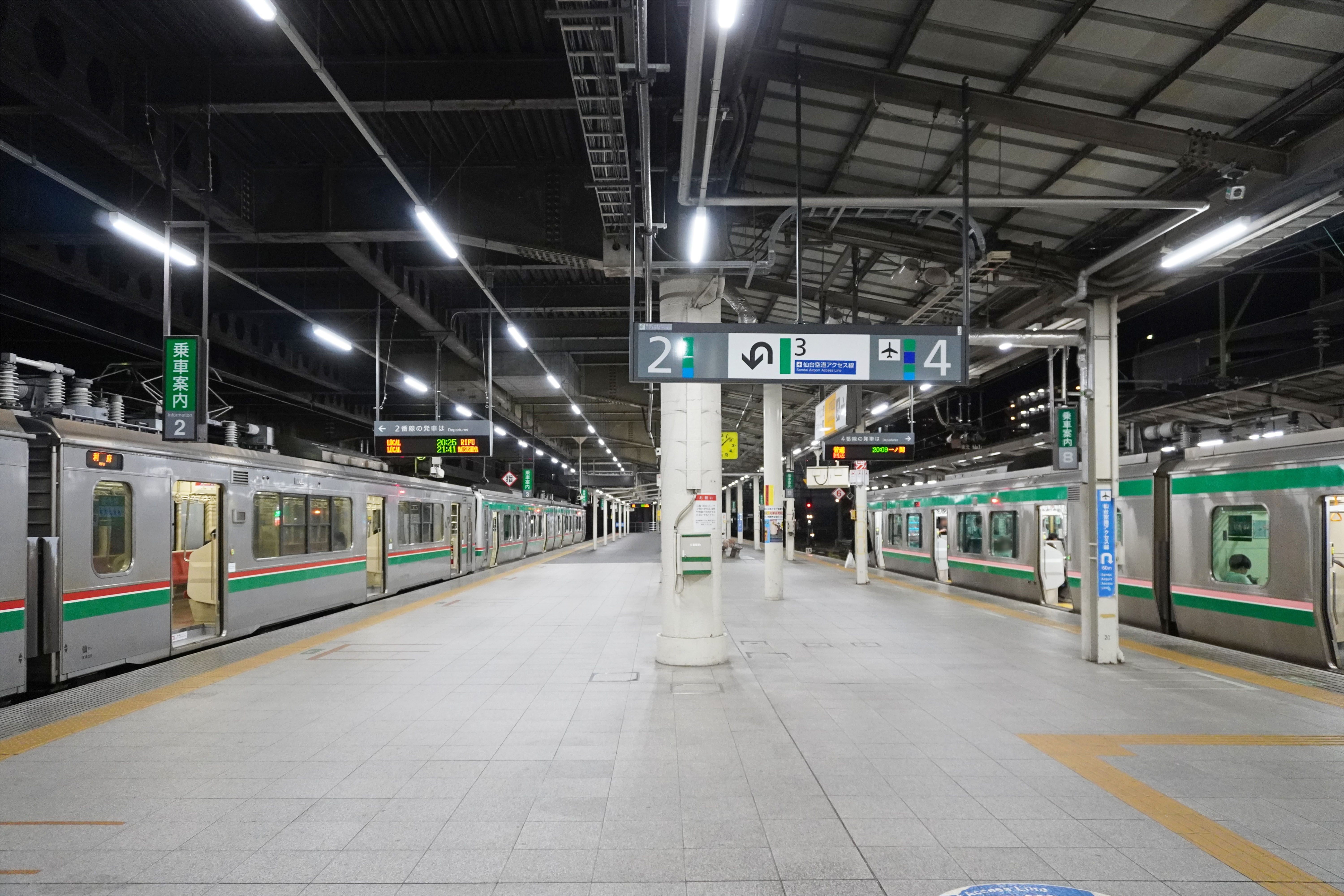
在来線2・4番線ホーム（2023年5月）
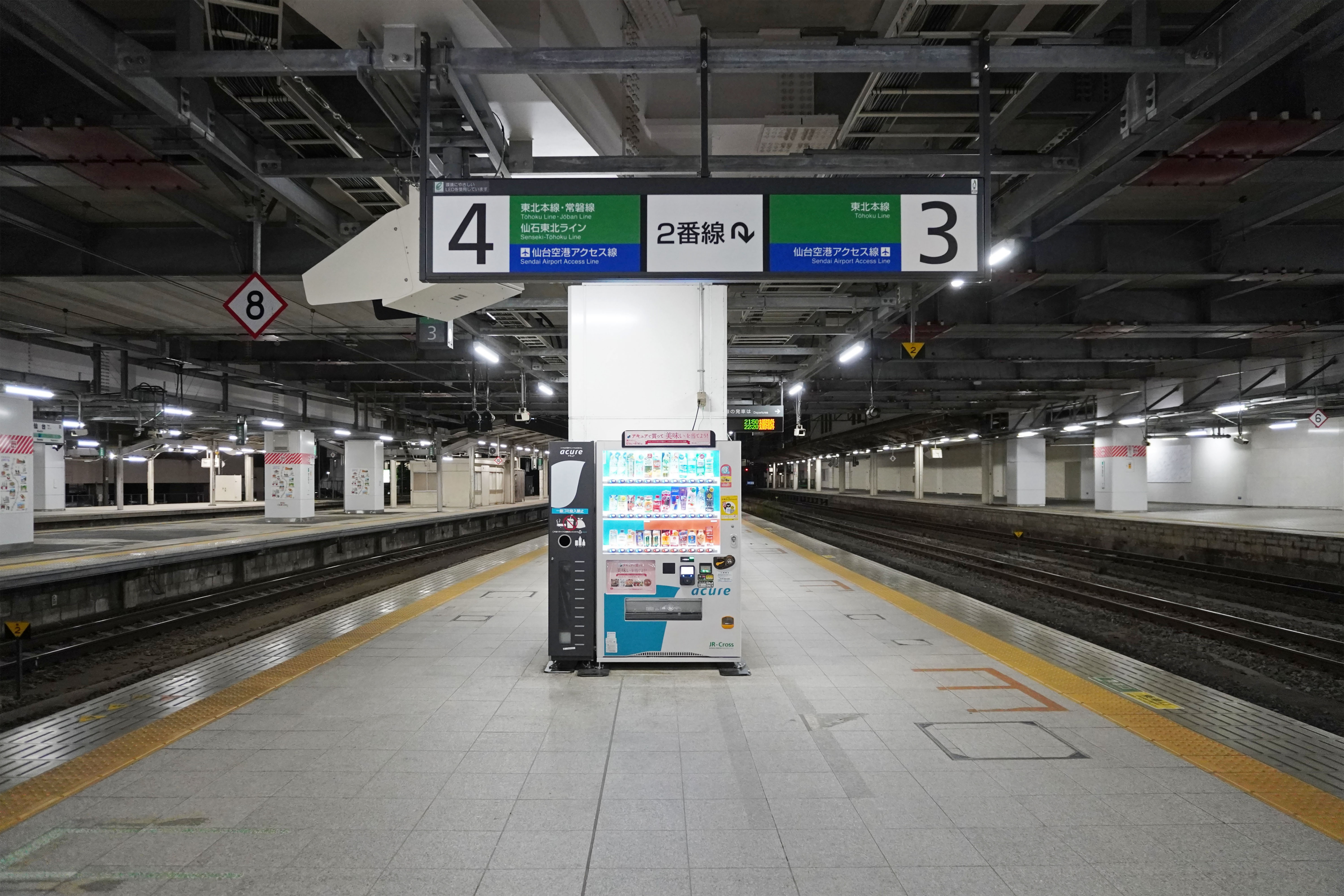
在来線3・4番線ホーム（2023年5月）
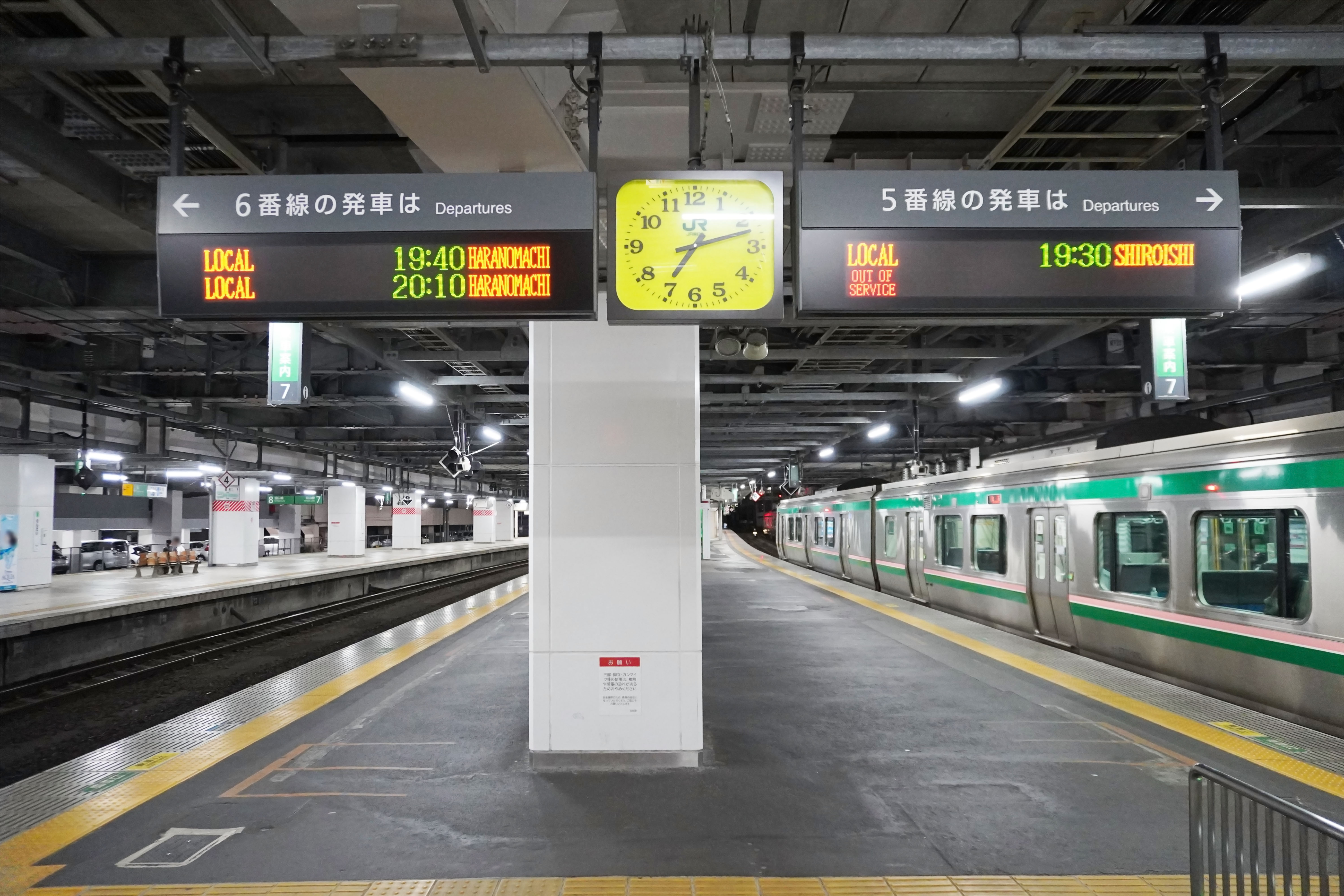
在来線5・6番線ホーム（2023年8月）
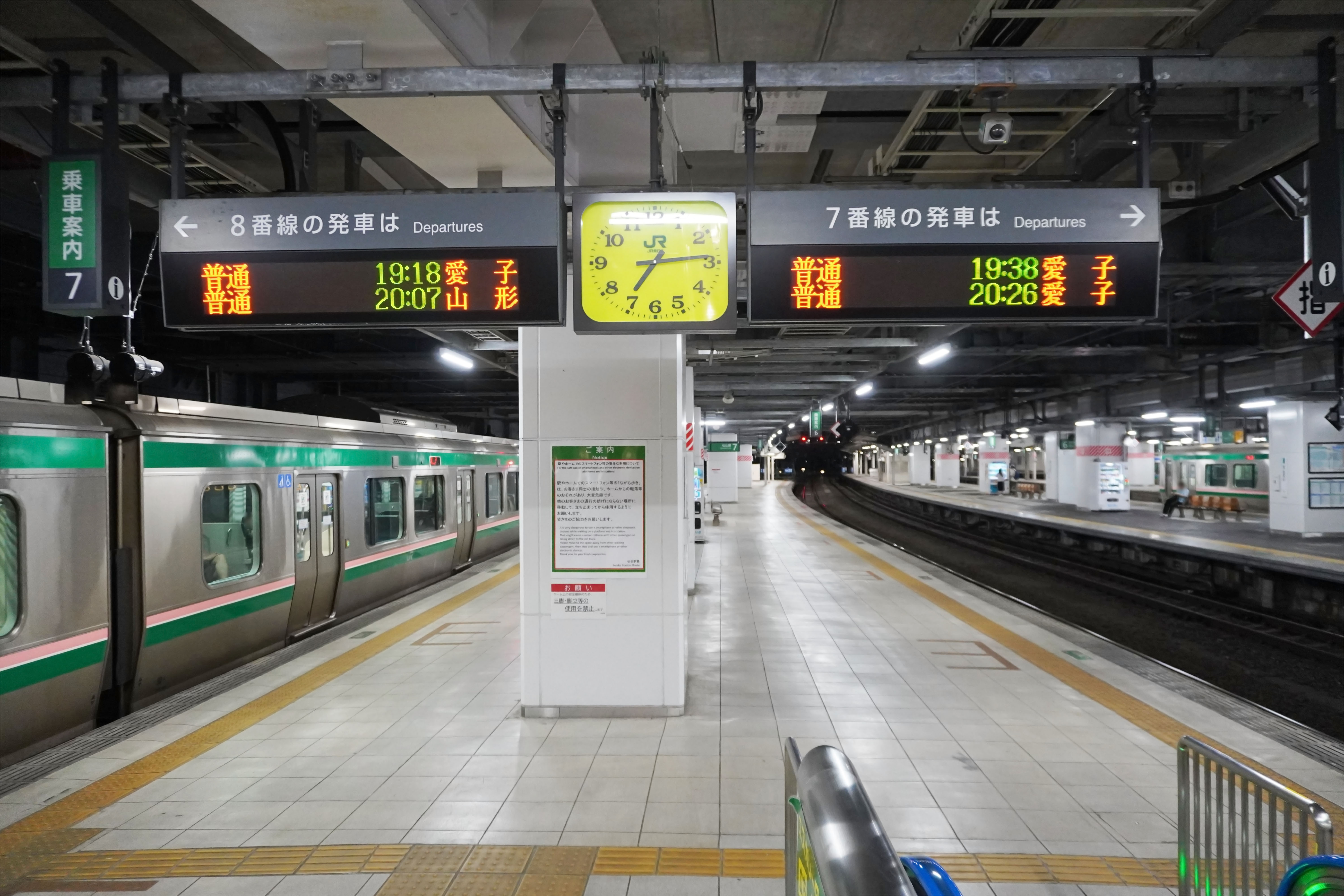
在来線7・8番線ホーム（2023年8月）
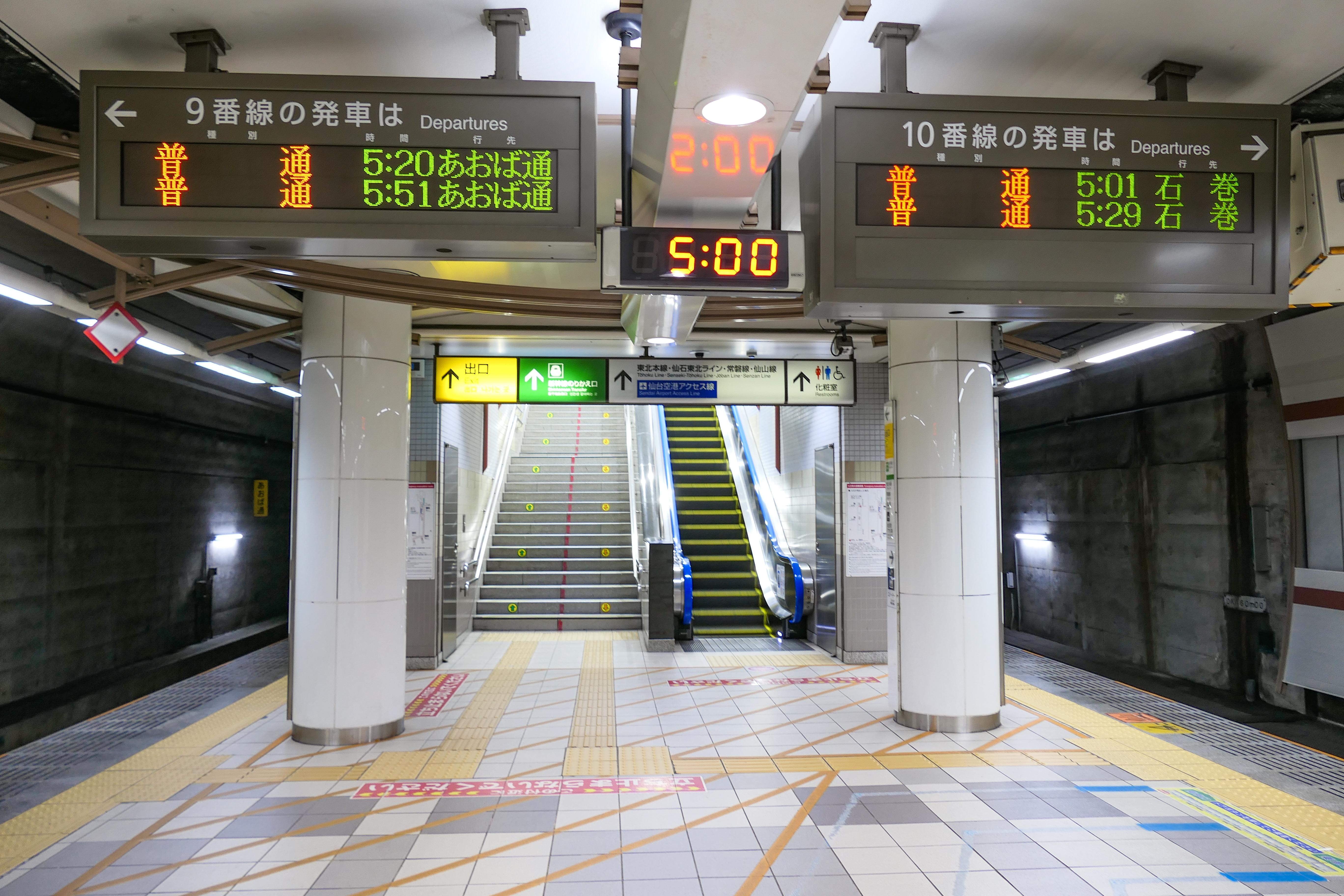
在来線9・10番線ホーム（2021年9月）
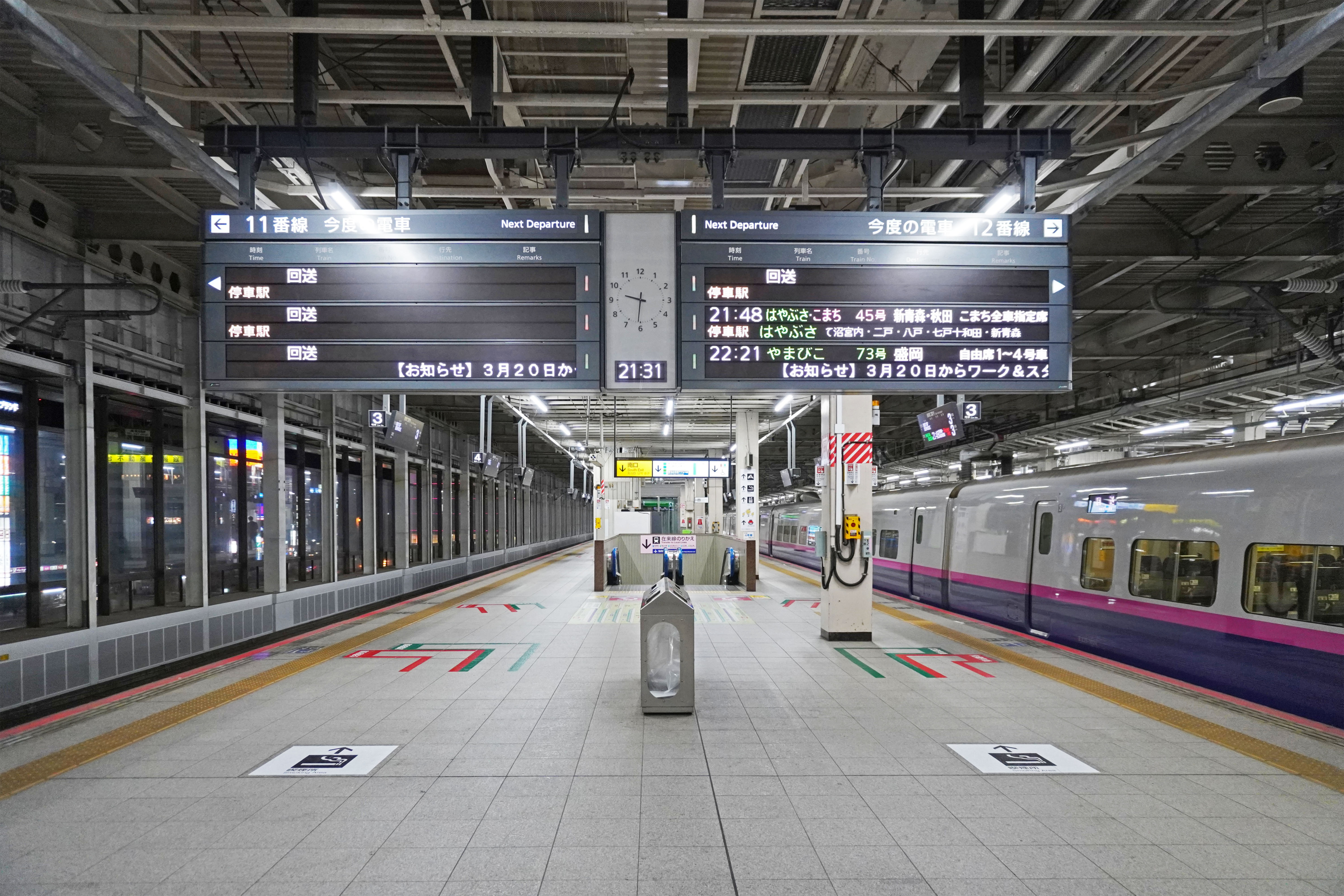
新幹線11・12番線ホーム（2023年5月）
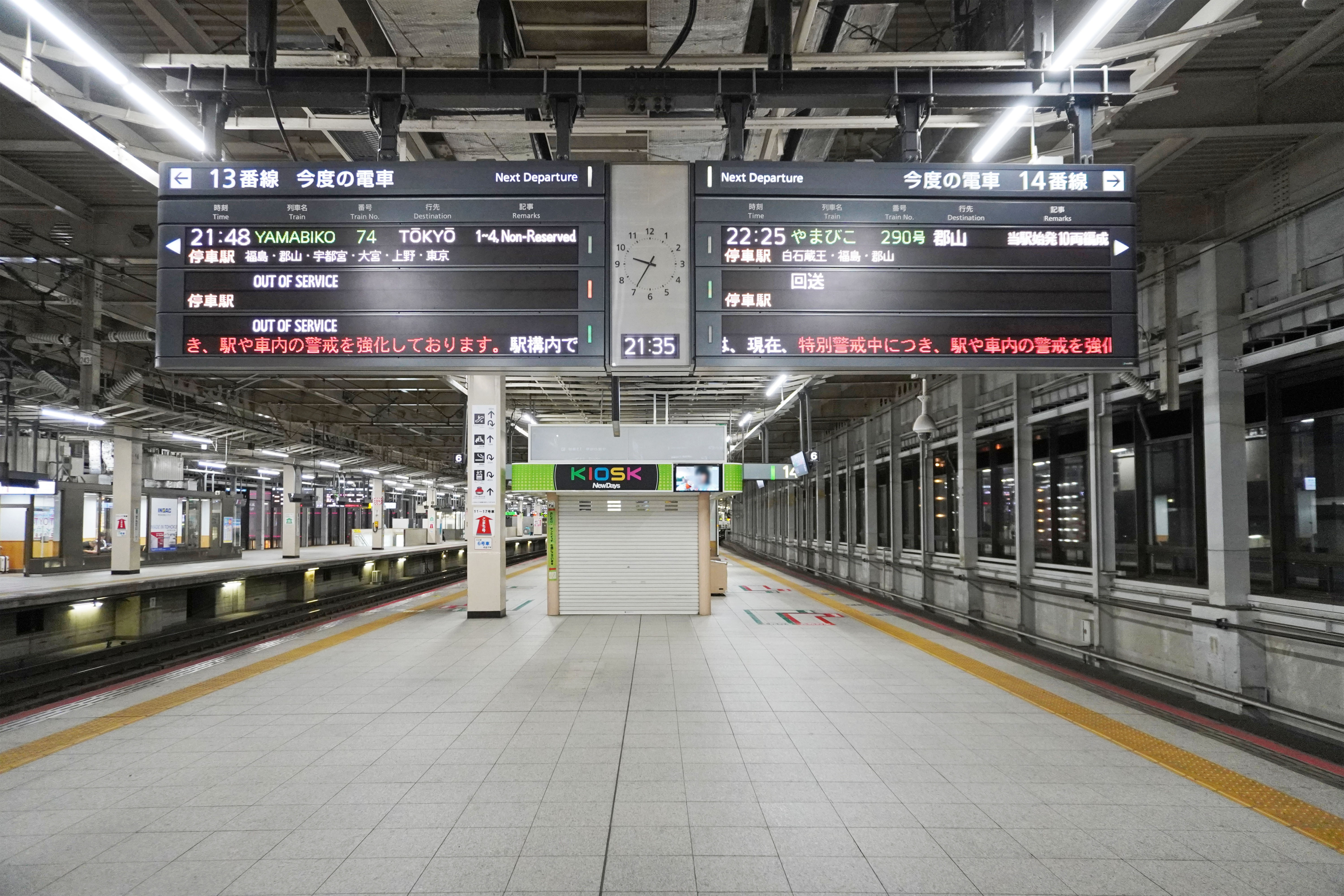
新幹線13・14番線ホーム（2023年5月）

構内配線・信号設備など
| 運転番線 | 営業番線 | ホーム | 上野方面発着 | 青森方面発着 | 山形方面発着     |
| -------- | -------- | ------ | ------------ | ------------ | ---------------- |
| 下本     | 1        | 12両   | 到着・出発可 | 到着・出発可 | 不可             |
| 中1      | 2        | 6両    | 到着・出発可 | 到着・出発可 | 到着・出発可     |
| 中2      | 3        | 6両    | 到着・出発可 | 不可         | 不可             |
| 中3      | 4        | 12両   | 到着・出発可 | 到着・出発可 | 到着・出発可     |
| 上本     | 5        | 12両   | 到着・出発可 | 到着・出発可 | 到着可・出発不可 |
| 上1      | 6        | 12両   | 到着・出発可 | 到着・出発可 | 到着・出発可     |
| 山下     | 7        | 8両    | 到着・出発可 | 到着・出発可 | 到着・出発可     |
| 山上     | 8        | 8両    | 到着・出発可 | 到着・出発可 | 到着・出発可     |
| 上4      |          | 無し   | 到着・出発可 | 到着・出発可 | 到着・出発可     |

#### 発車メロディ・案内放送
- 在来線地上ホーム（1 - 8番線）

駅自動放送が導入されており、列車の行先や編成両数、発車時刻などの詳細な情報が案内されている。これは仙台空港アクセス線の開業で当駅発着の列車が大幅に増えることを考慮し、2005年（平成17年）4月の電子連動化工事に併せて導入された。
発車メロディは1988年（昭和63年）11月22日から2016年（平成28年）6月30日までは榊原光裕が「青葉城恋唄」をモチーフに作曲したものを採用していたが、2016年（平成28年）7月1日に仙台フィルハーモニー管弦楽団が演奏した「すずめ踊り」のお囃子に変更された。長さはいずれも約30秒。さらに、2018年（平成30年）3月18日からは、1〜6番線の仙台空港アクセス線以外は「ff (フォルティシモ)」、仙台空港アクセス線発車時は「Around The World」に変更された。また、7・8番線は従来通り「すずめ踊り」だが、2018年（平成30年）3月18日に新しいバージョンのものに更新された。
- 仙石線地下ホーム

列車の接近の際、音声案内のほかに注意喚起の電子音が鳴り、列車が発車する際にはベルが鳴る。2000年（平成12年）3月10日までは仙台駅が仙石線の始発駅だったため、地平ホームと同様の発車メロディが用いられていたが、翌3月11日の地下化およびあおば通駅までの延伸に伴い発車メロディを同駅に譲った。
- 新幹線ホーム

2016年（平成30年）7月1日から榊原光裕が編曲、仙台フィルハーモニー管弦楽団が演奏した「青葉城恋唄」が使われている。1989年（平成元年）10月8日から2016年（平成28年）6月30日までは榊原作曲のオリジナルメロディーが使われていた。

### 仙台市地下鉄
JR仙台駅の西側に平行するように南北線仙台駅が建設され、JRあおば通駅の開業によって、現在では両駅の中間に存在する形となっている。また、仙台駅東西地下自由通路を介してJRあおば通駅および仙台駅と直結する。さらに、旧さくら野百貨店仙台店（北5）・仙台Loft（中央1）・仙台TRビル（中央2）・S-PAL仙台店（東西地下自由通路）とは地下階で、EBeanS（南2）とは地上階でそれぞれ接続する。
改札口は、北側、南側、西側、東側の地下1階部分にそれぞれ1ヶ所ずつ（「北改札」「南改札」「西改札」「東改札」）、南北線ホーム階北側・あおば通駅との「仙石線のりかえ改札口」の計5か所ある。
南北線と仙石線とを乗り換える場合はあおば通駅にある連絡改札を利用したほうが近い。なお、あおば通駅との乗換改札口はJR・地下鉄各社局の自動改札機がそれぞれ単独で向かい合わせに配置され、両社局の改札の間に各社局の自動券売機が設置されている。また、各社局ごとに自動精算機も設置されている。仙石線のあおば通駅延伸に開設されたこの改札口は、地上への出口がなく乗換専用改札口として運用していたが、2012年（平成24年）の駅改良工事で北改札口へ通じるエレベーターが設置され、改札外へ出ることが出来るようになった。
南北線駅には、広瀬通駅 - 富沢駅間を管轄する地下鉄仙台管区駅が、東西線駅には、東西線の全区間を管轄する地下鉄東西線管区駅が併設されている。

#### のりば
| 番線          | 路線     | 行先               |
| ------------- | -------- | ------------------ |
| 地下3階ホーム |          |                    |
| 1             | ■ 南北線 | 富沢方面           |
| 2             | ■ 南北線 | 泉中央方面         |
| 地下4階ホーム |          |                    |
| 3             | ■ 東西線 | 荒井方面           |
| 4             | ■ 東西線 | 八木山動物公園方面 |

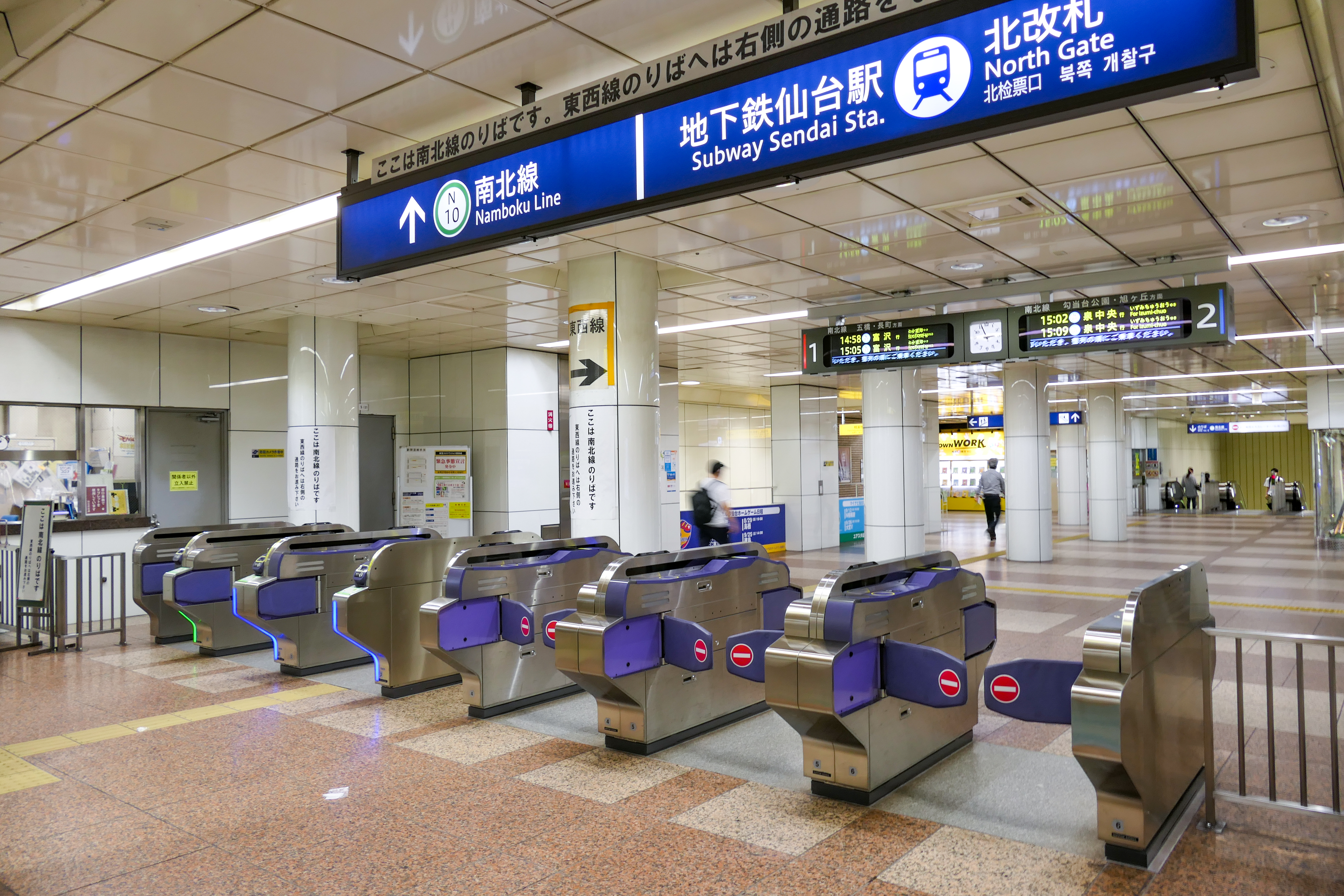
北改札（2021年9月）
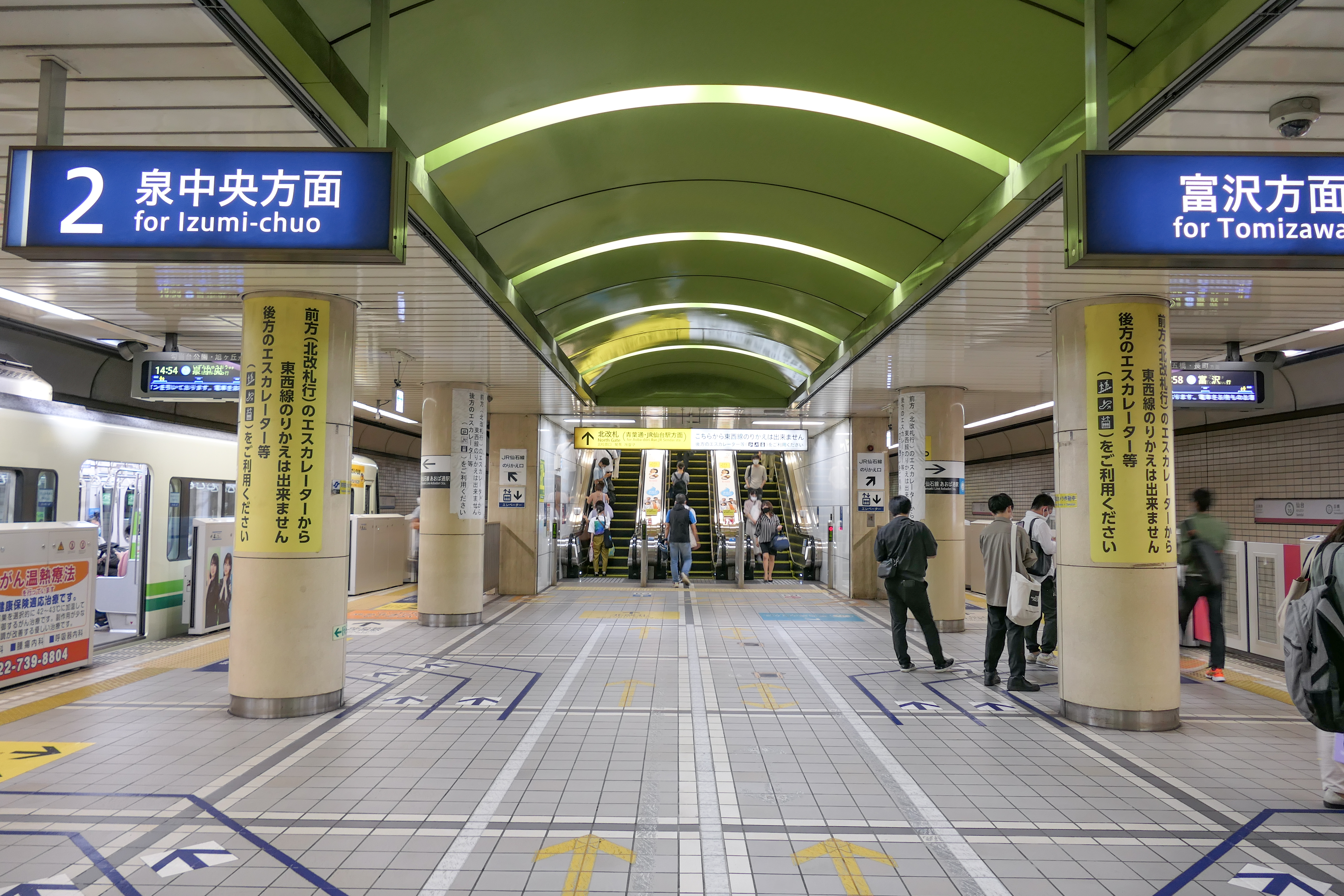
南北線ホーム（2021年9月）
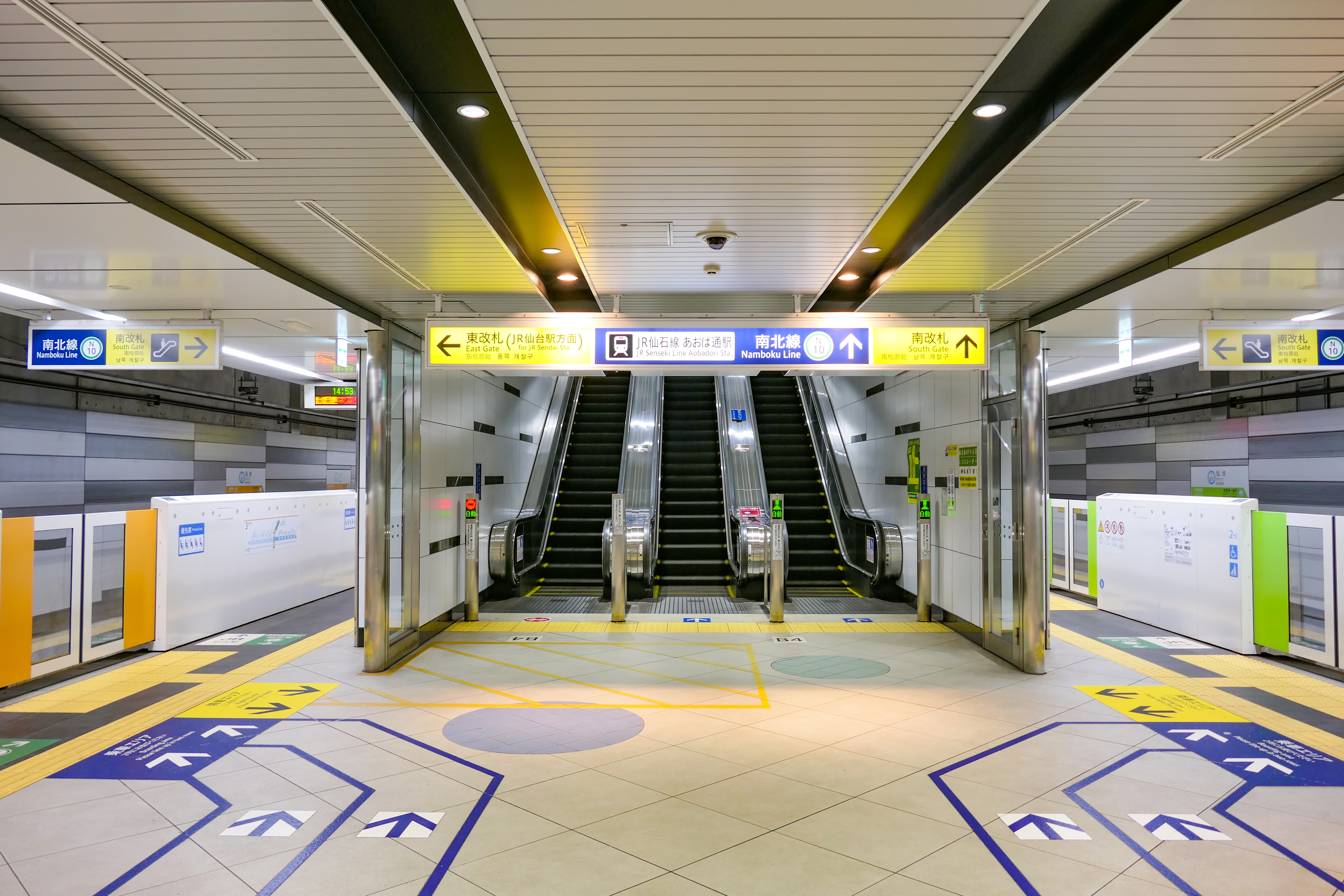
東西線ホーム（2021年9月）

#### 南北線
愛宕上杉通道路下に位置する。コンコースが地下1階、東西線のりかえ階が地下2階、ホームは地下3階（島式1面2線）となっている。エレベーターの到着アナウンスは、地下1階と地下3階は女声、地下2階は男声である。
2007年（平成19年）12月より、世界初の線路脇に設置された電子ペーパーによるデジタルサイネージとしてインターネットを活用した広告がホーム3か所で運用されていた。

#### 東西線
南町通道路下、南北線の1層下に十字に交差する形で位置する。コンコースが地下1階、南北線のりかえ階が地下2階、ホームは地下4階（島式1面2線）となっている。エレベーターの到着アナウンスは、地下1階は男声、地下2階と地下4階は女声である。
混雑対策と将来の車両増結への準備のためホーム有効長が長めに作られており、東行・西行の電車はそれぞれの進行方向前よりに、約1両分ずれた位置に停車する。

#### 出口案内
出入口は、北1 - 9、中央1・2、南1 - 3a・3b - 6、西1、東1の全20か所。
北1出口
- JR仙台駅
- GS BLDG
- ヒューモスファイヴ
- バスのりば20 - 24

北2出口
- ほうげつビル
- 青葉通プラザ
- バスのりば61 - 63

北3出口
- JR仙台駅
- 旧さくら野仙台店
- アエル
- 中央1丁目
- バスのりば31 - 35

北4出口
- イオン
- 中央2丁目
- バスのりば50, 51

北5出口（閉鎖）
- 旧さくら野百貨店仙台店
- アエル
- ハピナ名掛丁

北6出口
- 中央通商店街
- 中央2丁目
- バスのりば52

中央1出口
- JR仙台駅
- 仙台ロフト
- バスのりば27, 28

中央2出口
- 仙台TRビル
- 中央3丁目
- バスのりば60

南1出口
- 南町通
- 仙台朝市
- 中央3丁目

南2出口
- イービーンズ
- 仙台PARCO2
- JR東日本東北本部ビル
- SS30
- 仙台国際ホテル
- ホテルモントレ仙台
- イムス明理会仙台総合病院

南3a出口
- JR仙台駅
- バスターミナル17 - 19

南3b出口
- JR仙台駅
- バスターミナル9 - 16

南4出口
- JR仙台駅
- バスターミナル1 - 8

南5出口
- JR仙台駅
- エスパル仙台本館

南6出口
- ホテルメトロポリタン仙台
- エスパル仙台本館

西1出口（南町通口）
- 仙台朝市
- 仙台国際ホテル
- SS30
- イムス明理会仙台総合病院
- 南町通

東1出口（JR連絡口）
- JR仙台駅
- エスパル仙台本館
- ホテルメトロポリタン仙台
- 仙台駅西口中央地下歩道

### 駅施設の階層
仙台駅周辺の鉄道関連構造物は以下の通り。
|      | 階数 | 階数 | 鉄道設備                              | 鉄道設備                         | 歩行者通路                                                              | 二次交通設備 |
| ---- | ---- | ---- | ------------------------------------- | -------------------------------- | ----------------------------------------------------------------------- | --- |
| 地上 | R階  | R階  |                                       |                                  |                                                                         | 仙台駅屋上駐車場 |
| 地上 | 4階  | 4階  | JR東日本                              | 東北新幹線ホーム                 |                                                                         | |
| 地上 | 3階  | 3階  | JR東日本                              | 東北新幹線改札                   | コンコース                                                              | |
| 地上 | 2階  | 2階  | JR東日本 （仙台空港鉄道・阿武隈急行） | 在来線改札                       | - コンコース - ペデストリアンデッキ - 東西自由通路 - 北部名掛丁自由通路 | |
| 地上 | 1階  | 1階  | JR東日本 （仙台空港鉄道・阿武隈急行） | 在来線ホーム                     | - コンコース - 歩道                                                     | - 仙台駅のバス乗り場 - 仙台駅東口さくらターミナル - 東口観光・送迎バス乗降場 - タクシープール - 乗降用ロータリー - 一般車駐車場 - DATE BIKE ポート - 駐輪場 |
| 地下 | B1階 | (a)  | JR東日本 （仙台空港鉄道・阿武隈急行） | 在来線地下改札（仙台駅地下南口） | - 名掛丁地下道 - エスパル地下街 - 西口中央地下歩道 - 仙台駅東地下歩道   | - 西口北地下駐輪場(B1) - 東口地下駐輪場 |
| 地下 | B1階 | (b)  | JR東日本                              | 仙石線仙台駅改札                 | - コンコース - 東西地下自由通路                                         | 西口北地下駐輪場(B2) |
| 地下 | B1階 | (b)  | JR東日本                              | 仙石線あおば通駅改札             | - コンコース - 東西地下自由通路                                         | 西口北地下駐輪場(B2) |
| 地下 | B1階 | (b)  | 仙台市地下鉄                          | 南北線仙台駅北改札               | - コンコース - 東西地下自由通路                                         | 西口北地下駐輪場(B2) |
| 地下 | B1階 | (c)  | 仙台市地下鉄                          | 南北線仙台駅南改札               | コンコース                                                              | |
| 地下 | B1階 | (c)  | 仙台市地下鉄                          | 東西線仙台駅西改札               | コンコース                                                              | |
| 地下 | B2階 | (a)  | 仙台市地下鉄                          | 南北線・東西線乗換接続階         | 改札内コンコース                                                        | |
| 地下 | B2階 | (b)  | JR東日本                              | 仙石線仙台駅ホーム               |                                                                         | |
| 地下 | B2階 | (b)  | JR東日本                              | 仙石線あおば通駅ホーム           |                                                                         | |
| 地下 | B2階 | (b)  | JR東日本                              | JR/仙台市地下鉄連絡通路          |                                                                         | |
| 地下 | B3階 | B3階 | 仙台市地下鉄                          | 南北線仙台駅ホーム               |                                                                         | |
| 地下 | B3階 | B3階 | 仙台市地下鉄                          | 南北線仙台駅ホーム               |                                                                         | |
| 地下 | B4階 | B4階 | 仙台市地下鉄                          | 東西線仙台駅ホーム               |                                                                         | |

各々の鉄道業者が「B1階」と案内している階は3層、「B2階」と案内している階は2層ある。「B1階」については浅い方からB1階(a)、B1階(b)、B1階(c)。「B2階」については便宜上、仙台市交通局の層をB2階(a)、東日本旅客鉄道の層をB2階(b)と記す。
B1階(a) はJR仙台駅の「B1階」（エスパル地下街）の深さで、B1階(b) は東西地下自由通路の深さである。案内上は両者とも「B1階」ながら、JR仙台駅のエレベーターでは「B1階」はB1階(a) のエスパル地下街に、「B2階」はB1階(b) の東西地下自由通路に接続している。また、両者の交差部では、両者の深さの違いを補正するためエスカレーターおよび階段が設置されている。
B1階(c) は地下鉄南北線仙台駅南改札の深さであり、仙台TRビルのエレベーターの「B3階」などと接続する。B1階(b) の深さにある同駅北改札とB1階(c) との間のコンコースには、両者の深さの違いを補正するためスロープが設置されている。
仙石線を通す仙台トンネルは、案内上「B2階」とされている。ただし、上述のようにB1階が3層あるため、実質的にはより深い深度を通る。
地下鉄南北線の建設に際して、仙台駅前の地下では、将来の地下鉄東西線と地下街建設の可能性を残すため、南北線は上述のB3階の深度に造られた。その後、東西線用の上述のB2階の深度をまず仙石線が利用し、後に東西線は上述のB4階の深度に造られた。

## 自由通路
仙台駅を東西に移動するため、またはJRと地下鉄の接続のための移動手段として、7つの自由通路が設置されている。北から順に記載する。

### 名掛丁地下通路

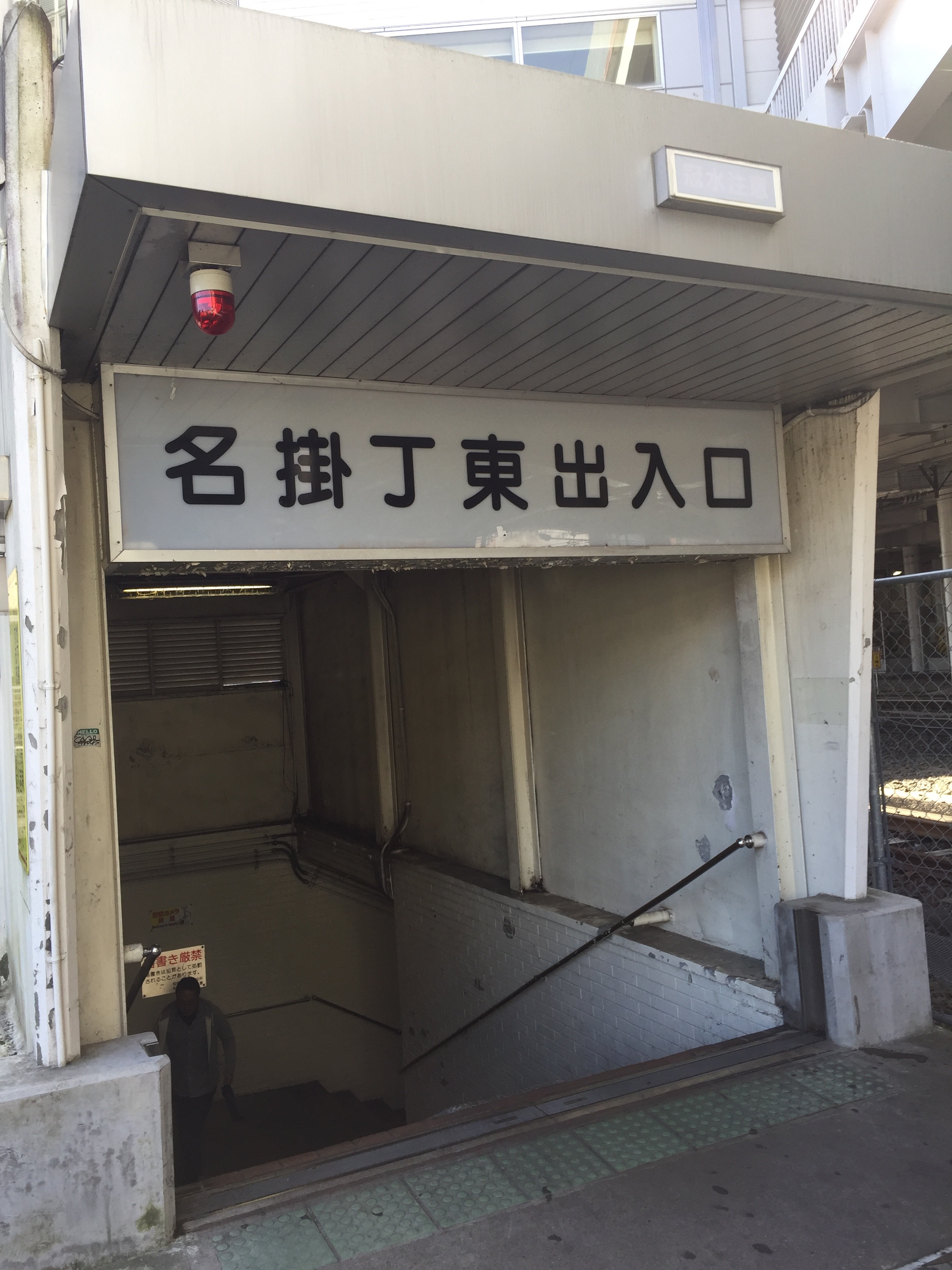
仙台駅の昭和の最後の遺構である名掛丁地下通路の東出入口

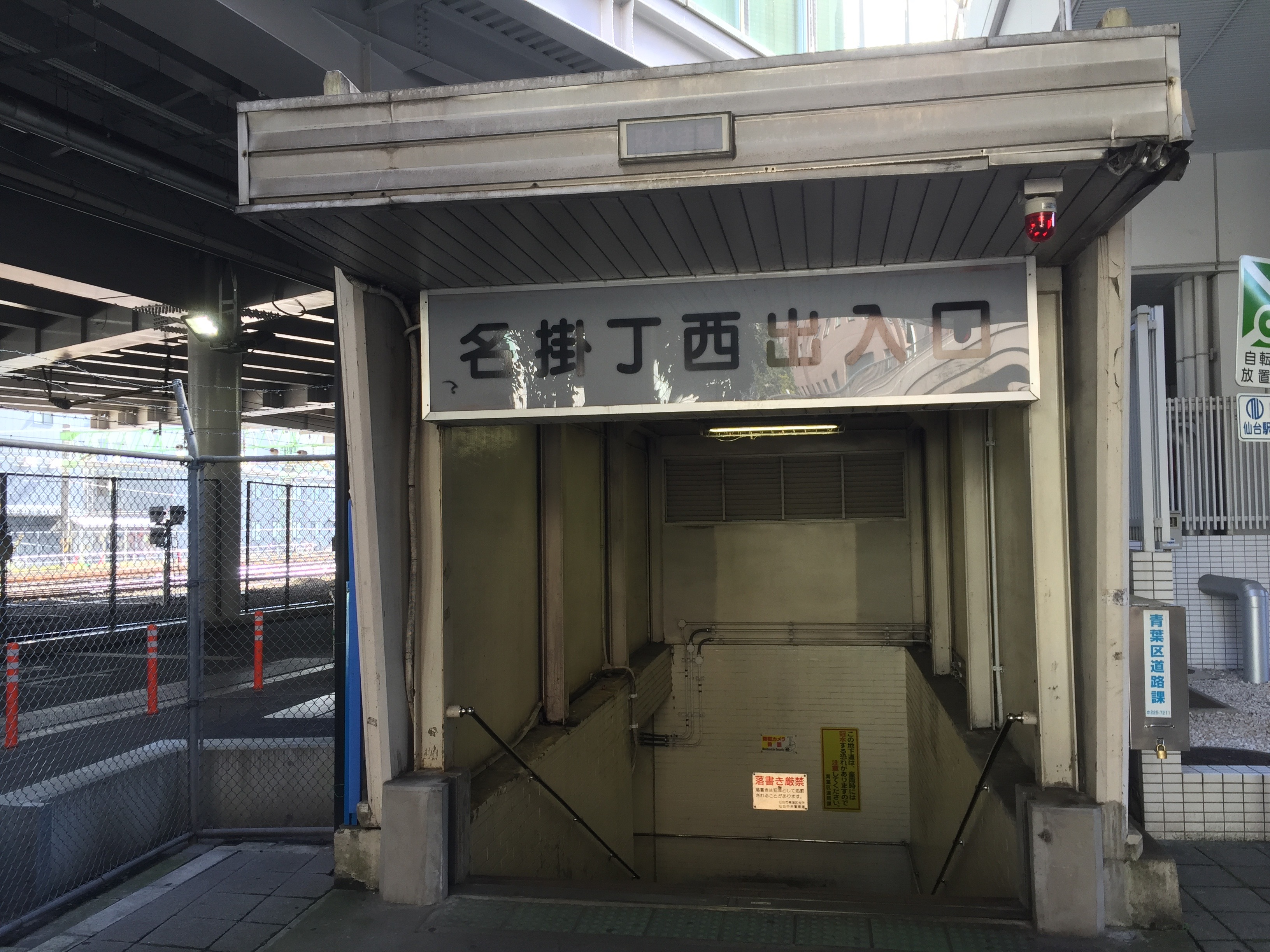
仙台駅の昭和の最後の遺構である名掛丁地下通路の西出入口

名掛丁地下道とも呼ばれる、1935年（昭和10年）に完成した仙台駅北西部と同駅北東部とを結ぶ地下通路。北部名掛丁自由通路の完成以前は、当地下通路が仙台駅北部の東西移動の役割を果たしていたが、うす暗く階段しか設置されていないことから、現在では北部名掛丁自由通路を補完する通路となっている。なお、自転車による東西移動に関しては現在でも名掛丁地下通路が主流である。

### 東西地下自由通路
東西地下自由通路は仙台市の所有であり、59億円かけてJR東日本に委託して仙石線の仙台トンネルに沿って造られた。この通路のJR仙台駅から南北線仙台駅までの区間は、将来の地下街建設の可能性を残すために、壁構造ではなく柱構造で造られている。

### 西口中央地下歩道
JR仙台駅・地下南口改札と地下鉄仙台駅とを結ぶ地下自由通路。仙台市の所有であり、地下鉄南北線開業に合わせて建設された。S-PAL仙台本館（エキチカおみやげ通り、エスパルレストラン街）、仙台Loft、地下鉄仙台駅定期券発売所に面している。地下鉄東1出口と接続しているほか、地上出口は中央1出口となっている。

### 東地下歩道
仙台駅東口から東七番丁通を越えるためにつくられた地下歩道。ヨドバシ仙台第2ビルとも接続する。

### 西口南部地下歩道
仙台駅西口のバスターミナルと地下鉄駅、およびバスターミナルの交通島間を連絡する。南端はS-PAL仙台本館に接続する。地上の出口には南3a・3b - 6の番号が付されている。

## 駅弁

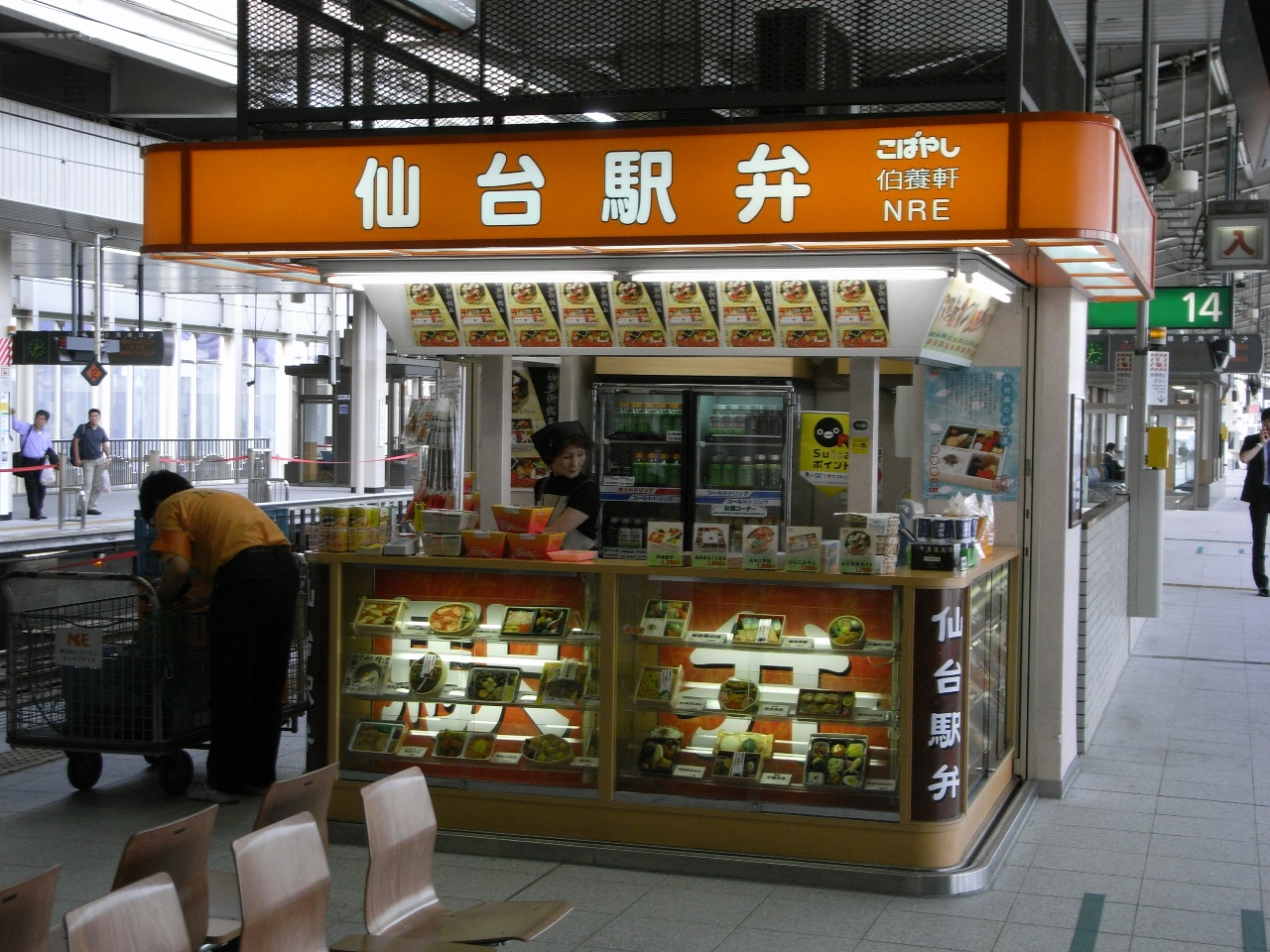
新幹線上りホームの駅弁売店

仙台駅は駅弁の種類が多い駅である。仙台 - 首都圏・東北各都市間のビジネス客による需要や、東北新幹線車内の需要、観光客による需要が多いこと、仙台は山海の食材が豊富に揃う、といった点から駅弁の種類が増加していった。「伯養軒」と「こばやし」の2つの業者が1つの駅で競い合っていたことに加え、現在は先の2社の他に「日本レストランエンタプライズ」(NRE) が加わっている。「牛タン」弁当が売上一番であるが、他にも駅弁が数多く作られている。この他に、NREがJR東日本管内の有名駅弁を集めて販売している売店「駅弁屋 旨囲門」や「駅弁屋 祭」が中央改札外にあり、全国の主な駅弁も当駅で購入できる。
主な駅弁は下記の通り。
- 仙台名物牛たん弁当
- 炙り牛たんとA5仙台牛弁当
- 大つぶ帆立と牛たん弁当
- 平泉うにほたて重
- 伊達かきめし
- ネギ塩牛たんと牛たん角煮弁当
- 宮城の郷土料理 はらこめし
- みやぎまるごと弁当
- 網焼き牛たん弁当
- 仙台牛ひとめぼれ
- 牛肉道場
- 独眼竜正宗辨當
- 網焼き仙豪味噌仕立て牛たん弁当
- 炭火焼風牛たん弁当「塩釜藻塩付」
- 伊達武将隊弁当
- むすび丸弁当
- 山形特選牛めし

駅弁以外にも、歩きながら食べられる安価なグルメとして「ずんだシェイク」が認知されている。中央通の笹かまぼこ屋の「ひょうたん揚げ」、一番町のお茶屋の「抹茶ソフトクリーム」と並び、仙台の三大食べ歩きグルメとなっている。駅3階の新幹線中央改札口の脇に、「牛たん通り」（2003年7月17日開業）「すし通り」（2004年4月5日開業）と称して、仙台牛タン焼きの店とすし屋が軒を連ねている ほか、「ずんだ小径」にはずんだを使ったスイーツを扱う店舗が並ぶ。
2019年（令和元年）11月28日に、JR東日本は「牛たん通り」「すし通り」をリニューアル工事に着手することを発表した。これに伴い、2020年（令和2年）1月14日以降はこれらの通りは一時休業となったのち、同年5月12日にリニューアルされた。その後、同年6月26日には、「牛たん通り」「すし通り」の新たなシンボルとして、伊達政宗の騎馬像が設置された。なお、設置された伊達政宗の像は3代目であり、1代目は柴田町、2代目は大崎市に移転されている。

## 利用状況

### 1日平均乗車人員

#### JR東日本
2023年度（令和5年度）の1日平均乗車人員は89,462人である。JR東日本全体では目黒駅に次いで37位であり、狭義の首都圏（南関東1都3県）以外の駅では最多である。また、首都圏、中京圏、近畿圏の三大都市圏を除く政令指定都市の中心駅の中では博多駅、札幌駅に次いで多い。宮城県内の駅では最多である。
- 新幹線 - 2023年度（令和5年度）の1日平均乗車人員は24,730人である[新 1]。東京駅、大宮駅に次いで3番目に多い。

1908 - 1910年度（明治41 - 43年度）、1935年度（昭和10年度）、1998年度（平成10年度）以降の推移は以下のとおりである。
| 1日平均乗車人員推移（JR東日本） | 1日平均乗車人員推移（JR東日本） | 1日平均乗車人員推移（JR東日本） | 1日平均乗車人員推移（JR東日本） | 1日平均乗車人員推移（JR東日本） | 1日平均乗車人員推移（JR東日本） | 1日平均乗車人員推移（JR東日本） | 1日平均乗車人員推移（JR東日本） | 1日平均乗車人員推移（JR東日本） | 1日平均乗車人員推移（JR東日本） | 1日平均乗車人員推移（JR東日本） | 1日平均乗車人員推移（JR東日本） | 1日平均乗車人員推移（JR東日本） |
| 年度                            | 計                              | 計                              | 計                              | 計                              | 計                              | 新幹線                          | 新幹線                          | 新幹線                          | 新幹線                          | 出典                            | 出典                            | 出典                            |
| 年度                            | 定期外                          | 定期                            | 合計                            | 前年度比                        | 順位                            | 定期外                          | 定期                            | 合計                            | 前年度比                        | JR東日本                        | 仙台市                          | その他                          |
| ------------------------------- | ------------------------------- | ------------------------------- | ------------------------------- | ------------------------------- | ------------------------------- | ------------------------------- | ------------------------------- | ------------------------------- | ------------------------------- | ------------------------------- | ------------------------------- | ------------------------------- |
| 1908年（明治41年）              |                                 |                                 | 1,196                           |                                 |                                 | 未開業                          | 未開業                          | 未開業                          | 未開業                          |                                 |                                 | [ 71 ]                          |
| 1909年（明治42年）              |                                 |                                 | 1,193                           |                                 |                                 | 未開業                          | 未開業                          | 未開業                          | 未開業                          |                                 |                                 | [ 71 ]                          |
| 1910年（明治43年）              |                                 |                                 | 1,136                           |                                 |                                 | 未開業                          | 未開業                          | 未開業                          | 未開業                          |                                 |                                 | [ 71 ]                          |
| 1935年（昭和10年）              |                                 |                                 | 4,538                           |                                 |                                 | 未開業                          | 未開業                          | 未開業                          | 未開業                          |                                 |                                 | [ 72 ]                          |
| 1990年（平成02年）              | 40,098                          | 44,162                          | 84,260                          |                                 |                                 | 非公表                          | 非公表                          | 非公表                          | 非公表                          |                                 | [ 市J 1 ]                       |                                 |
| 1998年（平成10年）              | 44,191                          | 53,358                          | 97,549                          |                                 |                                 | 18,682                          | 3,906                           | 22,588                          |                                 |                                 | [ 市J 2 ]                       |                                 |
| 1999年（平成11年）              | 43,585                          | 52,123                          | 95,708                          |                                 | 36位                            | 18,582                          | 3,987                           | 22,569                          |                                 | [ J 2 ]                         | [ 市J 3 ]                       |                                 |
| 2000年（平成12年）              | 39,056                          | 39,139                          | 78,195                          |                                 | 51位                            | 18,311                          | 4,163                           | 22,474                          |                                 | [ J 3 ]                         | [ 市J 4 ]                       |                                 |
| 2001年（平成13年）              | 38,380                          | 38,269                          | 76,649                          |                                 | 51位                            | 18,103                          | 4,282                           | 22,385                          |                                 | [ J 4 ]                         | [ 市J 5 ]                       |                                 |
| 2002年（平成14年）              | 38,324                          | 37,985                          | 76,309                          |                                 | 51位                            | 18,444                          | 4,111                           | 22,555                          |                                 | [ J 5 ]                         | [ 市J 6 ]                       |                                 |
| 2003年（平成15年）              | 37,717                          | 38,284                          | 76,001                          |                                 | 53位                            | 17,895                          | 4,084                           | 21,979                          |                                 | [ J 6 ]                         | [ 市J 7 ]                       |                                 |
| 2004年（平成16年）              | 37,809                          | 38,077                          | 75,886                          |                                 | 52位                            | 18,102                          | 4,111                           | 22,213                          |                                 | [ J 7 ]                         | [ 市J 8 ]                       |                                 |
| 2005年（平成17年）              | 38,811                          | 37,912                          | 76,723                          |                                 | 52位                            | 18,435                          | 4,062                           | 22,496                          |                                 | [ J 8 ]                         | [ 市J 9 ]                       |                                 |
| 2006年（平成18年）              | 38,623                          | 37,539                          | 76,162                          |                                 | 54位                            | 18,808                          | 4,023                           | 22,831                          |                                 | [ J 9 ]                         | [ 市J 10 ]                      |                                 |
| 2007年（平成19年）              | 41,418                          | 37,497                          | 78,914                          |                                 | 51位                            | 19,705                          | 3,909                           | 23,614                          |                                 | [ J 10 ]                        | [ 市J 11 ]                      |                                 |
| 2008年（平成20年）              |                                 |                                 | 78,839                          |                                 | 52位                            |                                 |                                 | 22,944                          |                                 | [ J 11 ]                        | [ 市J 12 ]                      |                                 |
| 2009年（平成21年）              |                                 |                                 | 77,146                          |                                 | 53位                            |                                 |                                 | 21,648                          |                                 | [ J 12 ]                        | [ 市J 13 ]                      |                                 |
| 2010年（平成22年）              |                                 |                                 | 74,672                          |                                 | 57位                            |                                 |                                 | 20,439                          |                                 | [ J 13 ]                        | [ 市J 14 ]                      |                                 |
| 2011年（平成23年）              |                                 |                                 | 64,498                          |                                 | 62位                            |                                 |                                 | 20,896                          |                                 | [ J 14 ]                        | [ 市J 15 ]                      |                                 |
| 2012年（平成24年）              | 42,006                          | 38,164                          | 80,171                          |                                 | 52位                            | 20,426                          | 3,893                           | 24,319                          |                                 | [ J 15 ] [ 新 2 ]               | [ 市J 16 ]                      |                                 |
| 2013年（平成25年）              | 44,160                          | 39,379                          | 83,540                          |                                 | 52位                            | 21,995                          | 4,097                           | 26,093                          |                                 | [ J 16 ] [ 新 3 ]               | [ 市J 17 ]                      |                                 |
| 2014年（平成26年）              | 43,266                          | 39,439                          | 82,706                          |                                 | 52位                            | 21,100                          | 3,979                           | 25,080                          |                                 | [ J 17 ] [ 新 4 ]               | [ 市J 18 ]                      |                                 |
| 2015年（平成27年）              | 44,688                          | 40,276                          | 84,964                          |                                 | 51位                            | 21,903                          | 4,125                           | 26,029                          |                                 | [ J 18 ] [ 新 5 ]               | [ 市J 19 ]                      |                                 |
| 2016年（平成28年）              | 45,901                          | 41,438                          | 87,340                          | 2.8%                            | 50位                            | 22,366                          | 4,166                           | 26,533                          |                                 | [ J 19 ] [ 新 6 ]               | [ 市J 20 ]                      |                                 |
| 2017年（平成29年）              | 47,148                          | 42,356                          | 89,505                          | 2.5%                            | 49位                            | 23,031                          | 4,308                           | 27,339                          |                                 | [ J 20 ] [ 新 7 ]               | [ 市J 21 ]                      |                                 |
| 2018年（平成30年）              | 48,073                          | 43,204                          | 91,278                          | 2.0%                            | 49位                            | 23,456                          | 4,314                           | 27,771                          |                                 | [ J 21 ] [ 新 8 ]               | [ 市J 22 ]                      |                                 |
| 2019年（令和元年）              | 46,560                          | 44,138                          | 90,699                          | −0.6%                           | 49位                            | 22,163                          | 4,489                           | 26,653                          |                                 | [ J 22 ] [ 新 9 ]               | [ 市J 23 ]                      |                                 |
| 2020年（令和02年）              | 23,491                          | 38,003                          | 61,494                          | −32.2%                          | 51位                            | 8,155                           | 4,266                           | 12,422                          | −53.4%                          | [ J 23 ] [ 新 10 ]              | [ 市J 24 ]                      |                                 |
| 2021年（令和03年）              | 28,805                          | 38,821                          | 67,626                          | 10.0%                           | 50位                            | 10,212                          | 4,281                           | 14,494                          | 16.7%                           | [ J 24 ] [ 新 11 ]              | [ 市J 25 ]                      |                                 |
| 2022年（令和04年）              | 38,690                          | 40,384                          | 79,075                          | 16.9%                           | 46位                            | 15,627                          | 4,316                           | 19,944                          | 37.6%                           | [ J 25 ] [ 新 12 ]              | [ 市J 26 ]                      |                                 |
| 2023年（令和05年）              | 46,196                          | 43,266                          | 89,462                          | 113.1%                          | 37位                            | 20,065                          | 4,665                           | 24,730                          | 124.3%                          | [ J 1 ] [ 新 1 ]                | [ 市J 27 ]                      |                                 |

1日平均乗車人員（JR東日本）（単位：人/日）
備考
- 2000年度（平成12年度）に乗車人数が急減しているのは、仙石線あおば通駅の開業により、利用客が分散したためである。
- 2011年度（平成23年度）は東日本大震災の影響により大幅な減少となったものの、翌年には歴史的なV字回復となり、その後継続した増加傾向を見せている。
- 旅客収入額（駅の売上額）はJR東日本では東京駅、新宿駅に次ぐ第3位である。

#### 仙台市地下鉄
2023年度（令和5年度）の1日平均乗車人員は54,804人である（南北線：38,222人（乗換：11,788人）、東西線：16,582人（乗換：12,002人））。仙台市地下鉄の駅の中では最多である。
1990年度（平成2年度）、1998年度（平成10年度）以降の推移は以下のとおりである。
| 1日平均乗車人員推移（仙台市地下鉄） | 1日平均乗車人員推移（仙台市地下鉄） | 1日平均乗車人員推移（仙台市地下鉄） | 1日平均乗車人員推移（仙台市地下鉄） | 1日平均乗車人員推移（仙台市地下鉄） | 1日平均乗車人員推移（仙台市地下鉄） | 1日平均乗車人員推移（仙台市地下鉄） | 1日平均乗車人員推移（仙台市地下鉄） | 1日平均乗車人員推移（仙台市地下鉄） | 1日平均乗車人員推移（仙台市地下鉄） | 1日平均乗車人員推移（仙台市地下鉄） | 1日平均乗車人員推移（仙台市地下鉄） |
| 年度                                | 南北線                              | 南北線                              | 南北線                              | 南北線                              | 東西線                              | 東西線                              | 東西線                              | 東西線                              | 2路線計                             | 出典                                | 出典                                |
| 年度                                | 合計                                | 前年度比                            | 乗換                                | 前年度比                            | 合計                                | 前年度比                            | 乗換                                | 前年度比                            | 2路線計                             | 地下鉄                              | 仙台市                              |
| ----------------------------------- | ----------------------------------- | ----------------------------------- | ----------------------------------- | ----------------------------------- | ----------------------------------- | ----------------------------------- | ----------------------------------- | ----------------------------------- | ----------------------------------- | ----------------------------------- | ----------------------------------- |
| 1990年（平成02年）                  | 32,336                              |                                     |                                     |                                     |                                     |                                     |                                     |                                     |                                     |                                     | [ 市地 1 ]                          |
| 1998年（平成10年）                  | 36,584                              |                                     |                                     | [ 市地 2 ]                          |                                     |                                     |                                     |                                     |                                     |                                     |                                     |
| 1999年（平成11年）                  | 36,630                              |                                     |                                     | [ 市地 3 ]                          |                                     |                                     |                                     |                                     |                                     |                                     |                                     |
| 2000年（平成12年）                  | 37,958                              |                                     |                                     | [ 市地 4 ]                          |                                     |                                     |                                     |                                     |                                     |                                     |                                     |
| 2001年（平成13年）                  | 37,755                              |                                     |                                     | [ 市地 5 ]                          |                                     |                                     |                                     |                                     |                                     |                                     |                                     |
| 2002年（平成14年）                  | 36,273                              |                                     |                                     | [ 市地 6 ]                          |                                     |                                     |                                     |                                     |                                     |                                     |                                     |
| 2003年（平成15年）                  | 35,444                              |                                     |                                     | [ 市地 7 ]                          |                                     |                                     |                                     |                                     |                                     |                                     |                                     |
| 2004年（平成16年）                  | 35,997                              |                                     |                                     | [ 市地 8 ]                          |                                     |                                     |                                     |                                     |                                     |                                     |                                     |
| 2005年（平成17年）                  | 36,573                              |                                     |                                     | [ 市地 9 ]                          |                                     |                                     |                                     |                                     |                                     |                                     |                                     |
| 2006年（平成18年）                  | 36,079                              |                                     |                                     | [ 市地 10 ]                         |                                     |                                     |                                     |                                     |                                     |                                     |                                     |
| 2007年（平成19年）                  | 35,348                              | 98.2%                               |                                     | [ 市オ 1 ] [ 市地 11 ]              |                                     |                                     |                                     |                                     |                                     |                                     |                                     |
| 2008年（平成20年）                  | 35,094                              | 99.0%                               |                                     | [ 市オ 1 ] [ 市地 12 ]              |                                     |                                     |                                     |                                     |                                     |                                     |                                     |
| 2009年（平成21年）                  | 34,065                              | 97.1%                               | [ 地 2 ]                            | [ 市オ 1 ] [ 市地 13 ]              |                                     |                                     |                                     |                                     |                                     |                                     |                                     |
| 2010年（平成22年）                  | 33,376                              | 98.0%                               | [ 地 2 ]                            | [ 市オ 1 ] [ 市地 14 ]              |                                     |                                     |                                     |                                     |                                     |                                     |                                     |
| 2011年（平成23年）                  | 33,506                              | 100.7%                              | [ 地 2 ]                            | [ 市オ 1 ] [ 市地 15 ]              |                                     |                                     |                                     |                                     |                                     |                                     |                                     |
| 2012年（平成24年）                  | 36,378                              | 108.3%                              | [ 地 2 ]                            | [ 市オ 1 ] [ 市地 16 ]              |                                     |                                     |                                     |                                     |                                     |                                     |                                     |
| 2013年（平成25年）                  | 37,316                              | 102.6%                              | [ 地 2 ]                            | [ 市オ 1 ] [ 市地 17 ]              |                                     |                                     |                                     |                                     |                                     |                                     |                                     |
| 2014年（平成26年）                  | 37,156                              | 99.6%                               | [ 地 3 ]                            | [ 市オ 1 ] [ 市地 18 ]              |                                     |                                     |                                     |                                     |                                     |                                     |                                     |
| 2015年（平成27年）                  | 37,876                              | 102.2%                              | 8,105                               |                                     | 10,728                              |                                     | 8,521                               |                                     | 48,604                              | [ 地 4 ]                            | [ 市オ 1 ] [ 市地 19 ]              |
| 2016年（平成28年）                  | 38,837                              | 102.3%                              | 9,653                               | 371.5%                              | 12,382                              | 360.1%                              | 10,083                              | 369.2%                              | 51,219                              | [ 地 5 ]                            | [ 市オ 1 ] [ 市地 20 ]              |
| 2017年（平成29年）                  | 39,839                              | 102.6%                              | 10,872                              | 112.6%                              | 13,972                              | 112.8%                              | 11,280                              | 111.9%                              | 53,811                              | [ 地 6 ]                            | [ 市オ 1 ] [ 市地 21 ]              |
| 2018年（平成30年）                  | 40,295                              | 101.1%                              | 11,607                              | 106.8%                              | 15,319                              | 109.6%                              | 12,016                              | 106.5%                              | 55,614                              | [ 地 7 ]                            | [ 市オ 1 ] [ 市地 22 ]              |
| 2019年（令和元年）                  | 40,200                              | 100.0%                              | 11,801                              | 102.0%                              | 15,758                              | 103.1%                              | 12,174                              | 101.6%                              | 55,958                              | [ 地 8 ]                            | [ 市オ 1 ] [ 市地 23 ]              |
| 2020年（令和02年）                  | 28,661                              | 71.1%                               | 9,267                               | 78.3%                               | 10,995                              | 69.6%                               | 9,437                               | 77.3%                               | 39,656                              | [ 地 9 ]                            | [ 市オ 1 ] [ 市地 24 ]              |
| 2021年（令和03年）                  | 31,240                              | 109.0%                              | 10,163                              | 109.7%                              | 12,658                              | 115.1%                              | 10,316                              | 109.3%                              | 43,898                              | [ 地 10 ]                           | [ 市オ 1 ] [ 市地 25 ]              |
| 2022年（令和04年）                  | 34,851                              | 111.6%                              | 11,022                              | 108.5%                              | 14,841                              | 117.2%                              | 11,181                              | 108.4%                              | 49,692                              | [ 地 11 ]                           | [ 市オ 1 ] [ 市地 26 ]              |
| 2023年（令和05年）                  | 38,222                              | 110.0%                              | 11,788                              | 107.2%                              | 16,582                              | 112.0%                              | 12,002                              | 107.6%                              | 54,804                              | [ 地 1 ]                            | [ 市オ 1 ] [ 市地 27 ]              |

1日平均乗車人員（仙台市地下鉄）（単位：人/日）

### 対東京年間輸送人員
JR東日本によると、コロナ禍の影響が無かった2018年度（平成30年度）の東京 - 仙台間の年間輸送人員は、新幹線が約1080.9万人（シェア100%）、航空機が0万人（シェア0%）、新幹線と航空機の合計は約1080.9万人である。
東京 - 仙台間における新幹線の輸送人員は、東京－盛岡間の約262.1万人、東京 - 青森間の約262万人、東京 - 山形間の約259万人、東京 - 秋田間の約135.7万人を上回り東北1位となっている。また、新幹線と航空機を合わせた輸送人員は、東京 - 青森間の約336.8万人、東京 - 山形間の約268.6万人、東京 - 盛岡間の約262.1万人、東京 - 秋田間は約232.9万人を上回り東北1位となっている。
| 東京 - 仙台 年間輸送人員（千人） | 東京 - 仙台 年間輸送人員（千人） | 東京 - 仙台 年間輸送人員（千人） | 東京 - 仙台 年間輸送人員（千人） | 東京 - 仙台 年間輸送人員（千人） |
| 年度                             | 新幹線                           | 航空機                           | 合計                             | 出典                             |
| -------------------------------- | -------------------------------- | -------------------------------- | -------------------------------- | -------------------------------- |
| 2014年（平成26年）               | 9,729                            | -                                | 9,729                            | [ 73 ]                           |
| 2014年（平成26年）               | 100%                             | 0%                               | 100%                             | [ 73 ]                           |
| 2015年（平成27年）               | 10,086                           | -                                | 10,086                           | [ 73 ]                           |
| 2015年（平成27年）               | 100%                             | 0%                               | 100%                             | [ 73 ]                           |
| 2016年（平成28年）               | 8,927                            | -                                | 8,927                            | [ 73 ]                           |
| 2016年（平成28年）               | 100%                             | 0%                               | 100%                             | [ 73 ]                           |
| 2017年（平成29年）               | 10,503                           | -                                | 10,503                           | [ 73 ]                           |
| 2017年（平成29年）               | 100%                             | 0%                               | 100%                             | [ 73 ]                           |
| 2018年（平成30年）               | 10,809                           | -                                | 10,809                           | [ 73 ]                           |
| 2018年（平成30年）               | 100%                             | 0%                               | 100%                             | [ 73 ]                           |
| 2019年（令和元年）               | 10,343                           | -                                | 10,343                           | [ 73 ]                           |
| 2019年（令和元年）               | 100%                             | 0%                               | 100%                             | [ 73 ]                           |
| 2020年（令和02年）               | 3,451                            | -                                | 3,451                            | [ 73 ]                           |
| 2020年（令和02年）               | 100%                             | 0%                               | 100%                             | [ 73 ]                           |
| 2021年（令和03年）               | 4,829                            | -                                | 4,829                            | [ 73 ]                           |
| 2021年（令和03年）               | 100%                             | 0%                               | 100%                             | [ 73 ]                           |
| 2022年（令和04年）               | 7,583                            | -                                | 7,583                            | [ 73 ]                           |
| 2022年（令和04年）               | 100%                             | 0%                               | 100%                             | [ 73 ]                           |
| 2023年（令和05年）               | 9,917                            | -                                | 9,917                            | [ 73 ]                           |
| 2023年（令和05年）               | 100%                             | 0%                               | 100%                             | [ 73 ]                           |

JR東日本によると2024年（令和6年）3月現在、新幹線の所要時間は最速1時間29分、運賃（通常期）は11,410円、1日64往復運行されている。宮城県と東京都の間に航空機は運航されていない。

## 駅周辺
仙台駅周辺地区は、国土交通省の『都市景観100選』に選ばれている。西口と東口のペデストリアンデッキの階段、および、地下鉄の出入口付近にはロードヒーティングが設置されている。

### 西口（中央口）
当駅の表玄関であり、西口（中央口）側は仙台城の城下町時代から続く仙台の中心市街地である。大規模なペデストリアンデッキがアーケード商店街（中央通り）や一番町など市内中心部方面にのびている。駅前には仙台パルコ、エスパル仙台、アエルなど商業施設が充実している。メインストリートである青葉通は、大手銀行や証券会社が連なり、金融街を形成している。
1887年（明治20年）12月15日に東北本線の仙台駅開業の際、駅舎が現在の西口に設置されて成立した。西口にはその後、1925年（大正14年）6月5日に宮城電気鉄道・仙台駅（1952年〈昭和27年〉移設）、1926年（大正15年）11月25日に仙台市電・仙台駅前駅（1976年〈昭和51年〉廃止）、1987年（昭和62年）7月15日に仙台市地下鉄・仙台駅、2000年（平成12年）3月11日に仙石線のJRあおば通駅が設置され、仙台の玄関口として機能している。
2階コンコースと直結するペデストリアンデッキは、新幹線開業前の1977年（昭和52年）12月に完成したもので、その面積・総延長距離は日本一である。ペデストリアンデッキは、アエル、かつてさくら野百貨店が入居していた豊ビル、Loftが入居する仙台駅前開発ビル、かつてヤマダデンキLABI仙台が入居していた仙台TRビル、EBeanS、仙台マークワン（仙台PARCO本館が入居）、仙台PARCO2といった、駅前に立地する大型店をはじめとするビルの2階部に接続している。
駅西口と中央改札口との間にある「ステンドグラス前」は、仙台市都心部の待ち合わせ場所として利用されている。以前はステンドグラス横に伊達政宗像（2代目）があり、「伊達前」と呼ばれていたが、2008年（平成22年）10月から12月の仙台・宮城デスティネーションキャンペーンに向けた駅改修のため、同年3月1日をもって大崎市に譲渡され、同月16日より同市にある陸羽東線有備館駅に移設された。また同年2月1日より、4代目の駅舎に設置されていたものを復刻したアナログ式の大時計が2階中央改札口前のコンコース壁面に設置されている（後述）。「ステンドグラス前広場」は催事場として、各種の物販イベントやギャラリーなどに用いられる。また、ステージを設置して、無料のミニコンサートもしばしば開催される。定禅寺ストリートジャズフェスティバルや仙台ゴスペル・フェスティバルでは、ペデストリアンデッキ上で演奏が行われる。
仙台駅西口駅前広場には、北から「一般車降車場」（一般車用の降車ロータリー）およびそれに囲まれた仙台駅自家用車駐車場（平面駐車場。60台駐車可。最初の20分間は無料、以後200円/30分）、「ロータリー降車場」（タクシー、観光バス、一般車の降車）、「タクシープール」、「仙台駅西口バスターミナル」が並んでいる。2008年（平成22年）のデスティネーションキャンペーンに合わせ、一般車から降車する場合は、「一般車降車場」または「ロータリー降車場」を使用し、一般車に乗車する場合は、仙台駅自家用車駐車場を使用するよう変更された。
仙台市は上記を含めて、観光・送迎バス乗降場の東口への移転、東西自由通路の拡張とともに西口バスターミナルを広げる駅前再整備を実施してきた。2019年度（令和元年度）に完了させる予定である。2020年（令和2年）1月30日に、西口バスターミナルの拡張工事に伴って北側に新設された交通島の利用が開始された。
2019年（令和元年）10月には、仙台市による都心再構築プロジェクトが開始され、2020年（令和2年）1月16日に、仙台市が同プロジェクトの一環として、仙台駅西口の青葉通の一部区間を通行止めにした上で、屋外広場を整備する方向で検討している旨を、河北新報が報道した。また、同じく都心再構築プロジェクトに関連して、パン・パシフィック・インターナショナルホールディングス（ドン・キホーテ運営）によるさくら野百貨店仙台店跡地の再開発、NTT東日本グループによるNTTビルの整備、といった再開発も予定されている。
西口北側は、繁華街である一番町に通じるショッピングストリート中央通が東西に伸び、多くの買い物客で賑わう。西口南側の南町通と柳町通の間（EBeanSの裏）には「仙台朝市」があり、生鮮食料品を始めとする店舗が立ち並ぶ。

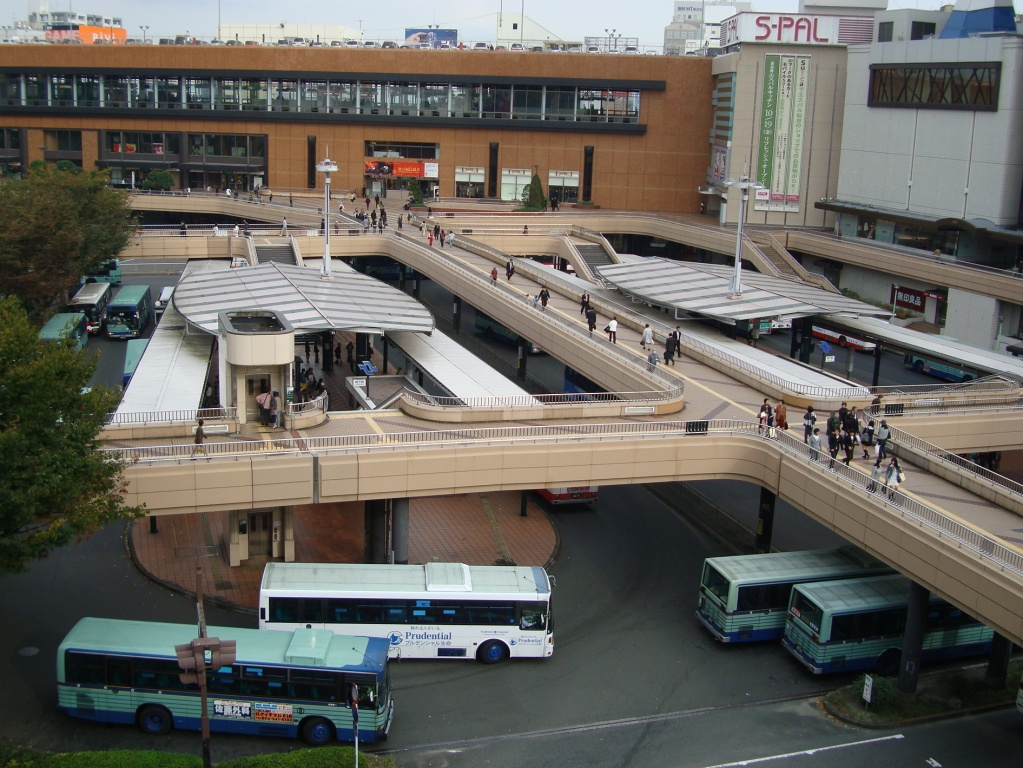
ペデストリアンデッキ
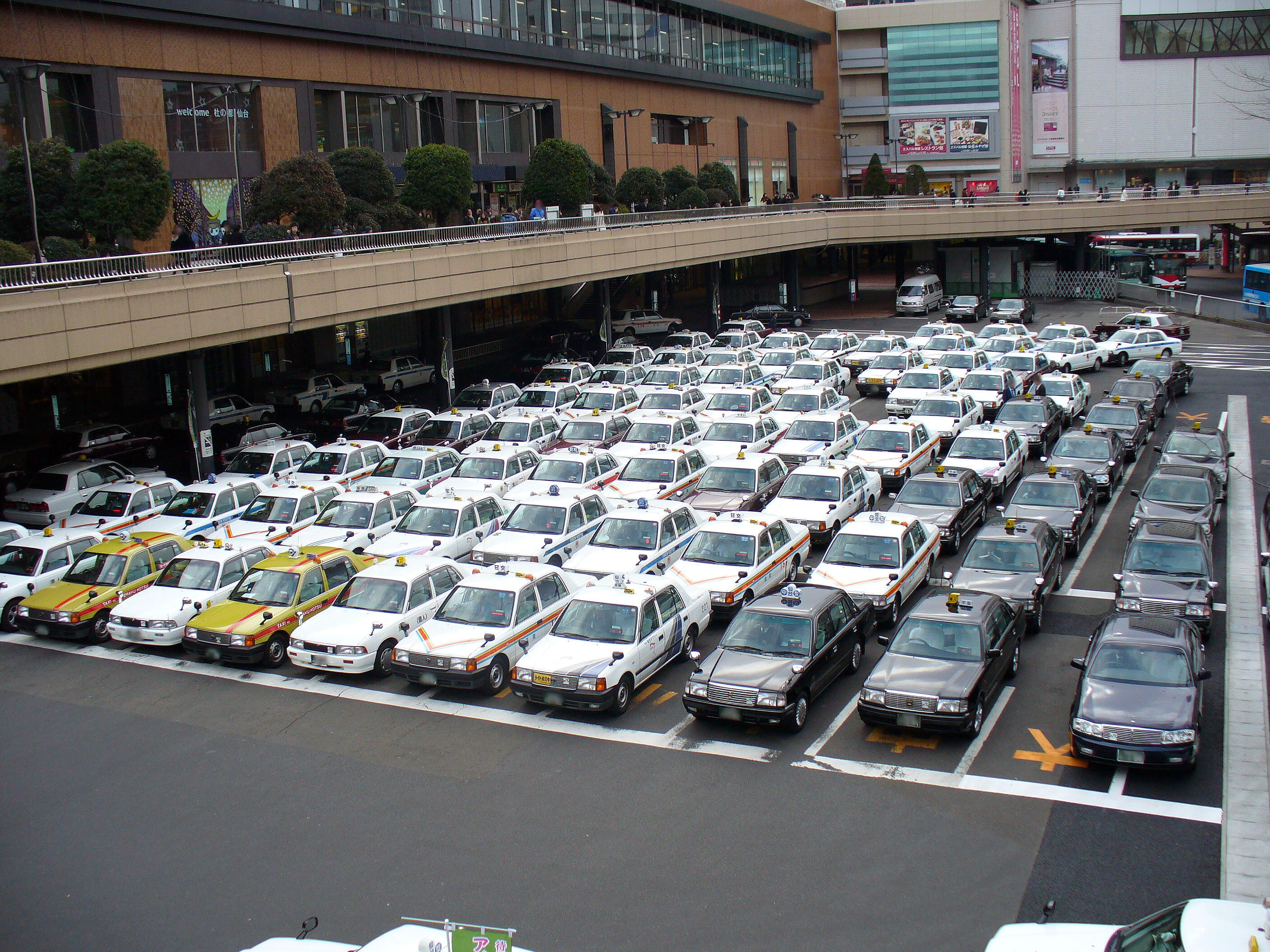
タクシープール
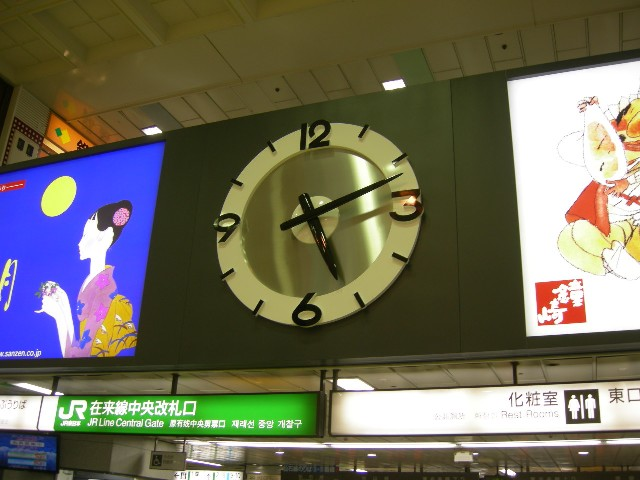
中央改札口前に復刻された大時計

#### 大時計
2階中央改札口前のコンコースに設置されている直径2メートルの大時計である。仙台駅のマスコットキャラクター「トキムネくん」のモチーフともなっている。現在のものは初代の大きさとデザインを模した2代目で、2008年（平成22年）に設置されている。
初代は4代目駅舎に1949年（昭和24年）に設置されたもので、東北新幹線の乗り入れに対応する駅舎の建て替えで1972年（昭和47年）に撤去、翌年宮城県中央児童館に移設された。児童館はその後老朽化のため2013年（平成25年）に解体されている。初代大時計は建物の解体前に取り外されたとされるが、その後についてははっきり分かっていない。

#### 郵便局
- 仙台中郵便局 - ゆうちょ銀行仙台支店併設
- 仙台中央郵便局
- 仙台駅内郵便局

駅1階に所在。郵便窓口とATMは休日も稼働。1882年（明治15年）に仙台郵便局名掛町分局として開設され、「仙台名懸町郵便局」「仙台停車場前郵便局」「仙台駅前郵便局」の名称を経て、1984年（昭和59年）より現名称となっている。なお、2005年（平成17年）までは、駅東口に当局の臨時出張所が設置されていた。「臨時」という名称だが、常設の有人窓口であった。
- JR仙台イーストゲートビル郵便局

イーストゲートビル開業とともに設置。

### 東口（宮城野通口）
東口側には、仙台城下町の開府前に仙台平野の中心地があったが、現在の町並みとの関連は薄い。1882年（明治15年）2月25日、県内初の軌道である宮城木道（木道社）が東六番丁13番地に東六番丁停車場を設置し貨物輸送を始めるが、1887年（明治20年）12月15日に東北本線の仙台駅が東六番丁に設置されて廃線となった。その後、1929年（昭和4年）6月1日に宮城電気鉄道・東七番丁駅が設置され、仙台東口駅、仙石線仙台駅と改称しながらも東口の動線を集めていた。1978年（昭和53年）3月18日に仙台駅構内に東西自由通路が開通して西口と繋がり、仙台駅東第一土地区画整理事業により宮城野通が開通し、2000年（平成12年）3月11日に仙石線仙台駅が地下化され、オムニバスタウン事業により東口の整備が進むと、東口の動線は現在の宮城野通口に集まるようになった。
このような変化により、中小規模の店舗が多かった東口周辺にヨドバシカメラ仙台店などの大型店が進出した。2003年（平成15年）に撤退した旧ラオックス跡にはBiVi仙台駅東口がオープンした。他方で駅前広場の再開発も進められ、2004年（平成16年）7月に東口ペデストリアンデッキが新たに供用を開始し、同時に高速バス乗り場も整備された。現在、JRバス東北・東北アクセス・宮城交通・日本中央バスなどが高速バス乗り場を使用している。
仙石線地上線跡地一帯では仙台駅東第二土地区画整理事業が進められ、マンション開発を中心に高度利用が進む。さらに、地下鉄東西線開業に伴い新たに宮城野通駅が開業した。JR東日本が東口再開発事業を進め、商業施設・ホテル・オフィスの4棟の駅ビルおよび在来線改札口を新設。ヨドバシカメラも連鎖再開発事業を実施するなど、長らく「駅裏」と呼ばれてきた地区が変わりつつある。2017年（平成29年）11月10日には、コミュニティ&フードスペース「EKITUZI」が開業した。
2019年（令和元年）8月2日には、仙台市が老朽化したビルの建て替えなどを誘導する「都市再生緊急整備地域」の拡大を目指していることを踏まえ、東口の活性化に向けて、地元企業や住民らでつくる「仙台駅東まちづくり協議会」が発足した。その後、学識経験者や経済団体の幹部、金融機関、国、宮城県で構成される「都市再生緊急整備地域」の拡大に向けた準備協議会が発足し、2020年（令和2年）4月14日には、仙台市が同区域の拡大を内閣府に申請したことを発表した。なお、申請前に、仙台駅東まちづくり協議会が2020年（令和2年）3月27日に、仙台駅東口のフロントゾーンにおける高機能オフィスの立地の促進、仙台駅東口ペデストリアンデッキの東七番丁通までの延長などを描いた計画書を、仙台市に提出している。
東北楽天ゴールデンイーグルスの本拠地、楽天モバイルパーク宮城への最寄り駅は仙石線の宮城野原駅であるが、仙台駅東口ペデストリアンデッキから球場正面入口までは宮城野通を一直線に約1.6キロメートル、徒歩20分ほどで行くことができる。また試合開催時に限り、東口バスプール - 宮城球場間のシャトルバス（仙台市営バス、運賃100円）が運行されるほか、JRバス東北（一部共同運行会社を含む）の高速バスの一部が延長運転し宮城球場前まで乗り入れる。

## 隣の駅
※新幹線各列車と在来線臨時快速列車および特急列車は列車記事を秋田・北海道新幹線の隣の駅の停車駅は路線記事をそれぞれ参照のこと。
東日本旅客鉄道（JR東日本）
 東北新幹線
白石蔵王駅 - 仙台駅 - 古川駅
■東北本線
■普通
長町駅 - *行人塚駅 - *三百人町駅 - 仙台駅 - *小田原東丁駅 - 東仙台駅
*:打消線は廃駅（すべて1944年11月11日廃止）
■常磐線（岩沼駅 - 当駅間東北本線）
特急「ひたち」発着駅
■普通
長町駅 - 仙台駅 - （東北本線東仙台方面**）
**:一部列車は東北本線利府駅まで乗り入れる。
■仙台空港アクセス線
□快速
名取駅 - 仙台駅
■普通
長町駅 - 仙台駅
■■仙石東北ライン
■特別快速・■快速（赤快速）
仙台駅 - 塩釜駅
■快速（緑快速）
仙台駅 - 東仙台駅
■仙山線
□快速・■普通
仙台駅 - 東照宮駅
■仙石線
■普通
あおば通駅 - 仙台駅 - 榴ケ岡駅
仙台市地下鉄
■南北線
広瀬通駅 (N09) - 仙台駅 (N10) - 五橋駅 (N11)
■東西線
青葉通一番町駅 (T06) - 仙台駅 (T07) - 宮城野通駅 (T08)

### 記事本文